# Neapel
Neapel (italienisch Napoli, neapolitanisch Napule) ist mit knapp einer Million Einwohnern die nach Rom und Mailand drittgrößte Stadt Italiens. Die Hauptstadt der Region Kampanien sowie der Metropolitanstadt Neapel ist ein wirtschaftliches und kulturelles Zentrum Süditaliens. Die Metropolregion hat bis zu 4,4 Millionen Einwohner. Viele Neapolitaner sprechen das stark vom Standarditalienischen abweichende Neapolitanisch. Neapel spielt auch eine Schlüsselrolle in der internationalen Diplomatie und Zusammenarbeit, da es Sitz des Allied Joint Force Command Naples der NATO ist und, vor allem aufgrund seiner historischen globalen Ausrichtung, der Parlamentarische Versammlung der Mittelmeeranrainer (PAM).
Die ursprüngliche griechische Siedlung trug den Namen Νεάπολις (Neápolis) („Neue Stadt“). Später geriet sie unter römische Herrschaft. Vom Spätmittelalter bis zum 18. Jahrhundert gehörte Neapel zu den größten Städten Europas. Seine politische Geschichte ist über weite Strecken von Fremdherrschaft geprägt, zudem war es die Hauptstadt süditalienischer Reiche.
In den inneren Stadtteilen findet man zahlreiche historische Bauten und Kulturdenkmäler; 1995 wurde die gesamte Altstadt zum UNESCO-Weltkulturerbe erklärt. Das heterogene Stadtbild bietet Vorstädte mit riesigen Wohnkomplexen und weiten Flächen im Kontrast zu den engen und stark frequentierten Gassen der Altstadt. Während in den Stadtteilen westlich des Zentrums der Reichtum konzentriert ist, findet man in den inneren Bezirken und der Altstadt teilweise Überbevölkerung und ökonomisch rückständige Gebiete. Die soziale Lage der Vorstädte ist unterschiedlich, es handelt sich teils um Arbeiterviertel, teils um im Zuge des sozialen Wohnungsbaus entstandene Satellitenstädte, teils aber auch um ländliche Gebiete. Ein großes Problem ist die überdurchschnittlich hohe Arbeitslosigkeit.

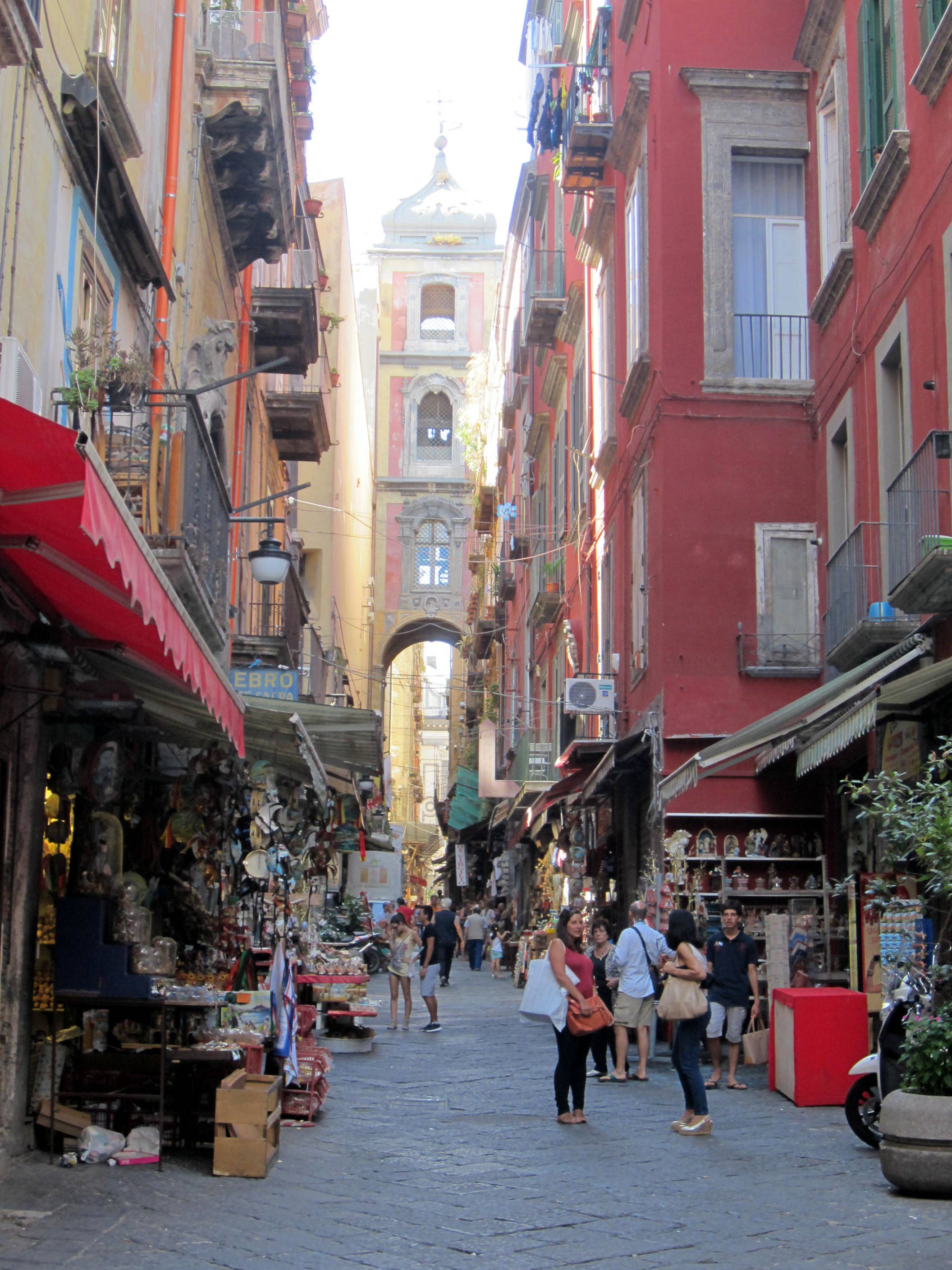
Die Straße der Weihnachtskrippen Via San Gregorio Armeno (mit Glockenturm der gleichnamigen Kirche im Hintergrund)

## Name
Der italienische Name der Stadt lautet Napoli [ˈnaːpoli], die Einwohner verwenden allerdings daneben den neapolitanischen Namen Napule. Seinen Ursprung hat der Name in der Zeit der Gründung durch die Griechen. Das altgriechische νέα πόλις (néa pólis) bedeutet „neue Stadt“. Da es bereits die nahegelegene Siedlung Parthenope gab, nannte man um 500 v. Chr. eine zweite Gründung Neapolis. Sowohl Parthenope als auch Neapolis befanden sich im Zentrum der heutigen Stadt. Als literarische Umschreibung für Neapel ist der Name Parthenope noch geläufig.

## Landesnatur

### Klima
Wetterbestimmend für die Stadt ist das mediterrane Klima mit milden und regenreichen Wintern sowie heißen und trockenen Sommern, wobei die Spitzen der Sommerhitze durch die Lage am Meer leicht abgemildert werden.
|                       | Jan  | Feb  | Mär  | Apr  | Mai  | Jun  | Jul  | Aug  | Sep  | Okt  | Nov  | Dez  |   |      |
| Mittl. Tagesmax. (°C) | 12,5 | 13,2 | 15,2 | 18,2 | 22,6 | 26,2 | 29,3 | 29,5 | 26,3 | 21,8 | 17,0 | 13,6 | ⌀ | 20,5 |
| Mittl. Tagesmin. (°C) | 3,8  | 4,3  | 5,9  | 8,3  | 12,1 | 15,6 | 18,0 | 17,9 | 15,3 | 11,6 | 7,7  | 5,1  | ⌀ | 10,5 |
|                       |      |      |      |      |      |      |      |      |      |      |      |      |   |      |
| Niederschlag (mm)     | 93   | 82   | 75   | 67   | 45   | 46   | 16   | 19   | 71   | 130  | 114  | 137  | Σ | 895  |
|                       |      |      |      |      |      |      |      |      |      |      |      |      |   |      |
| Sonnenstunden (h/d)   | 3,7  | 4,4  | 5,1  | 6,3  | 7,9  | 9,3  | 10,1 | 9,5  | 7,8  | 6,1  | 4,2  | 3,4  | ⌀ | 6,5  |
|                       |      |      |      |      |      |      |      |      |      |      |      |      |   |      |
| Regentage (d)         | 10   | 10   | 10   | 9    | 6    | 4    | 2    | 4    | 6    | 8    | 11   | 11   | Σ | 91   |
|                       |      |      |      |      |      |      |      |      |      |      |      |      |   |      |
| Wassertemperatur (°C) | 14   | 13   | 13   | 15   | 18   | 21   | 24   | 25   | 23   | 21   | 18   | 16   | ⌀ | 18,4 |
|                       |      |      |      |      |      |      |      |      |      |      |      |      |   |      |
| Luftfeuchtigkeit (%)  | 73   | 73   | 71   | 72   | 71   | 67   | 65   | 66   | 69   | 71   | 75   | 76   | ⌀ | 70,7 |

| 3,8 |

| 4,3 |

| 5,9 |

| 8,3 |

| 12,1 |

| 15,6 |

| 18,0 |

| 17,9 |

| 15,3 |

| 11,6 |

| 7,7 |

| 5,1 |

| 3,8 |

| 4,3 |

| 5,9 |

| 8,3 |

| 12,1 |

| 15,6 |

| 18,0 |

| 17,9 |

| 15,3 |

| 11,6 |

| 7,7 |

| 5,1 |

### Relief

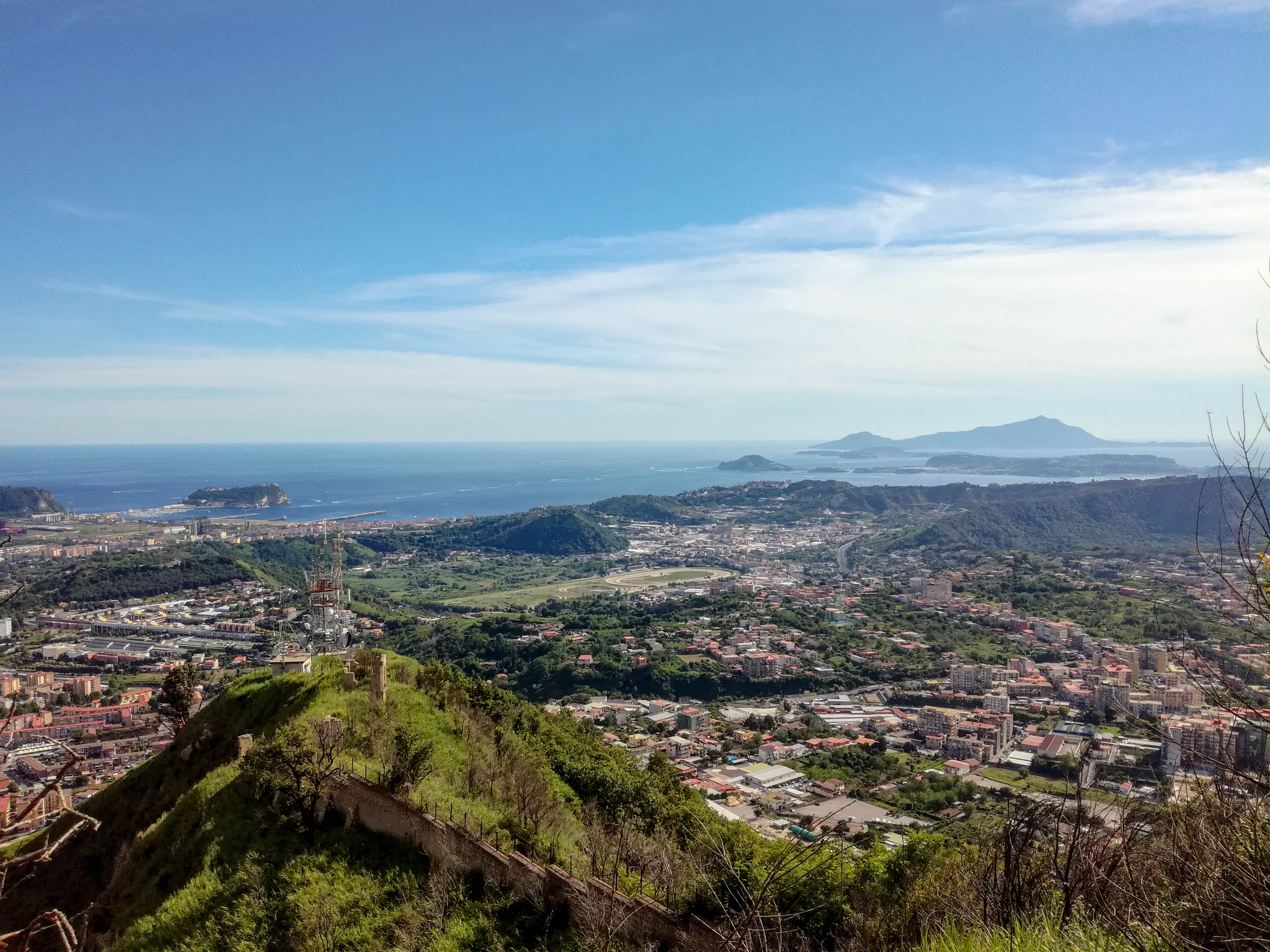
Vulkanlandschaft der Campi Flegrei

Die Stadt liegt an einer 30 km langen Meeresbucht, dem Golf von Neapel, an der Westküste der südlichen Apenninhalbinsel. An diesem liegt eine 13 km lange Caldera, die Phlegräischen Felder (Campi Flegrei). Sie werden von ungefähr 40 kleinen und großen Vulkankratern geformt, deren bekanntester die Solfatara ist. Zu einiger Bekanntheit brachte es auch der sogenannte Monte Nuovo (neuer Berg). Dieser erhielt seinen Namen, weil er in nur wenigen Tagen entstand, als der Vulkan 1538 das einzige Mal ausbrach.
Auf der anderen Seite Neapels, ebenfalls am Golf, befindet sich der Vesuv, einer der bekanntesten Vulkane der Welt. Er ist rund 17.000 Jahre alt, 1281 m hoch und gilt als aktiv und wegen der Nähe zu städtischen Gebieten als gefährlich. Das letzte Mal brach er im März 1944 aus, als im Zweiten Weltkrieg amerikanische Truppen in Neapel waren. Soldaten und Kamerateams machten zahlreiche Fotos und Filme von den Ausbrüchen.

## Kulturlandschaft

### Vulkanisches Gestein als Baustoff und der Untergrund Neapels

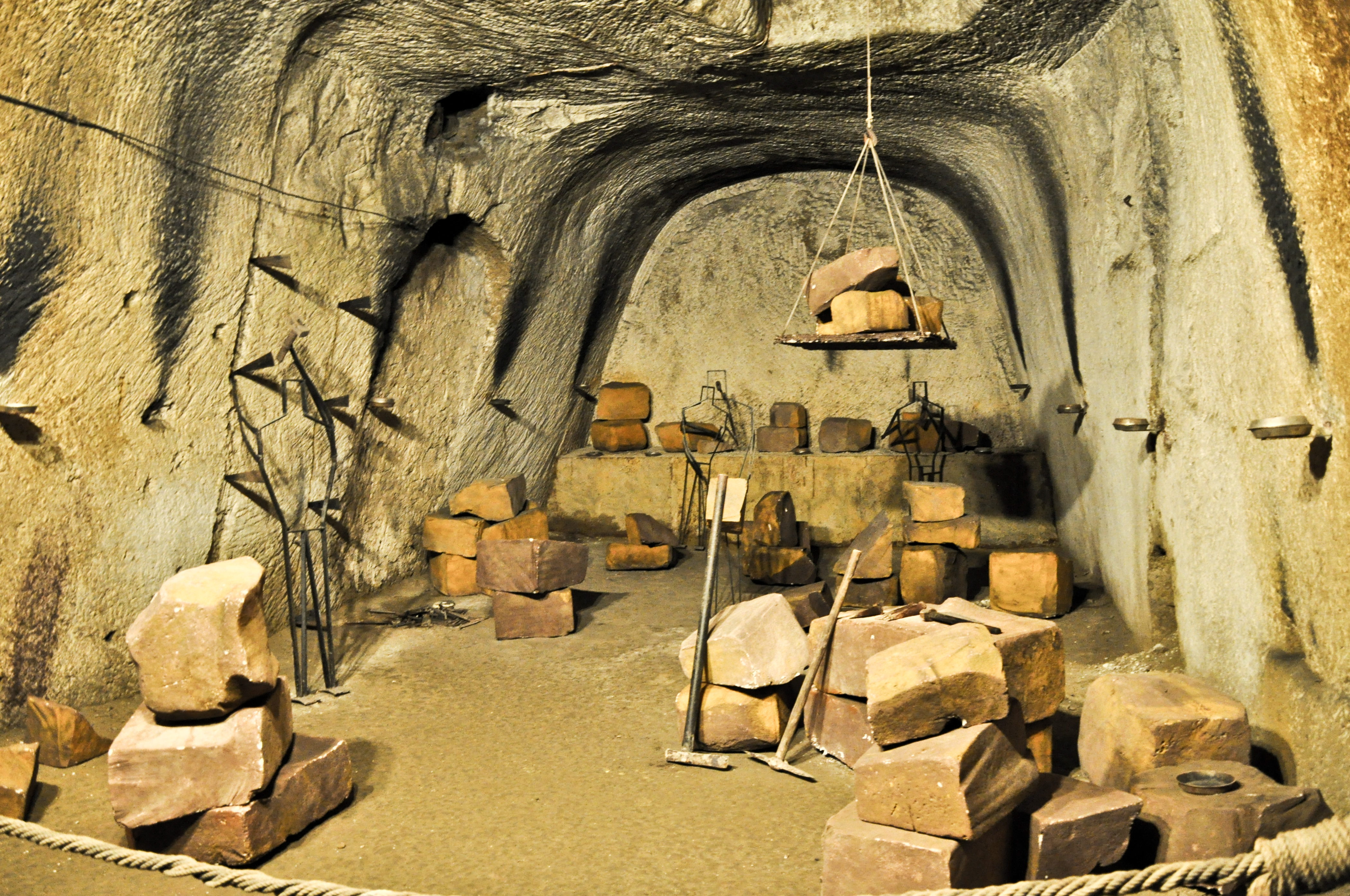
Museale Darstellung eines antiken Tuffsteinbruchs 40 m unter der Altstadt

Wie in anderen vulkanischen Gebieten waren die über Jahrhunderte dominierenden Baumaterialien Neapels Vulkanite, darunter der Kampanische Ignimbrit, die sich in mehreren Schichten unter der Stadt befinden und von Vulkanausbrüchen der Campi Flegrei wie des Vesuvs stammen. Es wurde seit der Antike in der Umgebung (Poggioreale, Campi Flegrei) und später im Stadtgebiet sowohl im Tage- als auch im Stollenbau abgebaut. Im Stadtgebiet liegen die natürlichen Schluchten, Abbautunnel und Katakomben im Hügel von Capodimonte, weitere im Vomero und Pizzofalcone, aber auch direkt unter den Baustellen der Stadt wurden Vulkanite gebrochen und in Blockform an die Oberfläche transportiert. Dazu wurden erst die oberen Erdschichten entfernt und dann ein senkrechter Stollen ins Gestein gebohrt, der nach etwa 5 m auch in die Breite erweitert wurde. So ersparte man sich den Transportweg zur Baustelle. 
Mit der Zeit entstand durch diese Praxis ein unterirdisches System von Hohlräumen, das bereits seit der Antike zu einem durch Brunnen mit der Oberfläche verbundenen Kanalsystem erweitert wurde. Dieses versorgte Neapel bis 1885 mit Trinkwasser (Bau einer modernen Wasserversorgung aus Hygienegründen) und diente während der Bombardierung Neapels im Zweiten Weltkrieg als Luftschutzbunker. Auch wurden die Tunnel – als ab 1885 kein Wasser mehr floss – von den ärmsten Schichten als Behausung genutzt. Durch die Unterhöhlung der Stadt ergeben sich bis heute statische Probleme: „Bei den Abermillionen im Untergrund Neapels gebrochenen Tuffblöcken ist es dann nicht mehr verwunderlich, wenn die Erdoberfläche gelegentlich großflächig nachgab und ganze Häuserblocks verschlang.“ Bereits 1781 verbot Ferdinand IV. per Erlass den Materialabbau innerhalb der Stadtmauern. Da auch heute noch weitverzweigte Gänge, Höhlen, Zisternen und Aquädukte wie der Acquedotto del Carmignano bestehen, spricht man von einem zweiten „unterirdischen Neapel“ (Napoli sotteranea).
Der Neapel prägende und etwa zum Festungsbau (Castel dell’Ovo, Castel Sant’Elmo) verwendete Grundbaustoff war der Gelbe Neapolitanische Tuffstein. Über den Tuffsteinschichten, wenige Meter unter der Oberfläche, liegen meterdicke Lagen vulkanischer Asche, die Puzzolanerde. Da sich Tuffstein schlecht hält und wenig widerstandsfähig ist, wurde er seit der Antike mit einem Putz überzogen, der aus Puzzolanerde, Kalk und Lapilli gemischt wurde. Sobald er getrocknet ist, erreicht dieser Putz eine felsenfeste und wasserdichte Konsistenz. 
Unter dem Tuff findet sich ein weiteres vulkanisches Derivat, der graue Peperin. Tuffstein ist leicht zu bearbeiten und kann mit einfachen Werkzeugen gebrochen werden, die so entstehenden Blöcke haben darüber hinaus ein geringes Gewicht. Peperin ist (wie der ebenfalls verwendete Trachyt) ein härteres Gestein, aus dem vor allem Treppen und tragende Elemente des Hochbaus hergestellt wurden. Die Kombination des festen Peperin und des leichten Tuff ermöglichte bereits früh die Errichtung bis zu siebenstöckiger Häuser, wie ein Bericht aus dem Jahr 1634 zeigt. So bestehen die älteren einfachen Häuser, aber auch Paläste und Umgrenzungsmauern bis heute im Wesentlichen aus Lavagestein. Erst ab dem Industriezeitalter wurde es durch Baustoffe wie Eisen, Eisenbeton, Stahl und Glas abgelöst.
Besichtigen kann man den Untergrund an verschiedenen Stellen. Es gibt den Tunnel Borbonico, einen unterirdischen Fluchttunnel, der den Königspalast an der Piazza del Plebiscito mit der Via Morelli verbindet. Und gibt es Führungen, die an der Piazza Trieste e Trento beginnen; eine weitere Gelegenheit bietet der Verein Napoli Sotterranea.

### Stadt

Die Flagge von Neapel

Bis 1925 umfasste das Stadtgebiet nur etwa 52 km². Am 15. November 1925 wurde es um die Kommunen San Pietro a Patierno, Barra, Ponticelli und San Giovanni a Teduccio vergrößert. Durch ein Gesetz vom 3. Juni 1926 wurden Secondigliano, Chiaiano, Pianura und Soccavo dem Stadtgebiet hinzugefügt. Durch diese Kommunen mit insgesamt 116.639 Einwohnern verdoppelte sich die Fläche Neapels auf 117 km². Der jüngste Stadtteil ist Scampia, er wurde 1985 aus Gebieten mehrerer Stadtteile gebildet.
Politisch sind die insgesamt 30 Stadtteile (quartieri) der Stadt in zehn Verwaltungsbezirken (municipalità) zusammengefasst:
| Municipalità 1  | 1. San Ferdinando, 2. Chiaia und 15. Posillipo                                         |  |
| Municipalità 2  | 3. San Giuseppe, 4. Montecalvario, 5. Avvocata, 10. Mercato, 11. Pendino und 12. Porto |  |
| Municipalità 3  | 6. Stella und 7. San Carlo all’Arena                                                   |  |
| Municipalità 4  | 8. Vicaria, 9. San Lorenzo, 16. Poggioreale und 17. Zona Industriale                   |  |
| Municipalità 5  | 13. Vomero und 14. Arenella                                                            |  |
| Municipalità 6  | 28. Ponticelli, 29. Barra und 30. San Giovanni a Teduccio                              |  |
| Municipalità 7  | 24. Miano, 25. Secondigliano und 27. San Pietro a Patierno                             |  |
| Municipalità 8  | 22. Chiaiano, 23. Piscinola und 26. Scampia                                            |  |
| Municipalità 9  | 20. Soccavo und 21. Pianura                                                            |  |
| Municipalità 10 | 18. Bagnoli und 19. Fuorigrotta                                                        |  |

Innerhalb der Stadtteile gibt es zahlreiche kleinere Viertel (rioni); Beispiele sind die Quartieri Spagnoli und Sanità.
Die Metropolregion besteht aus der Stadt Neapel sowie zahlreichen umliegenden eigenständigen Kommunen. Für europäische Verhältnisse ist die Bevölkerungsdichte der Metropolregion sehr hoch. Die Größe und damit die Einwohnerzahl werden von verschiedenen Institutionen unterschiedlich definiert. Man kann von etwa 3,1 bis 4,4 Millionen Einwohnern ausgehen (die Region Kampanien hat 5,8 Millionen Einwohner, die Stadt Neapel etwa 1 Million).

### Stadtumland

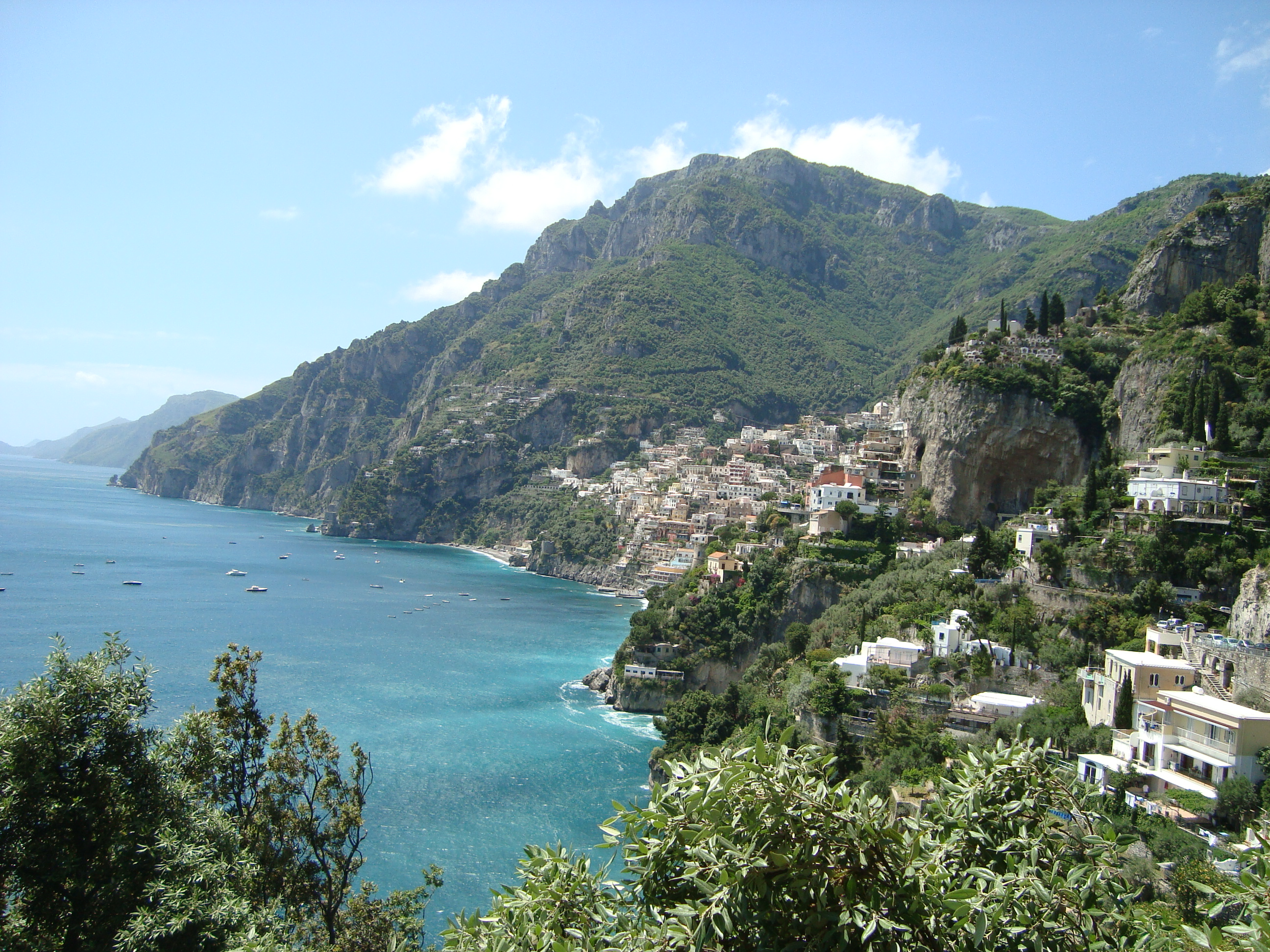
Amalfiküste mit Blick auf Positano

Neben dem Vesuv wurden die im Jahr 79 von Lava und Asche verschütteten und dadurch außergewöhnlich gut erhaltenen Römerstädte Herculaneum und vor allem Pompeji (über zwei Millionen Besucher im Jahr) zu Zentren des Tourismus.
Etwa eine Autostunde südöstlich von Neapel befindet sich die Amalfiküste, die 1997 in das UNESCO-Weltkulturerbe aufgenommen wurde. Haupteinnahmequelle dieser historischen Kulturlandschaft ist der Tourismus. Zu den wichtigsten Orten, die alle an der steilen Küste liegen, zählen Amalfi, Praiano und Positano.
Westlich von Neapel gibt es außer den bewachsenen vulkanischen Landschaften der Campi Flegrei zahlreiche Dörfer und Ortschaften mit Stränden sowie Ausgrabungen aus griechischer und römischer Zeit. Zu den wichtigsten zählen Capua, Cumae, Pozzuoli und Bacoli.
Im Golf von Neapel liegen drei Inseln, die bekanntesten sind Capri und Ischia, auf denen sich zahlreiche Thermalbäder, Hotels und Strände befinden. Die kleinste und touristisch am wenigsten erschlossene Insel ist Procida.
20 Kilometer nördlich von Neapel befindet sich eines der größten Schlösser Europas, der Palast von Caserta. Die Königsresidenz wurde im 18. Jahrhundert erbaut und zählt ebenfalls zum UNESCO-Weltkulturerbe. Aus derselben Zeit stammt auch der Königspalast Portici im Westen Neapels.

## Bevölkerung und Gesellschaft

### Bevölkerungsentwicklung

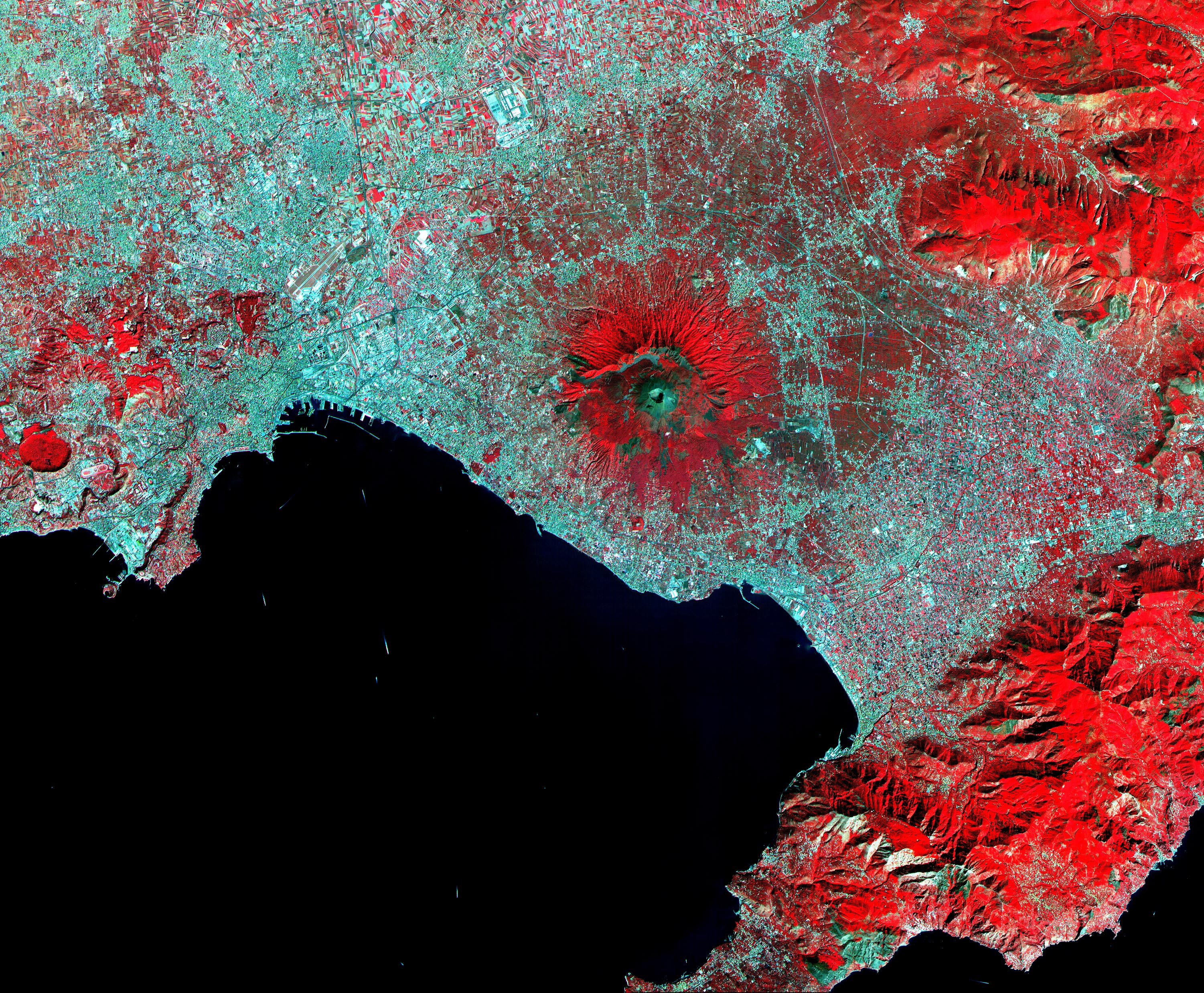
Satellitenaufnahme, unbesiedelte Gebiete sind rot gefärbt

Neapel ist nach Rom mit 2,8 Millionen und Mailand mit 1,3 Millionen Einwohnern die drittgrößte Stadt Italiens und vor Palermo (0,7 Millionen Einwohner) die größte Stadt Süditaliens. Die Bevölkerungsdichte lag im Jahr 2001 bei 8566 Einwohnern pro Quadratkilometer, in Mailand hingegen nur bei 6900, in Rom bei 1982 und in Palermo bei 4322.
Im Jahr 2001 waren etwa 17 % der Neapolitaner, jedoch nur 14 % der Italiener jünger als 15 Jahre.
| Neapel: Einwohnerzahlen von 500 bis 2023                                   | Neapel: Einwohnerzahlen von 500 bis 2023 | Neapel: Einwohnerzahlen von 500 bis 2023 | Neapel: Einwohnerzahlen von 500 bis 2023 | Neapel: Einwohnerzahlen von 500 bis 2023 |
| -------------------------------------------------------------------------- | ---------------------------------------- | ---------------------------------------- | ---------------------------------------- | ---------------------------------------- |
| Jahr                                                                       |                                          |                                          |                                          | Einwohner                                |
| 500                                                                        | 500                                      |                                          | 15.000                                   | 15.000                                   |
| 1000                                                                       | 1000                                     |                                          | 30.000                                   | 30.000                                   |
| 1278                                                                       | 1278                                     |                                          | 28.000                                   | 28.000                                   |
| 1465                                                                       | 1465                                     |                                          | 40.000                                   | 40.000                                   |
| 1500                                                                       | 1500                                     |                                          | 100.000                                  | 100.000                                  |
| 1550                                                                       | 1550                                     |                                          | 200.000                                  | 200.000                                  |
| 1656                                                                       | 1656                                     |                                          | 400.000                                  | 400.000                                  |
| 1680                                                                       | 1680                                     |                                          | 190.000                                  | 190.000                                  |
| 1734                                                                       | 1734                                     |                                          | 270.000                                  | 270.000                                  |
| 1748                                                                       | 1748                                     |                                          | 300.000                                  | 300.000                                  |
| 1861                                                                       | 1861                                     |                                          | 484.026                                  | 484.026                                  |
| 1871                                                                       | 1871                                     |                                          | 489.008                                  | 489.008                                  |
| 1881                                                                       | 1881                                     |                                          | 535.206                                  | 535.206                                  |
| 1901                                                                       | 1901                                     |                                          | 621.213                                  | 621.213                                  |
| 1911                                                                       | 1911                                     |                                          | 751.211                                  | 751.211                                  |
| 1921                                                                       | 1921                                     |                                          | 859.629                                  | 859.629                                  |
| 1931                                                                       | 1931                                     |                                          | 831.781                                  | 831.781                                  |
| 1936                                                                       | 1936                                     |                                          | 865.913                                  | 865.913                                  |
| 1951                                                                       | 1951                                     |                                          | 1.010.550                                | 1.010.550                                |
| 1961                                                                       | 1961                                     |                                          | 1.182.815                                | 1.182.815                                |
| 1971                                                                       | 1971                                     |                                          | 1.226.594                                | 1.226.594                                |
| 1981                                                                       | 1981                                     |                                          | 1.212.387                                | 1.212.387                                |
| 1991                                                                       | 1991                                     |                                          | 1.067.365                                | 1.067.365                                |
| 2001                                                                       | 2001                                     |                                          | 1.004.500                                | 1.004.500                                |
| 2010                                                                       | 2010                                     |                                          | 962.940                                  | 962.940                                  |
| 2023                                                                       | 2023                                     |                                          | 913.704                                  | 913.704                                  |
| Quelle(n): bis 1748: M. Rosi: Napoli entro e fuori le mura, ab 1861: ISTAT |                                          |                                          |                                          |                                          |

### Sozialräumliche Struktur

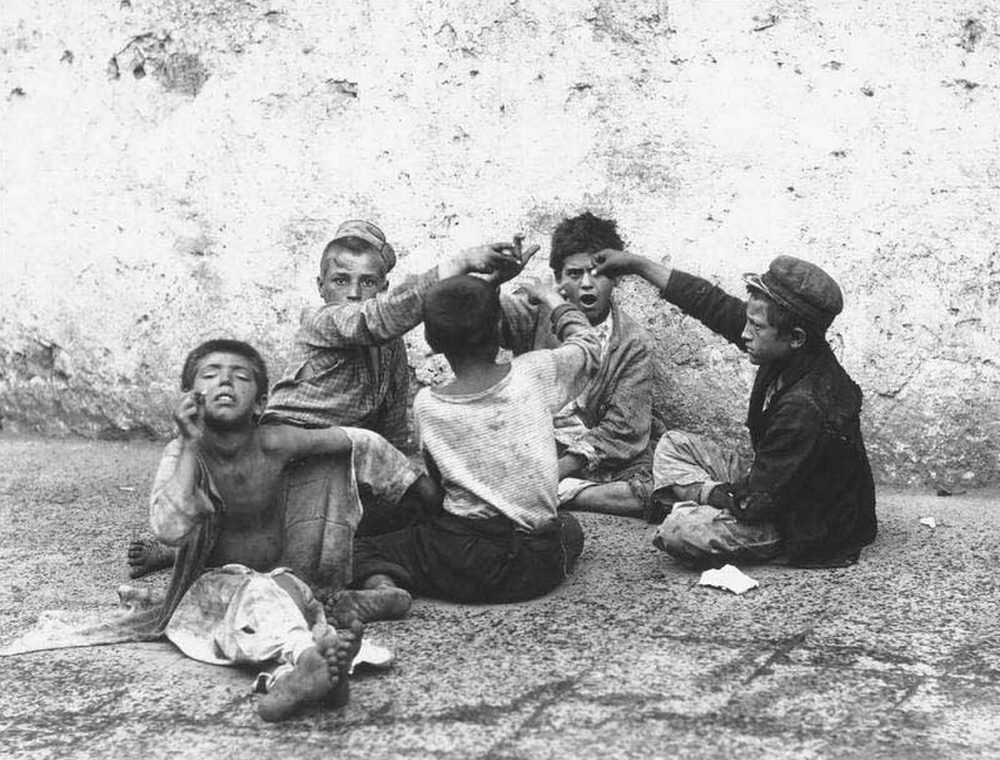
Straßenkinder (Scugnizzi) in Neapel, 1890er Jahre, Foto von den Brüdern Alinari

Nach Angaben der Comune di Napoli unterteilt sich Neapel nach sozioökonomischen und sozialräumlichen Kriterien in zwei Teile. Die sozialen Bedingungen, unter denen die Bewohner des Stadtzentrums leben, unterscheiden sich gravierend von denen der Bewohner der vorstädtischen Peripherie. Aber auch innerhalb des Zentrums gibt es große Unterschiede. Der Kern der Altstadt im 9. Stadtteil San Lorenzo sowie viele der angrenzenden Gebiete sind dicht besiedeltes Wohngebiet ärmerer Schichten. 
Im 3. Stadtteil San Giuseppe befinden sich Verwaltungsgebäude wie das Rathaus Neapels und zahlreiche Bankgebäude. Beliebte Wohngebiete reicherer Bevölkerungsgruppen, gehobene Einkaufsstraßen und Konsulatsviertel liegen direkt westlich der Altstadt. Sowohl der 13. Stadtteil Vomero wie der 2. Stadtteil Chiaia sind geographisch abgegrenzt und nur durch wenige Straßen mit der Altstadt verbunden; so liegt Vomero auf dem gleichnamigen Hügel Vomero, zwischen Chiaia und der Altstadt liegen mit dem Pizzofalcone abschließende Erhebungen. Im am Meer entlang und auf dem gleichnamigen Hügel gelegenen 15. Stadtteil Posillipo findet man zahlreiche Luxusvillen und teure Wohngebiete.
Die heutigen peripheren Stadtteile wurden der Stadt erst im 20. Jahrhundert politisch angegliedert. Lange Zeit waren diese Gebiete dörflich geprägt, erst seit den 1960ern entstanden die heutigen Wohnviertel. Die östliche Peripherie gilt immer noch als von Arbeitern dominierte Gegend, der Norden um die Stadtteile Secondigliano (26) und Scampia (27) ist am stärksten von sozialen Problemen wie Arbeitslosigkeit, Drogensucht und Kriminalität betroffen. Ausschlaggebend war ein 1962 vom italienischen Staat verabschiedetes Gesetz (legge 167). 
Mit ihm wurde ein Plan zum möglichst ökonomischen Bau von großen Wohnvierteln in den Städten ganz Italiens beschlossen (Sozialer Wohnbau, Schlafstadt). Die dafür auszusuchenden Flächen nannte man Zone 167. Sie lagen meist in der Peripherie, also außerhalb der Stadtzentren und sollten mit einer eigenständigen Infrastruktur ausgestattet werden. Zum Beispiel Scampia entstand im Zuge dieses Gesetzes. Die größte Bevölkerungsdichte erreicht der in der Altstadt gelegene 9. Stadtteil San Lorenzo mit 33.070 Einwohnern pro Quadratkilometer (2009), die niedrigste der ländlich geprägte 22. Stadtteil Chiaiano mit 2331.
Seit Jahrhunderten gilt Neapel als eine Stadt mit starken sozialen Unterschieden. Eine bekannte Gruppe innerhalb der neapolitanischen Unterschicht bildeten vom 17. bis zum 19. Jahrhundert die Lazzaroni. Heute befinden sich zahlreiche illegale Einwanderer in der Stadt, darüber hinaus gibt es in den peripheren Stadtteilen etliche und direkt am Hafen eine weitere inoffizielle Siedlung von Roma ohne moderne Infrastruktur und mit schlechten hygienischen Bedingungen.
Im Stadtgebiet gibt es zwei große Gefängnisse. Das Gefängnis Poggioreale war nicht nur zeitweiliger Aufenthaltsort zahlreicher bekannter Camoristen, sondern auch Drehort bekannter Filme. Es ist chronisch stark überbelegt. Die zweite große Haftanstalt Centro Penitenziario di Secondigliano liegt im Problemviertel Scampia und hatte 2009 rund 1130 Insassen.

Periphere Stadtteile sind grau; zentrale Stadtteile sind grün für wohlhabend, gelb: mittel, rot: ärmlich[11]
Die Stadtteile Neapels nach Bevölkerungsdichte, 2009[13]
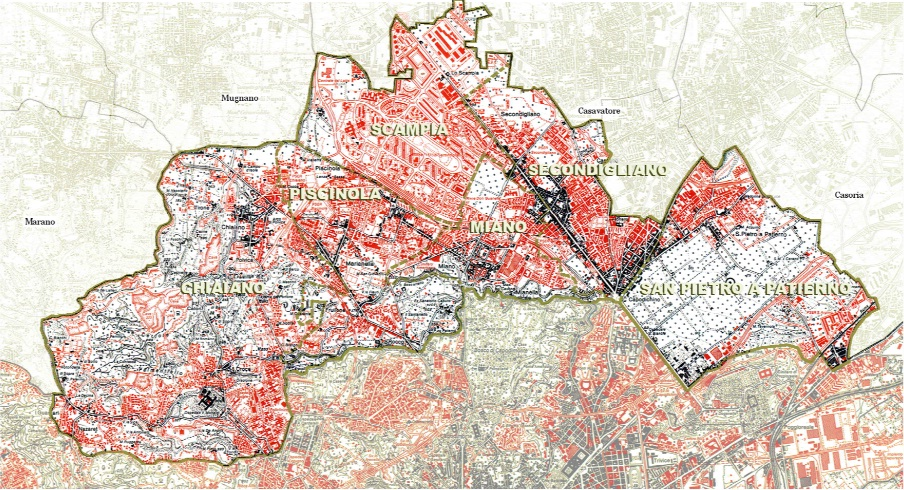
Die nördliche Peripherie Neapels; rot: ab 1960 erbaut; schwarz: bis 1960 erbaut

### Organisierte Kriminalität
Man geht davon aus, dass einige tausend Neapolitaner der neapolitanischen Mafiaorganisation Camorra angehören. Die Aktivitäten der mittlerweile international operierenden Camorra laufen im Verborgenen ab, sodass Außenstehende äußerst selten mit ihr in Kontakt kommen. Eine Ausnahme bildet der in einigen Stadtvierteln allgegenwärtige Handel mit geschmuggelten oder gefälschten Produkten. Die wichtigsten Einnahmequellen der Camorra sind Schmuggel, Schwarzhandel, Drogenhandel, Auftragsabsprache, illegale Müllentsorgung und Schutzgelderpressung; heute spielen aber auch mit illegalen Einnahmen finanzierte legale Geschäfte eine wichtige Rolle. Zulauf erhält die Camorra vor allem aufgrund der – besonders unter Jugendlichen – hohen Arbeitslosigkeit. Sie bietet ihnen (statistisch nicht erfasste) Arbeit an, überhaupt ist die Schattenwirtschaft eine bedeutende ökonomische Kraft der Stadt. Zu italienweiter Popularität gelangte der Camorra-Kritiker Roberto Saviano. Der große Pate der Nuova Camorra Organizzata (NCO) der 1970er und 1980er Jahre war der bis zu seinem Tod im Jahre 2021 im Hochsicherheitsgefängnis Terni inhaftierte Raffaele Cutolo. Einer der einflussreichsten Clans neuerer Zeit war und ist der Di-Lauro-Clan unter dem 2005 verhafteten Paolo Di Lauro.
In der Vergangenheit waren verschiedene Clans der Camorra in Bandenkriege mit zahlreichen Todesopfern – hauptsächlich innerhalb der Mafia selbst – involviert. Der letzte große Bandenkrieg mit rund 70 Todesopfern war in den Jahren 2004 und 2005 die faida di Scampia (Fehde von Scampia). Im Jahr 2009 wurden in der ganzen Region Kampanien (5,8 Millionen Einwohner) 104 Morde verübt (Italien: 586), von denen 49 aufs Konto der Mafia gingen (Italien: 90) Neapel und seine nähere Umgebung haben – nicht zuletzt auch durch die Camorra, die daran verdient – Probleme mit der Entsorgung von Müll und Sondermüll sowie der vermutlich unter anderem daraus resultierenden Verseuchung des Bodens.

### Ethnien und Migration
Am 31. Dezember 2019 lebten in Neapel 61.593 nicht-italienische Staatsbürger. Die meisten von ihnen stammen aus folgenden Ländern:
1. Sri Lanka – 16.283
2. Ukraine – 8.755
3. China – 5.420
4. Pakistan – 3.038
5. Rumänien – 2.744
6. Philippinen – 2.007
7. Bangladesch – 1.815
8. Nigeria – 1.435
9. Polen – 1.354
10. Dominikanische Republik – 1.177

## Politik
Im Mai 2011 trat der ehemalige Staatsanwalt und Mafiagegner Luigi de Magistris als Spitzenkandidat eines links-liberalen Parteienbündnisses, angeführt von der Partei Italia dei Valori, zur Kommunalwahl an. Er verwies dabei Mario Morcone, den Vertreter des Partito Democratico von Bürgermeisterin Rosa Russo Iervolino (die selbst nicht mehr zur Wahl stand), überraschend auf den dritten Platz und zog in die Stichwahl um das Bürgermeisteramt gegen Giovanni Lettieri ein, den Kandidaten des Mitte-rechts-Bündnisses. Eines der Hauptthemen im Wahlkampf war das Müllproblem, bei dem die Bürger den bisher in der Stadt vorherrschenden Parteien keine Lösung mehr zutrauten. De Magistris setzte sich mit 65 zu 35 % Stimmen durch. Am 18. Juli 2011 legte er daraufhin sein Mandat als Europaabgeordneter nieder. Im Jahr 2016 wurde er für eine zweite Amtszeit wiedergewählt.
Bei der Bürgermeisterwahl 2021 wurde Gaetano Manfredi (PD) mit fast 63 Prozent im ersten Wahlgang zum Bürgermeister gewählt. Der Amtsinhaber Luigi de Magistris war nicht wieder angetreten.

### Städtepartnerschaften
Neapel unterhält mit folgenden Städten sogenannte Freundschafts- und Kooperationsabkommen.
| - Athen, Griechenland - Budapest, Ungarn - Călărași, Rumänien - Gafsa, Tunesien - Kragujevac, Serbien - Nablus, Palästina | - Nosy Be, Madagaskar - Palma, Spanien - Santiago de Chile, Chile - Santiago de Cuba, Kuba - Sighetu Marmației, Rumänien - Wenzhou, Volksrepublik China |

## Wirtschaft
Das Stadtbild ist geprägt vom traditionellen Kleinunternehmertum mit zahlreichen Geschäften, Händlern und Handwerksbetrieben. 2005 registrierte die neapolitanische Handelskammer in der Provinz Neapel 264.956 Gesellschaften. Von diesen Unternehmen beschäftigten 52 mehr als 200 Arbeitnehmer und 12 mehr als 500, wohingegen 54 % der Unternehmen weniger als 20 Beschäftigte hatten. Dementsprechend hoch ist auch die Betriebsdichte, 2010 gab es 108 Unternehmen pro 1000 Einwohner.
Einen wirtschaftlichen Faktor stellen Dienstleistungsbetriebe in den Bereichen Immobilien, Verwaltung, Finanzdienstleistungen und Handel dar; eher schwach ist der produzierende Sektor. Das ehemals bedeutende Stahlwerk im Stadtteil Bagnoli ist seit 1990 stillgelegt und heute eine Industrieruine; der Hafen Neapel ist weiterhin für den Güter- wie den Personenverkehr von internationaler Bedeutung.
Insgesamt ist die Wirtschaftskraft Neapels pro Kopf gesehen eher schwach. Im nationalen Vergleich belegte die Provinz Neapel 2005 nur den 92. Platz unter den landesweit insgesamt 103 Provinzen. Besonders die Jugendarbeitslosigkeit ist ein Problem. Sie lag bei den 15- bis 24-Jährigen 2010 mit 42,7 % weit über dem italienischen Durchschnitt von 27,8 %. Dank seiner Größe gehört Neapel dennoch zu den wichtigsten Wirtschaftszentren Italiens.

### Beschäftigung
Die Beschäftigung verteilt sich in der Provinz wie folgt auf die einzelnen Sektoren:
- 30,7 % Öffentliche Dienste und Verwaltung
- 18,0 % Produktion
- 14,0 % Handel
- 9,5 % Baugewerbe
- 8,2 % Transportwesen
- 7,4 % Banken-, Finanz- und Immobilienwesen
- 5,1 % Landwirtschaft
- 3,7 % Hotellerie
- 3,4 % Sonstiges

### Tourismus

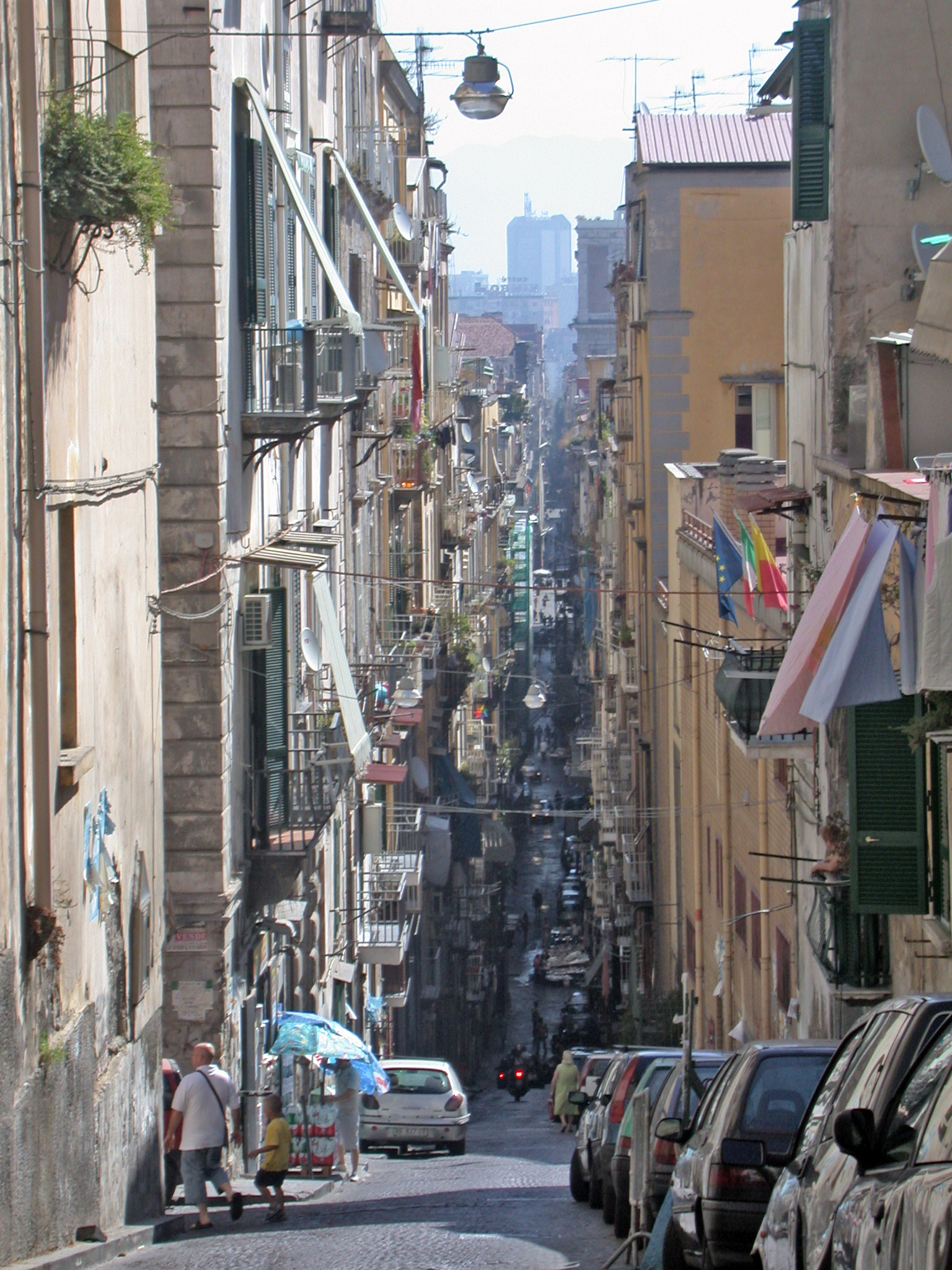
Die Spaccanapoli

1992 kamen rund 550.000 Personen in neapolitanischen Hotels und Herbergen an, 2009 waren es rund 800.000 und Anfang der 2010er Jahre um die 3 Millionen.

### Sonstiges
2009 wurden in Neapel 560.525 Tonnen Müll gesammelt (2000: 561.929 Tonnen), wovon 105.935 Tonnen getrennter Müll war (2000: 7.445 Tonnen). Auf jeden Neapolitaner kommen 582 kg Müll im Jahr (2000: 561 kg).
Öffentlich zugängliche Grünanlagen machen nur 5,23 der 117,27 km² der Stadt aus, wovon 1,41 km² auf den ländlich geprägten Stadtteil Chiaiano und 1,46 km² auf den Stadtteil San Carlo all’Arena, in dem der größte Park der Stadt liegt, fallen.

## Verkehr

### Fernverkehr
Neapel ist hervorragend an die Fernverkehrssysteme angebunden: Die Stadt ist von einem dichten Autobahnnetz umgeben, an das Schienennetz der Ferrovie dello Stato Italiane angeschlossen, hat einen großen Seehafen und den Aeroporto di Napoli-Capodichino, einen internationalen Flughafen.

#### Autobahn
Auf allen Autobahnen ist eine Maut zu zahlen (siehe Maut in Italien). Über ein dichtes Netz von Zubringern hat Neapel unmittelbaren Anschluss an die Autobahnen. Die A1/E 45, die Autostrada del Sole („Autobahn der Sonne“), führt in nordnordwestliche Richtung über Rom und Florenz bis nach Mailand und zu den weiteren Wirtschaftszentren Norditaliens. Ihre Verlängerung in südsüdöstlicher Richtung verläuft als A3/E 45 (ab Salerno als A2 / E 45) bis nach Reggio Calabria. Nach Osten hin schließlich, bis zur Adriaküste, gelangt man über die A16, die Autostrade dei due Mari („Autobahn der beiden Meere“). Daneben gibt es auch noch einige Verbindungen über Fernstraßen, die strade statali („Staatsstraßen“).

#### Flughafen

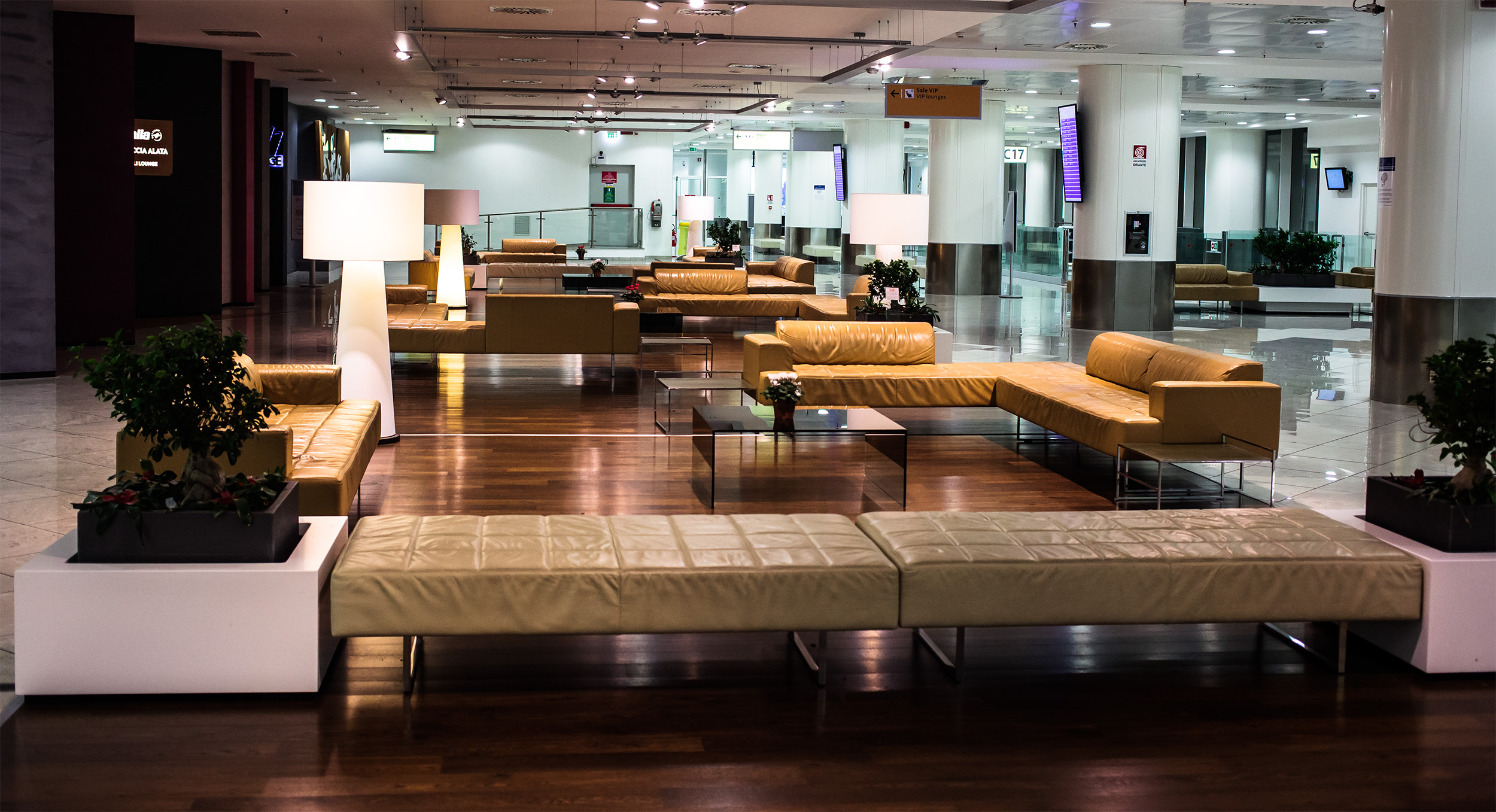
Flughafen Neapel

Mit dem Flughafen Capodichino, dem wichtigsten Verkehrsflughafen Süditaliens, ist Neapel an die internationalen Luftverkehrswege angeschlossen. Die großen italienischen Luftfahrt-Drehkreuze Rom und Mailand sowie andere italienische Flughäfen werden – zum Teil mehrmals täglich – von Neapel aus angeflogen. Darüber hinaus bestehen regelmäßige innereuropäische und seit einigen Jahren auch interkontinentale Verbindungen.

#### Eisenbahn
Mit mehreren Bahnhöfen ist Neapel an das Schienennetz der Ferrovie dello Stato, der italienischen Eisenbahnen, angeschlossen. Der bedeutendste Bahnhof für den Fernverkehr ist die Stazione Napoli Centrale in einem der Stadtzentren, nahe der Piazza Garibaldi. Hier besteht Anschluss an die große Nord-Süd-Fernstrecke längs der tyrrhenischen Küste, die von Reggio di Calabria kommend über Neapel, Rom und Florenz die Metropolen der Po-Ebene erreicht. Eine weitere Fernverbindungsstrecke durchquert die Apenninenhalbinsel über Benevent und Foggia und schließt an die adriatischen IC- und ETR-Linien an.

#### Hafen

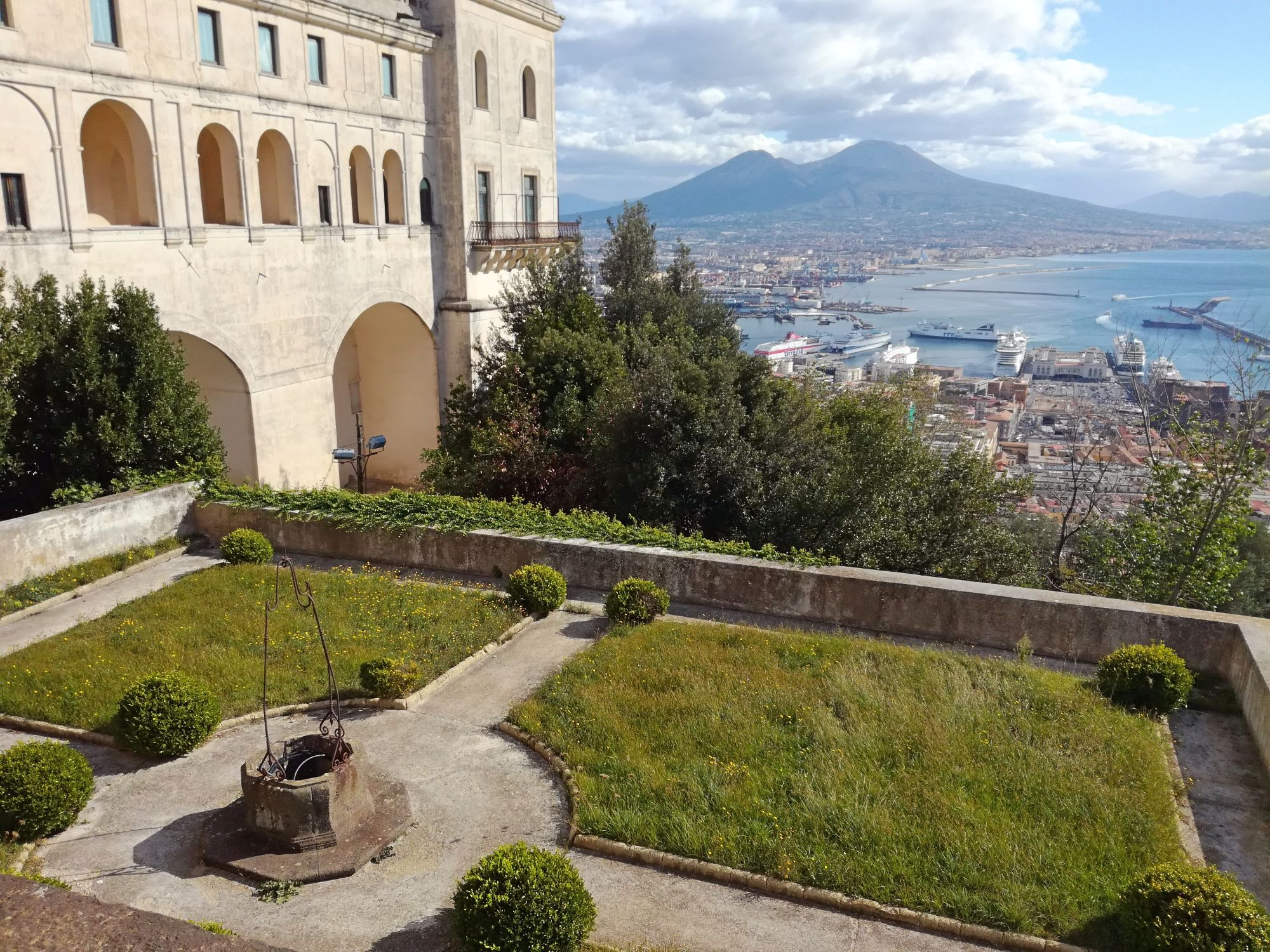
Blick über den Hafen

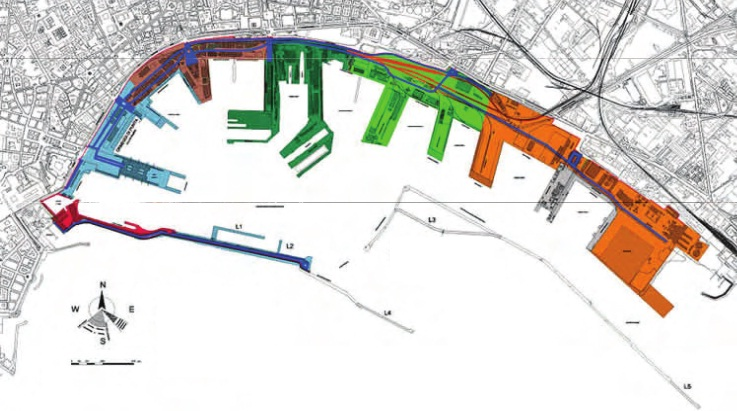
Karte des Hafens von Neapel nach Funktionen (2009); hellblau: Fähr- und Kreuzfahrtschiffe, braun: gemischte Zone, dunkelgrün: Werft-Pieranlagen, hellgrün: Massen- und Stückgut, orange: Containerterminal, grau: Pieranlagen für Tankschiffe

Der Hafen Neapels ist neben seiner Bedeutung für den regionalen Passagier- und Frachtverkehr einer der größeren Seehäfen Italiens für den internationalen Verkehr. Neben seiner Funktion als Hafen für Container- und konventionelle Fracht deckt er über ein großes Kreuzfahrtterminal auch internationalen Passagierverkehr ab. Regelmäßige Fährverbindungen führen zudem nach Tunesien, Korsika, Sardinien, Sizilien und zu den Äolischen Inseln. Der Personenfernverkehr läuft über die Stazione Marittima di Napoli.

### Nahverkehr

#### U-Bahn und S-Bahn
Es gibt folgende U-Bahn- und S-Bahn-Linien, die von verschiedenen Unternehmen betrieben werden. Genauer werden sie in den Artikeln Metropolitana di Napoli und Servizio ferroviario metropolitano di Napoli beschrieben.
U-Bahn (Metropolitana di Napoli)
- Linie 1
- Linie 6
- Linea Arcobaleno (ohne Nummer, betrieben durch Ente Autonomo Volturno)

S-Bahn
von Trenitalia betriebene, meist unbenannte Linien (Servizio ferroviario metropolitano di Napoli)
- Linie 2: Pozzuoli Solfatara–Napoli Gianturco (städtische Linie)
- Formia–Neapel–Salerno
- Napoli Campi Flegrei–Capua
- Napoli Campi Flegrei–Castellammare di Stabia

von privaten Unternehmen betriebene Linien
- die im Osten der Stadt fahrenden sechs Linien der Ferrovia Circumvesuviana
- die von SEPSA betriebenen und im Westen der Stadt fahrenden Linien Ferrovia Circumflegrea und Ferrovia Cumana sowie die in Bau befindliche Linie 7

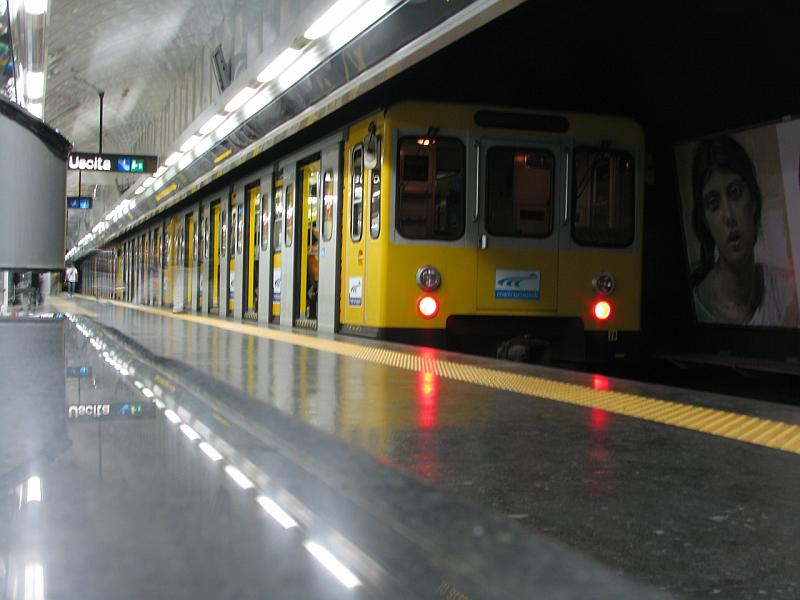
Metropolitana di Napoli
U-Bahn Neapel
Straßenbahnen

#### Busse und Straßenbahn
In Neapel gibt es drei Straßenbahn- und fünf O-Buslinien und ein dichtes Busnetz.

#### Fähren
Ebenfalls zum Nahverkehr zählen die von den Häfen Molo Beverello und Porticciolo di Sannazarro (Mergellina) aus verkehrenden Fähren, die zu allen Inseln und verschiedenen Festlandszielen in der gesamten Golfregion fahren.

#### Bergbahnen

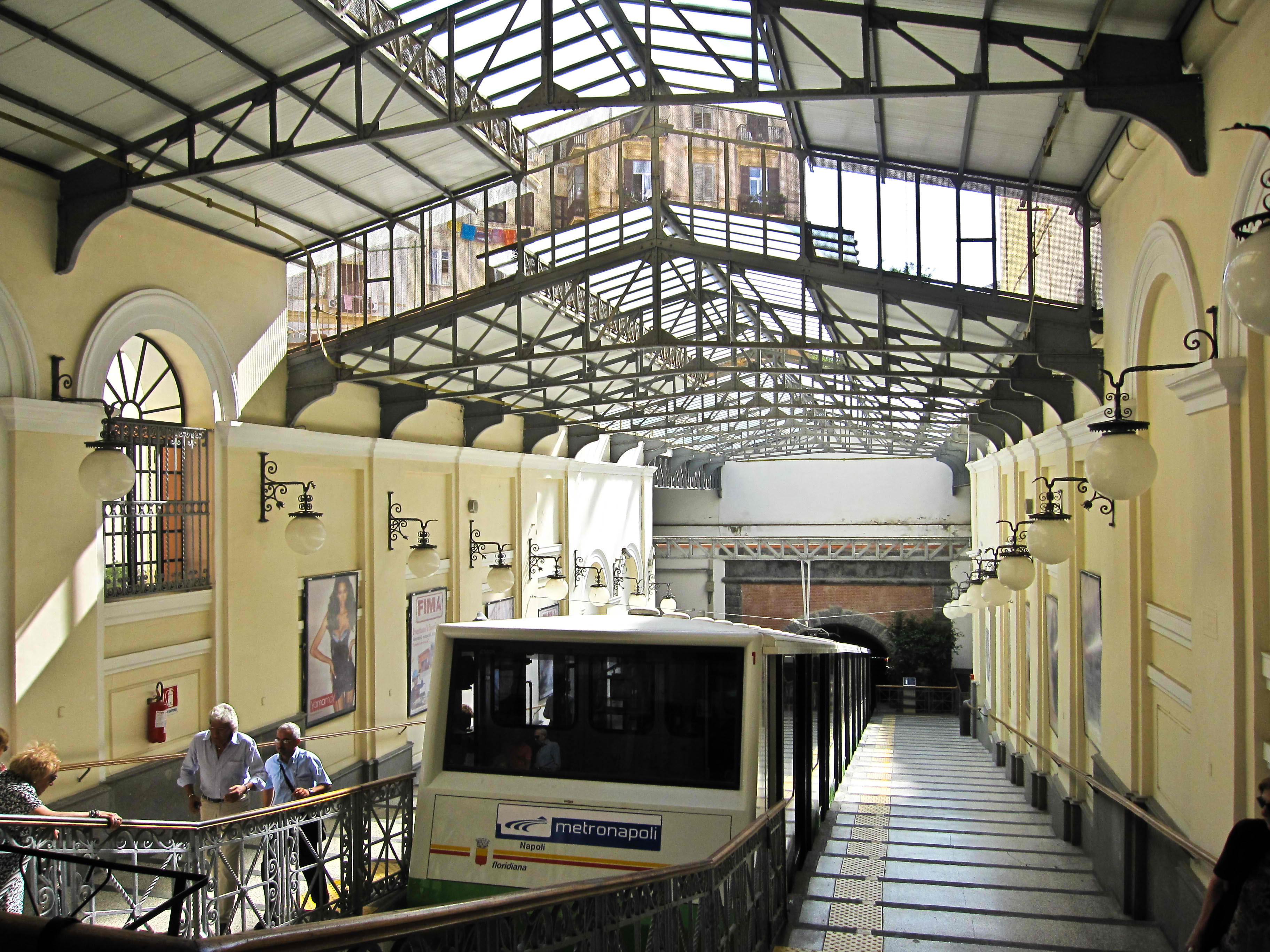
Die Standseilbahn-Station Piazza Fuga, Funicolare Centrale

Des Weiteren verbinden drei Standseilbahnen, Funicolare genannt (Funicolare di Montesanto, Funicolare Centrale und Funicolare di Chiaia), den Hügel Vomero mit niedriger gelegenen Teilen der Stadt. Die vierte Standseilbahn ist die weiter westlich gelegene Funicolare di Mergellina.

## Kultur

### Bauwerke
1995 wurde die gesamte Altstadt (centro storico) von Neapel zum UNESCO-Weltkulturerbe erklärt. Entsprechend hoch ist dort die Zahl der als sehenswert geltenden Baulichkeiten.

#### Festungen

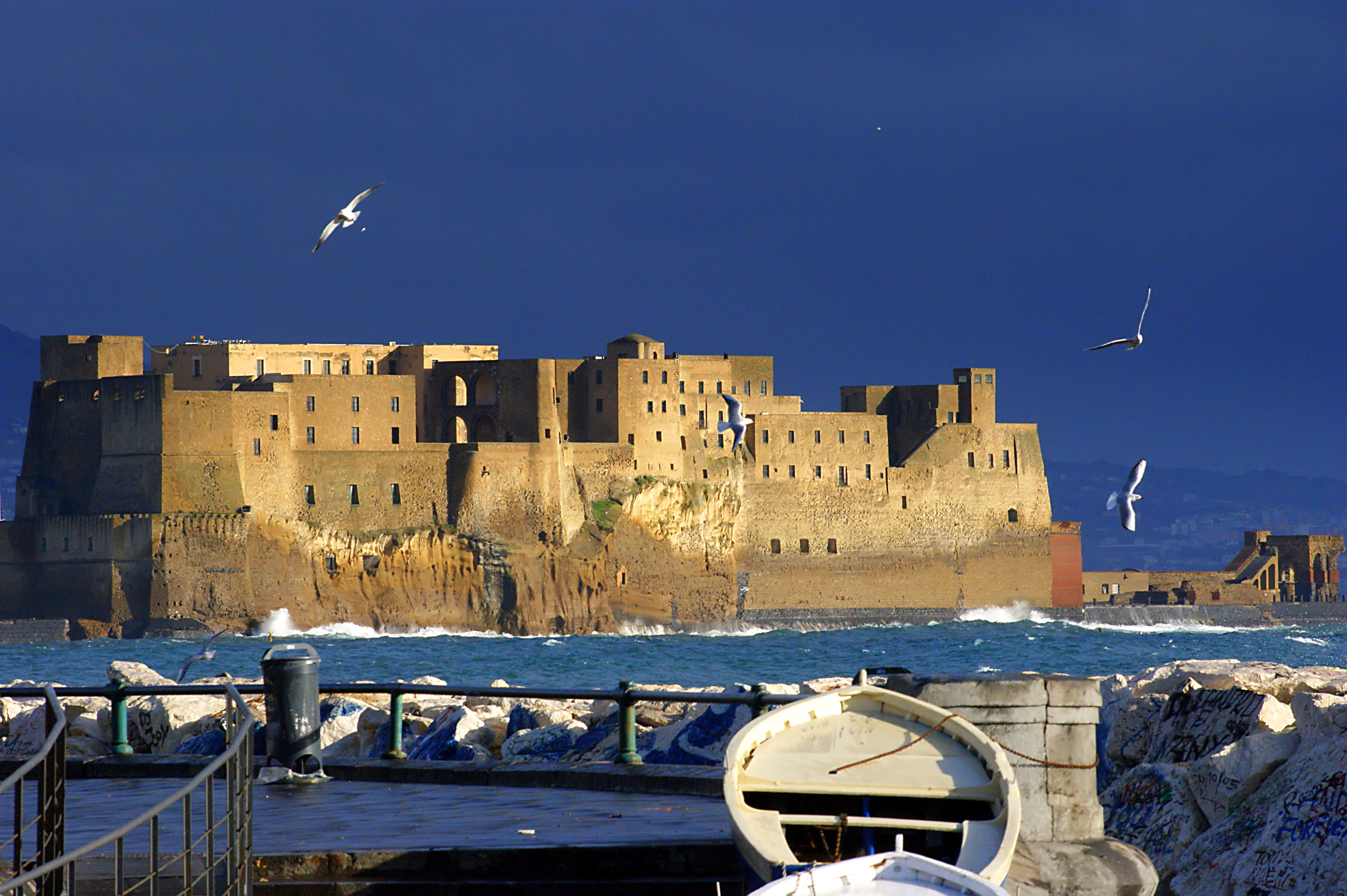
Castel dell’Ovo

Die drei bedeutendsten und das Stadtbild prägenden Festungen (Castelli) sind das Castel Nuovo, das Castel Sant’Elmo und das Castel dell’Ovo. Das Castel Nuovo befindet sich am Hafen, vor dem Rathausplatz. Es wurde im 13. Jahrhundert unter den Anjou erbaut und hatte die Funktion einer Stadtburg, in der seitdem die Armeen der fremden Herrscher Neapels (Franzosen, Spanier usw.) untergebracht waren. Im 15. Jahrhundert wurde es komplett umgestaltet und ausgebaut. In der Sala dei Baroni (Saal der Barone) trat bis ins Jahr 2006 der Stadtrat Neapels zusammen, im Westflügel der Burg ist heute das Museo Civico (Museum zur Stadtgeschichte Neapels) untergebracht.
Das Castel Sant’Elmo wurde im 14. Jahrhundert auf dem Stadthügel Vomero gebaut. Auf den Mauern der Festung befindet sich ein Rundweg, von dem sich eine unvergleichliche Aussicht über die gesamte Stadt und den Golf von Neapel bietet. Heute beherbergt das Castel verschiedene Kultur- und Wissenschaftseinrichtungen, unter anderem die Biblioteca di Storia dell’Arte (Kunsthistorische Bibliothek).
Die dritte große Festung ist die ebenfalls begehbare Hafenburg Castel dell’Ovo. Sie befindet sich auf einer kleinen Insel im Meer (heute mit dem Festland verbunden) und wurde bereits im 9. Jahrhundert auf älteren Fundamenten einer Kirche aus dem 5. Jahrhundert erbaut. Ihre heutige Gestalt erhielt sie im 13. Jahrhundert. Auf der Insel befindet sich darüber hinaus ein kleines Viertel mit zahlreichen Restaurants.
Neben diesen drei Castelli gibt es weitere Festungen, darunter das neben der Porta Capuana
gelegene Castel Capuano, das seine heutige Gestalt im 19. Jahrhundert erhielt, lange als Kerker und Gerichtsgebäude genutzt wurde und heute ein Verwaltungsgebäude ist. Zu erwähnen sind auch das ehemalige Castello del Carmine und die Caserma Garibaldi.

#### Kirchen und Klöster

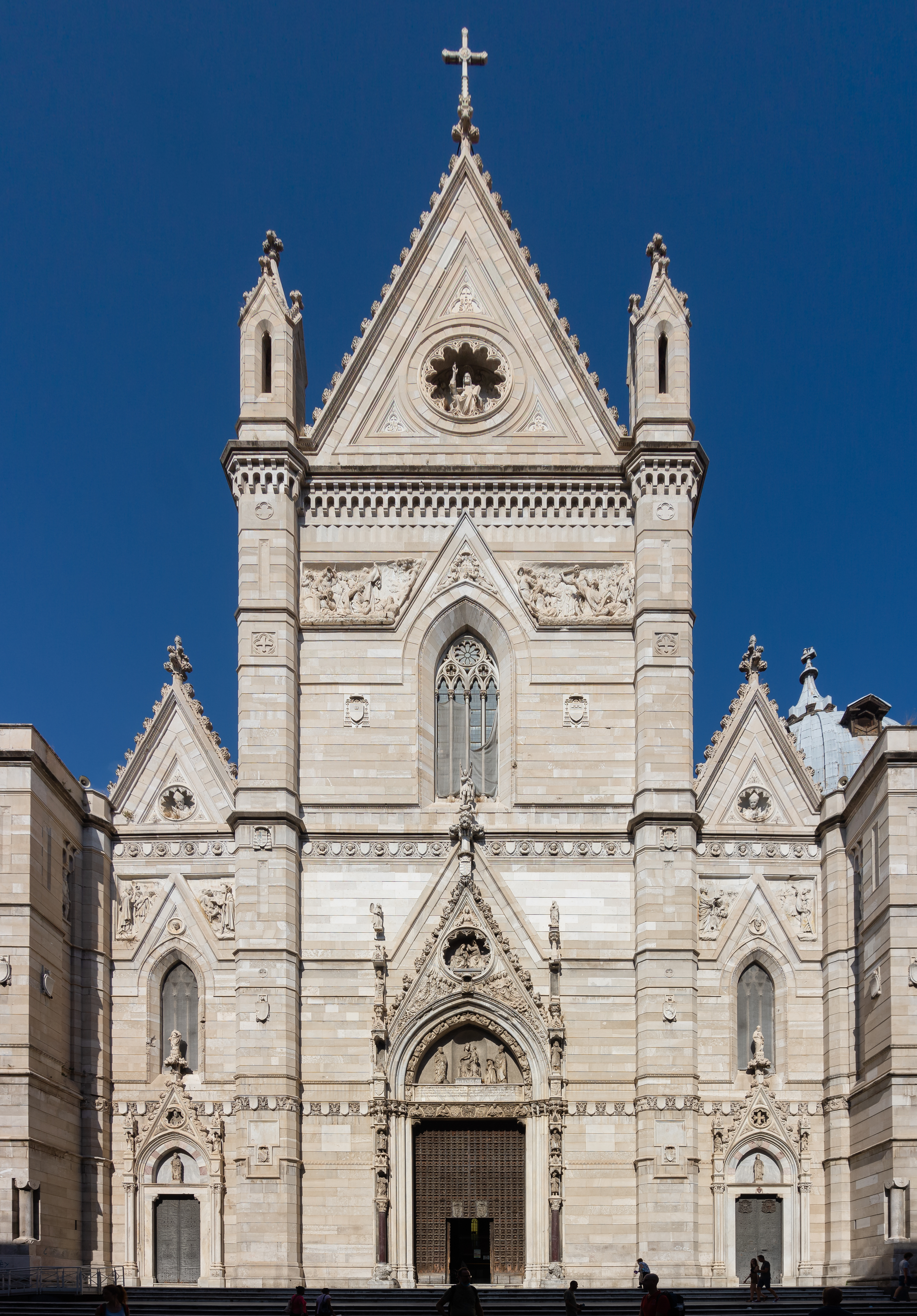
Duomo San Gennaro

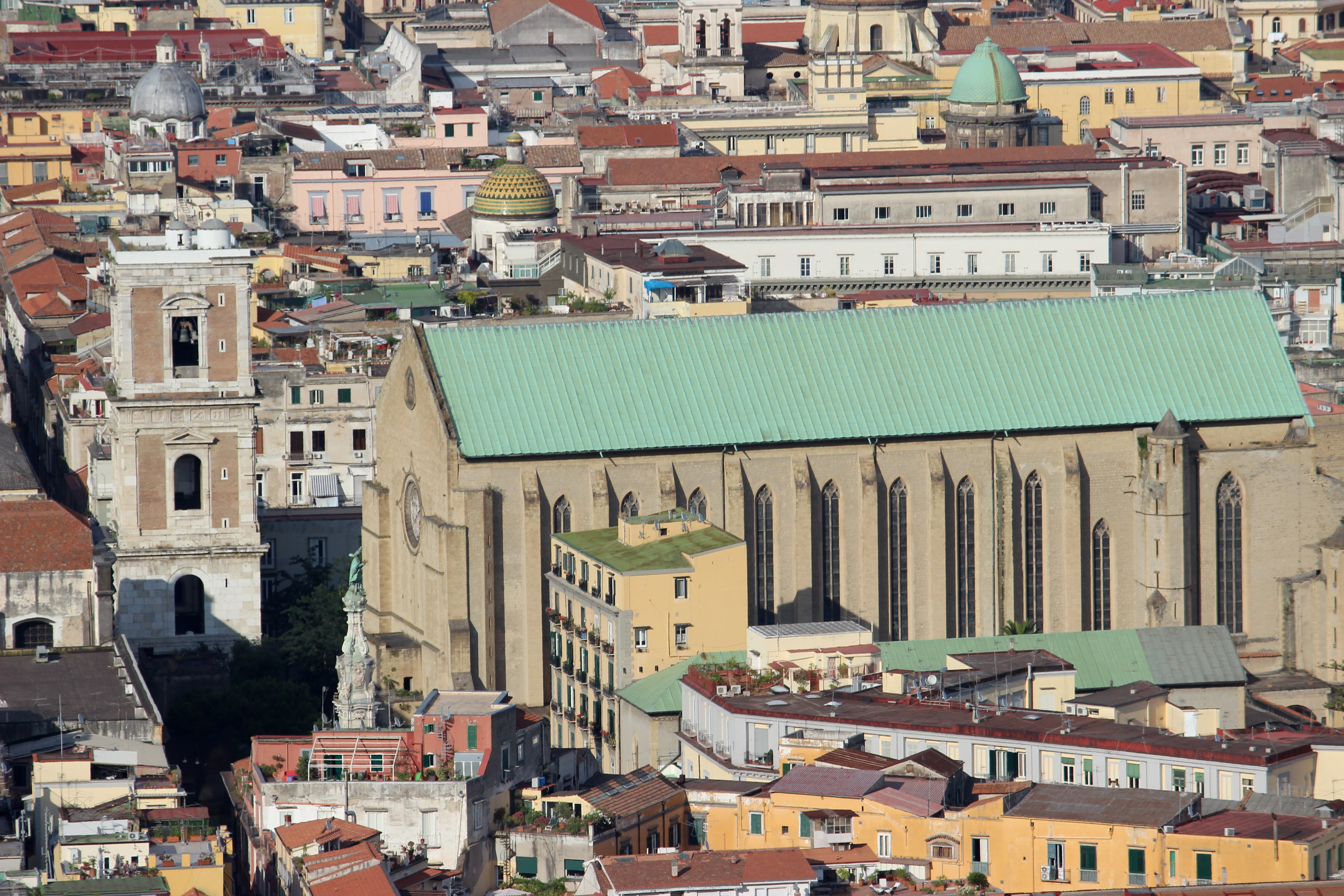
Basilica di Santa Chiara

In Neapel gibt es hunderte Kirchen und zahlreiche Klöster. In den Straßen stehen zahlreiche Vitrinen mit Heiligenbildern. Ein religiöses Zentrum ist der Duomo San Gennaro aus dem 13. Jahrhundert. In seiner Capella del Tesoro di San Gennaro werden die Reliquien und das Blut des Stadtheiligen San Gennaro aufbewahrt, das wegen des sogenannten Blutwunders zu einiger Bekanntheit gelangte. Wenn das Blut während der Zeremonie am 1. Mai jedes Jahres nicht flüssig wird, so heißt es, hat die Stadt Neapel ein Jahr lang Pech. Unter dem Dom kann man heute noch das Baptisterium einer älteren Kirche aus dem 5. Jahrhundert besichtigen.
Ein weiteres religiöses Zentrum ist der Kirchen- und Klosterkomplex Santa Chiara. Er wurde im 14. Jahrhundert erbaut und beherbergt Königsgräber, einen bekannten Kreuzgang, ein Klarissinnenchor und ein Museum. Santa Chiara wurde während des Zweiten Weltkriegs am 4. August 1943 durch Angriffe von 400 US-Bombern auf die Stadt komplett zerstört. Mit Spenden der Bevölkerung von Neapel wurde die Kirche im ursprünglichen Stil der provenzalischen Gotik wiederaufgebaut.
Hinter der unspektakulären Fassade der Jesuitenkirche Gesù Nuovo entfaltet sich unerwartet die Pracht einer barocken Innenausstattung. Die Kirche aus dem 16. Jahrhundert befindet sich zentral am gleichnamigen Platz, direkt gegenüber der Kirche Santa Chiara.
Das ehemalige Kloster und heutige Museum Certosa di San Martino liegt auf dem Stadthügel Vomero, knapp unterhalb des Castel Sant’Elmo. Wie dieses bietet die Certosa di San Martino einen schönen Ausblick über Teile der Stadt und des Golfes. Gebaut wurde sie im 14. Jahrhundert, im 17. Jahrhundert wurde das Kartäuserkloster vollständig im Stile des Barock umgestaltet. Im Inneren findet man einen bekannten Kreuzgang und ein kulturhistorisches Museum, das Museo Nazionale di San Martino.
An der Piazza San Gaetano findet man zwei Kirchen. Die eine ist San Lorenzo Maggiore, eine Klosterkirche der Franziskaner aus dem 13. Jahrhundert mit barocken Umbauten aus dem 18. Jahrhundert. Im Inneren kann man Bodenmosaike eines frühchristlichen Vorgängerbaus, der Laurentiuskirche aus dem 6. Jahrhundert, sehen. Besonders erwähnenswert sind die Ausgrabungen unter der Kirche, es handelt sich um einen antiken Marktplatz aus griechisch-römischer Zeit.
Architektonisch unterscheidet sich die im Stil des Klassizismus erbaute Kirche San Francesco di Paola stark von den anderen neapolitanischen Kirchen. Sie befindet sich gegenüber dem Königspalast an der Piazza del Plebescito.
Im Barockkirchlein Cappella Sansevero findet man zahlreiche Marmorskulpturen. Sie war einst die Privatkapelle des Raimondo di Sangro (1710–1771), eines adeligen Erfinders und Alchemisten. Von diesem stammen zwei etwas makabere Exponate im Keller der Kirche, die konservierten Leichname eines Mannes und einer schwangeren Frau. Erhalten sind die Skelette und die vollständigen, durch eine unbekannte Chemikalie, die den beiden wohl in lebendigem Zustand injiziert worden war, kristallisierten Blutgefäße.
Weitere bekannte Kirchen sind Santa Maria della Sanità, San Gregorio Armeno und San Domenico Maggiore.

#### Paläste und Villen

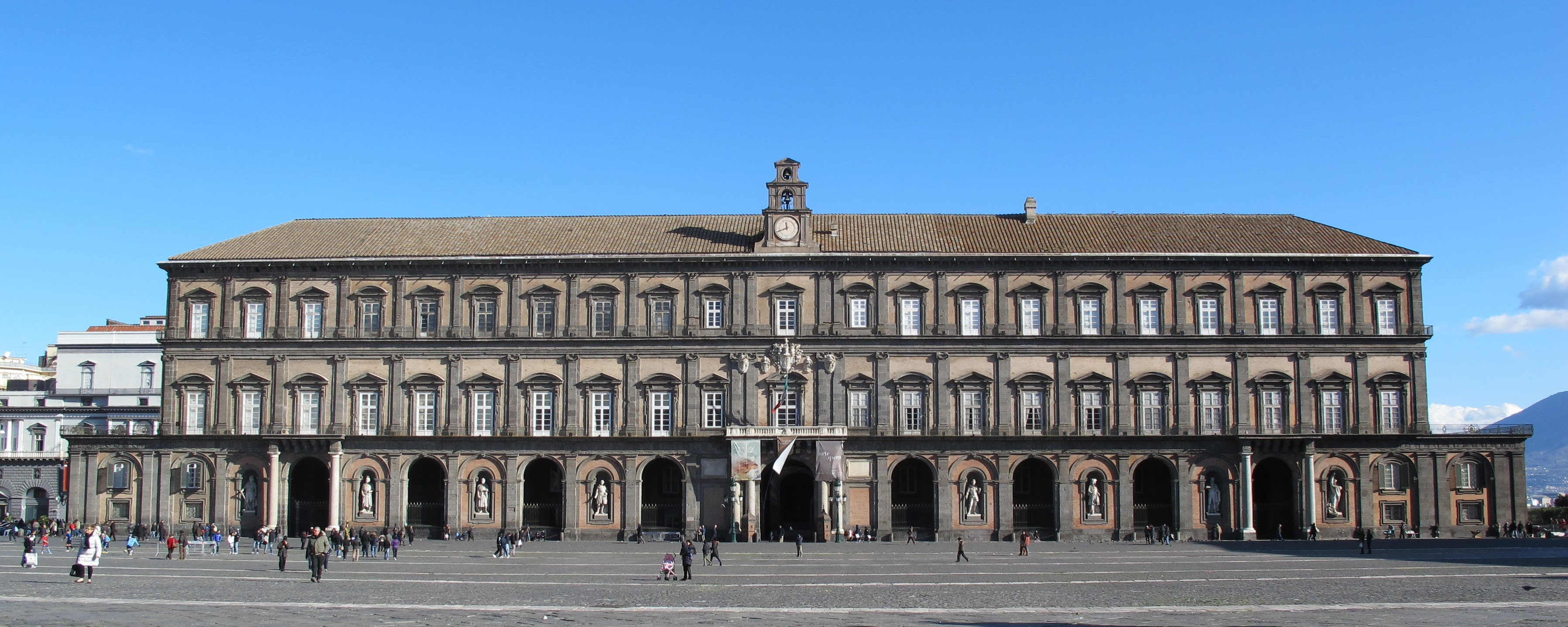
Palazzo Reale

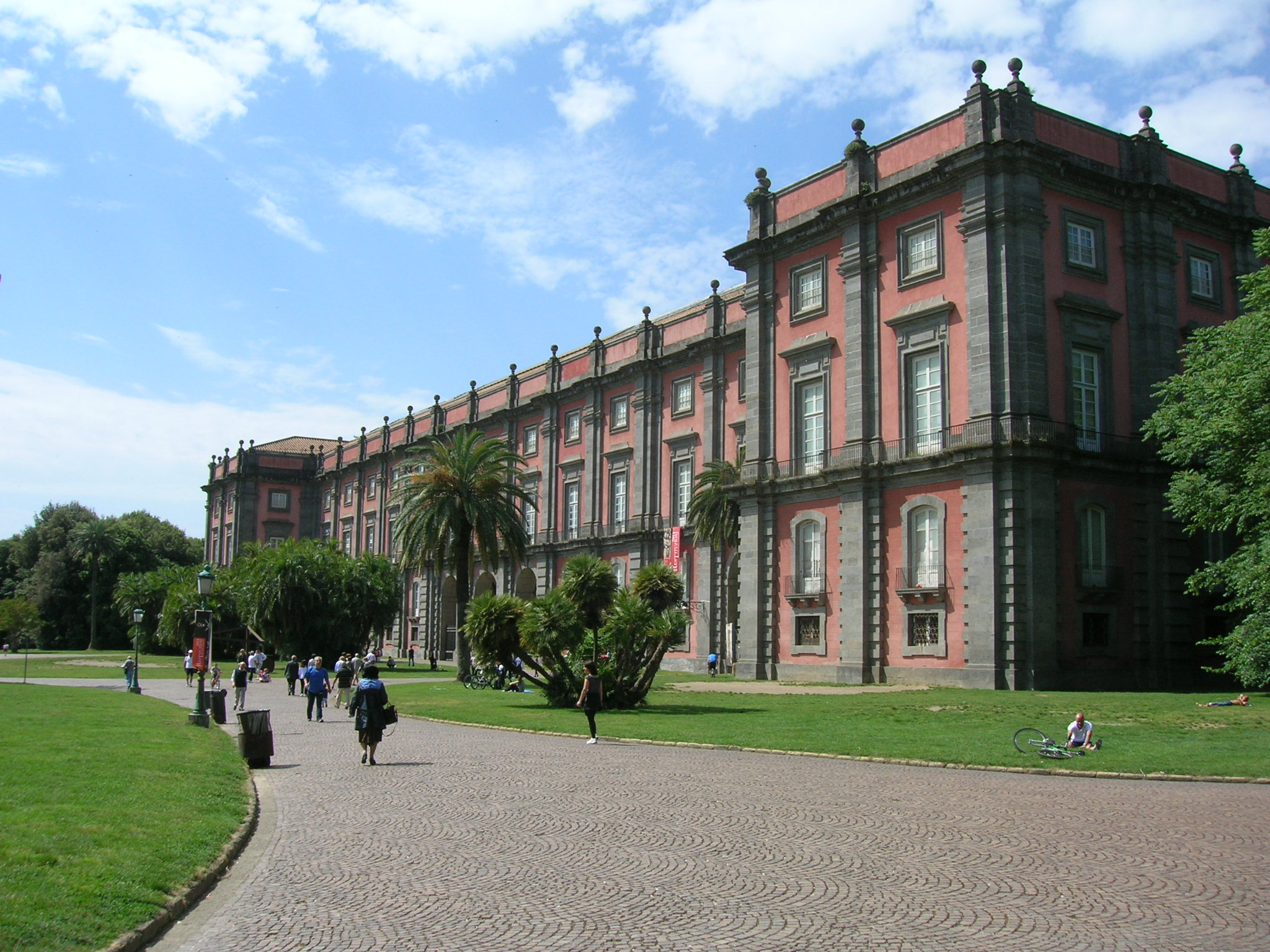
Museo di Capodimonte

Noch zahlreicher als die Kirchen sind die neapolitanischen Paläste (Palazzi) und Villen (Ville), bei denen es sich in der Regel um ehemals residenzstädtische Wohnsitze des neapolitanischen Adels handelt. Einige von ihnen sind heute Verwaltungsgebäude, andere, im Unterschied zu Rom oft ziemlich heruntergekommen, werden mittlerweile auch von unteren Gesellschaftsschichten und Studenten bewohnt. Die berühmtesten Paläste sind allerdings die viel größeren ehemaligen Königspaläste.
Der Palazzo Reale ist der ehemalige Palast der Könige von Neapel aus dem Hause Bourbon-Sizilien (ab 1816 Königreich beider Sizilien). Er wurde um 1600–1620 als Palast der spanischen Vizekönige errichtet und liegt an der Piazza del Plebiscito, unmittelbar neben dem historischen Marinehafen. Heute kann man seine Prunkräume und die königlichen Appartements besichtigen. Auch die frei zugängliche Nationalbibliothek ist hier untergebracht.
Das Museo di Capodimonte (als Reggia di Capodimonte erbaut ab 1738) ist ebenfalls ein ehemaliger königlicher Palast, auf einer Anhöhe etwas oberhalb der Altstadt gelegen. Der von einem großen Schlosspark umgebene Palast beherbergt die Gemäldesammlung der sizilianischen Bourbonen, eine der bedeutendsten Italiens. Wichtigster Bestandteil sind die Gemälde der Farnesischen Sammlungen, die ursprünglich aus Parma stammen und nach dem Aussterben des dortigen Herzogshauses Farnese 1731 an die Bourbonen in Neapel gelangten. Darunter sind Gemälde von Botticelli, Raffael, Tizian und Caravaggio (siehe: Museen). Auch die farnesische Antikensammlung ist heute im Archäologischen Nationalmuseum Neapel zu sehen.
Im Palazzo Sessa befindet sich die Synagoge.
Im Stadtgebiet und auch an der Ostküste entlang (Miglio d’oro) befinden sich hunderte weitere Paläste und Villen, wie der Palazzo Spinelli di Laurino oder das Castello Aselmeyer.

#### Hochschulen und Nationalbibliothek
Im Großraum Neapel gibt es fünf Universitäten. Die größte und älteste ist die Universität Neapel (Università degli Studi di Napoli Federico II). Sie wurde 1224 von Friedrich II. als dritte Universität Italiens nach Bologna und Padua gegründet. Ebenfalls von großer Bedeutung sind die Universität von Kampanien (gegründet 1989 als Seconda Università degli Studi di Napoli), die Universität Neapel L’Orientale (Università degli studi di Napoli L’Orientale, gegründet im Jahr 1732), eine wichtige europäische Studieneinrichtung für Philologie und Linguistik außereuropäischer Sprachen. Weitere Universitäten sind die Università degli Studi di Napoli Parthenope (gegründet 1920) und die Università degli Studi Suor Orsola Benincasa.
Darüber hinaus ist Neapel Sitz der Pontificia Facoltà Teologica dell’Italia Meridionale (theologische Hochschule) sowie der Kunsthochschule Accademia di Belle Arti, des Musikkonservatoriums Conservatorio di Musica San Pietro a Majella und der Fernuniversität Università Telematica Pegaso. International renommierte außeruniversitäre Forschungseinrichtungen sind das Istituto Italiano per gli Studi Storici („Italienisches Institut für Historische Studien“) und das Istituto Italiano per gli Studi Filosofici („Italienisches Institut für Philosophische Studien“). Bereits 1812 wurde das Osservatorio Astronomico di Capodimonte („Astronomisches Observatorium Capodimonte“) gegründet, das heute eine Einrichtung des Istituto Nazionale di Astrofisica ist.
Die Nationalbibliothek (Biblioteca Nazionale di Napoli) im Palazzo Reale ist eine staatliche öffentliche Bibliothek und nach den Nationalbibliotheken in Rom und Florenz die drittgrößte Bücherei Italiens. Sie verfügt über einen Buchbestand von rund 1.800.000 Exemplaren, außerdem über 19.000 Manuskripte, 8.500 Zeitschriften, 4.500 Inkunabeln und 1.800 Papyri.
Bereits 1872 gründete Anton Dohrn die Zoologische Station Neapel, italienisch Stazione Zoologica Anton Dohrn, ein biologisches Forschungsinstitut, das zu den ältesten durchgehend bestehenden biowissenschaftlichen Forschungseinrichtungen der Welt zählt.

#### Kunst und Museen

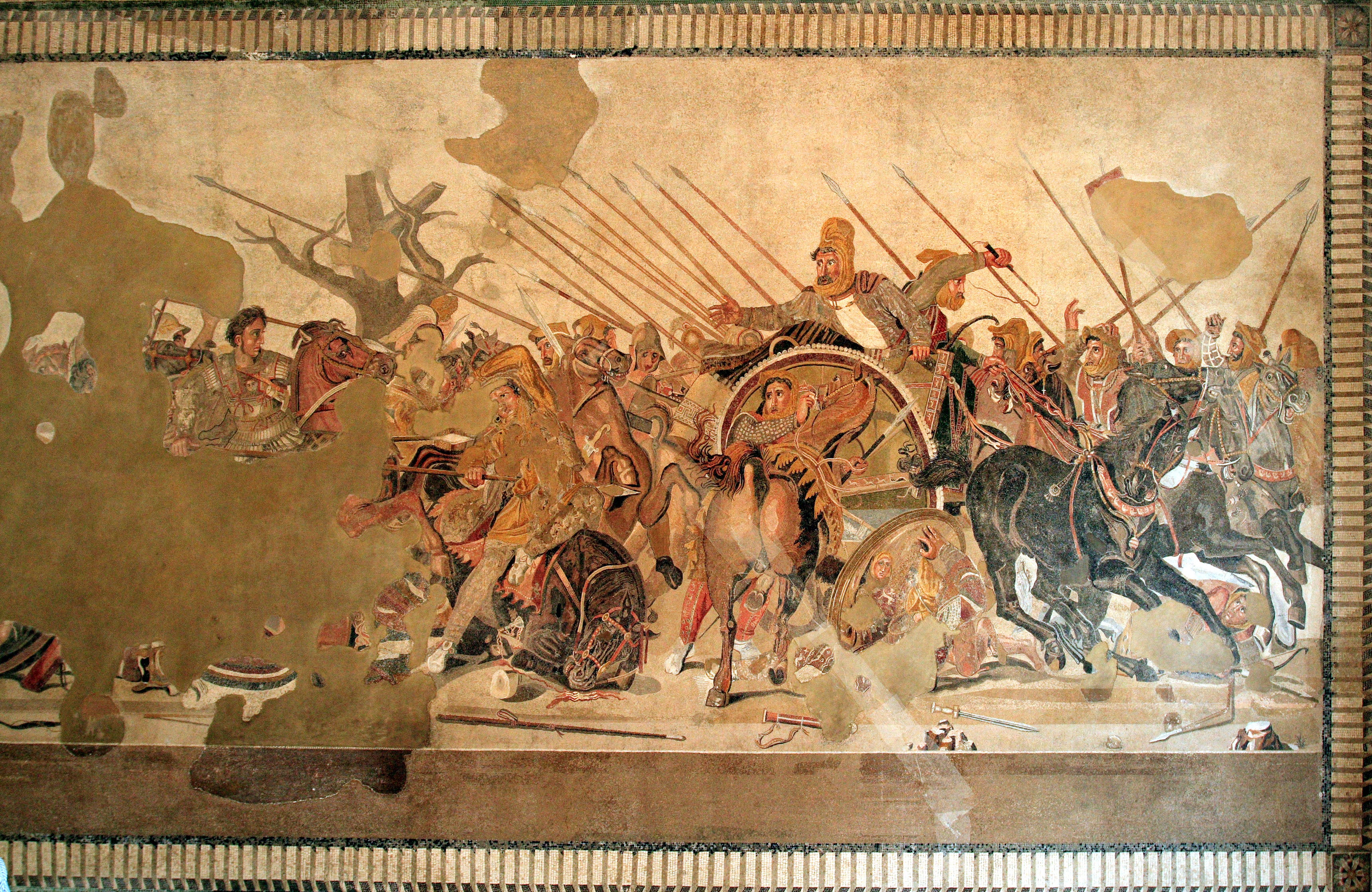
Das pompejische Alexandermosaik, ca. 150–100 v. Chr., Archäologisches Nationalmuseum Neapel

Das Archäologische Nationalmuseum Neapels ist eines der weltweit bedeutendsten seiner Art. Ausgestellt sind vor allem zahlreiche Funde aus Pompeji und Herculaneum, darunter viele Großplastiken und Mosaiken, unter anderem die berühmte, aus anderthalb Millionen Mosaiksteinen bestehende Darstellung der Alexanderschlacht. Erwähnenswert ist auch das Geheime Kabinett (Gabinetto Segreto), ein ehemals nicht der Öffentlichkeit zugänglicher Raum mit einer Sammlung erotischer und pornographischer Kunst der Antike.
Berühmt ist auch die große Gemäldegalerie des Museo Nazionale di Capodimonte im von den Bourbonen errichteten Palazzo Reale di Capodimonte. Hier sind Werke des 13. bis 20. Jahrhunderts ausgestellt, unter anderem von Tizian, Masaccio, Vasari, Bellini, Raffael, Botticelli, Caravaggio, El Greco und Pieter Brueghel dem Älteren. Weltweit einzigartig ist die Sammlung aus der Glanzzeit der neapolitanischen Malerei mit Werken von Andrea da Salerno, Jusepe de Ribera, Massimo Stanzione, Bernardo Cavallino, Andrea Vaccaro, Mattia Preti, Luca Giordano, Francesco Solimena und zahlreichen anderen Künstlern.
Zu den bedeutendsten privaten Kunstsammlungen der Stadt zählt der Pio Monte della Misericordia. Die dazugehörige Kirche ist für ein Altarbild von Caravaggio berühmt.
Des Weiteren gibt es die Musei di Antropologia, Mineralogia e Zoologia dell’Università Federico II, insgesamt acht recht umfangreiche und öffentlich zugängliche Lehrsammlungen der Universität, das Museo d’Arte Contemporanea Donna Regina, das Museo Hermann Nitsch (mit Arbeiten des österreichischen Künstlers Hermann Nitsch), den Palazzo delle Arti di Napoli, eine Galerie für zeitgenössische Kunst und zahlreiche weitere Museen im Stadtgebiet und in der Agglomeration um Neapel.

#### Teatro San Carlo, Galleria Umberto, Katakomben, Friedhöfe, Centro Direzionale und anderes

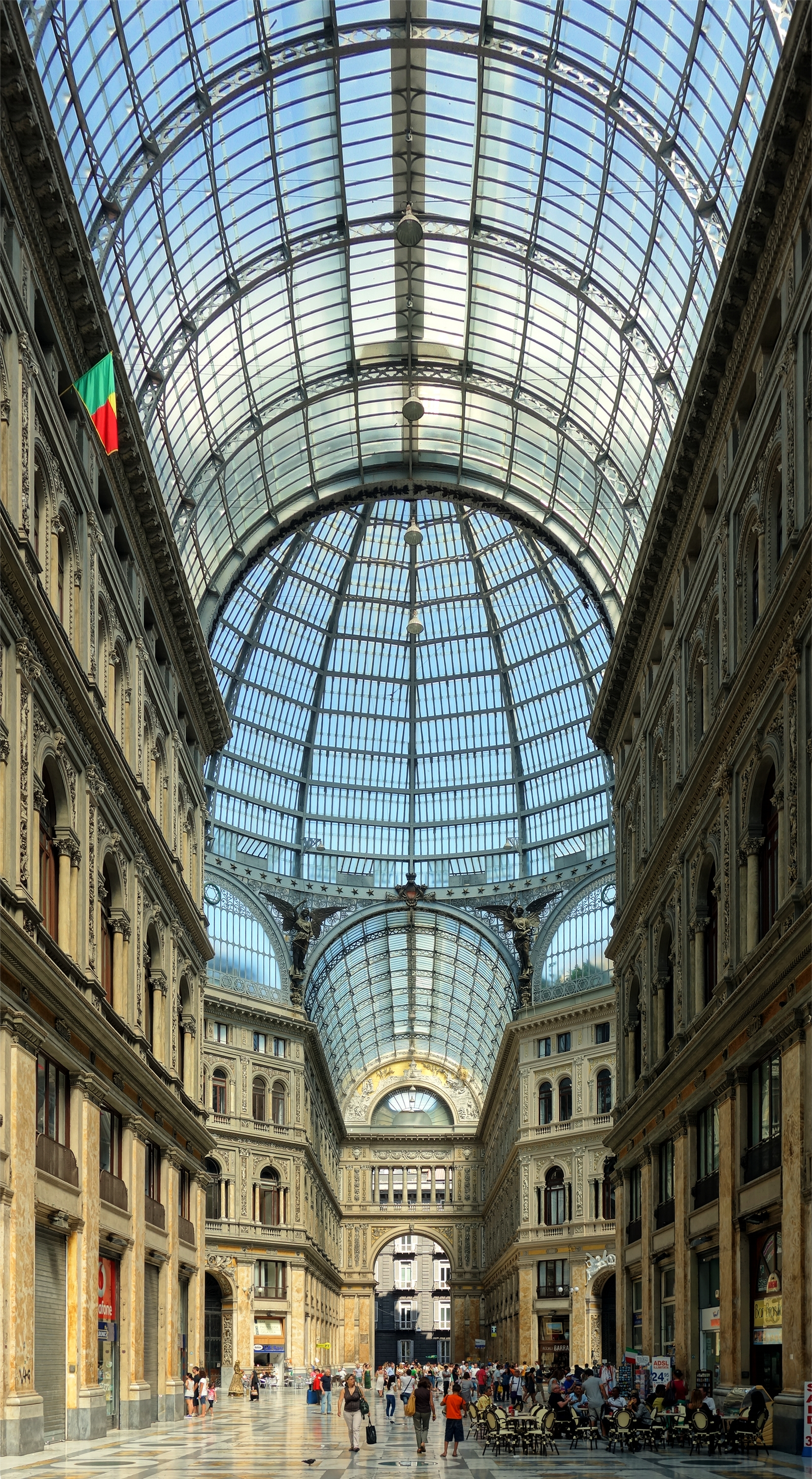
Galleria Umberto I

Als Anbau des Palazzo Reale entstand im 18. Jahrhundert das Teatro San Carlo. Dieses war nach seiner Fertigstellung im 18. Jahrhundert das größte Opernhaus der Welt und über Jahrzehnte eines der bedeutendsten in ganz Europa. Es ist auch heute noch von Bedeutung und vor allem für seine prunkvolle Innenausstattung bekannt.
Die Galleria Umberto I ist eine der weltweit ersten großen Einkaufspassagen, die Ende des 19. Jahrhunderts nach dem Vorbild der Mailänder Galleria Vittorio Emanuele II errichtet wurde.
Die Katakomben Catacombe di San Gennaro sind eine zweistöckige Friedhofsanlage im Hügel von Capodimonte, benannt nach dem Märtyrer San Gennaro, der nach seiner Hinrichtung in Pozzuoli im Jahr 304 hier seine erste Ruhestätte fand. Die in den Fels gehauenen Gräber sind reich mit Fresken und Mosaiken aus dem 5. bis 9. Jahrhundert dekoriert. Im Stadtviertel Sanità, unter der Kirche Santa Maria della Sanità, befinden sich die Catacombe di San Gaudioso.
Der monumentale Bau Real Albergo dei Poveri, von 1750 bis 1766 von dem Architekten Ferdinando Fuga im Auftrag von Karl VII. erbaut, war dazu gedacht, die Armen des Reiches unterzubringen.
Man findet in Neapel außer dem Haupthafen auch einige kleinere Häfen. Einige von ihnen, etwa der bekannte Porto di Santa Lucia, werden heute als Häfen für Luxusyachten benutzt, andere dienen immer noch der Fischerei.
Der riesige Hauptfriedhof Neapels Cimitero di Poggioreale liegt im Stadtteil Poggioreale; 2022 wurde hier der Einsturz einer Grabkapelle während eines U-Bahnbaus bekannt. Sehenswert ist der historische Friedhof Fontanelle. Er befindet sich seit 1656 in einer riesigen Höhle im Stadtteil Sanità. Daneben gibt es den kleinen Friedhof der (nicht-katholischen) Engländer, den Cimitero degli Inglesi.
Das sogenannte Centro Direzionale ist ein 1994 von dem japanischen Architekten Kenzō Tange erbautes postmodernes Verwaltungszentrum, das als größtes europäisches seiner Art gilt.
Der Maggio dei monumenti (Mai der Monumente) entstand auf Initiative eines Ehepaars. Mittlerweile öffnen jedes Jahr im Mai über 200 Museen, historische und kulturelle Stätten mit lokalgeschichtlicher Bedeutung für die Stadtbevölkerung und Touristen kostenlos ihre Pforten.

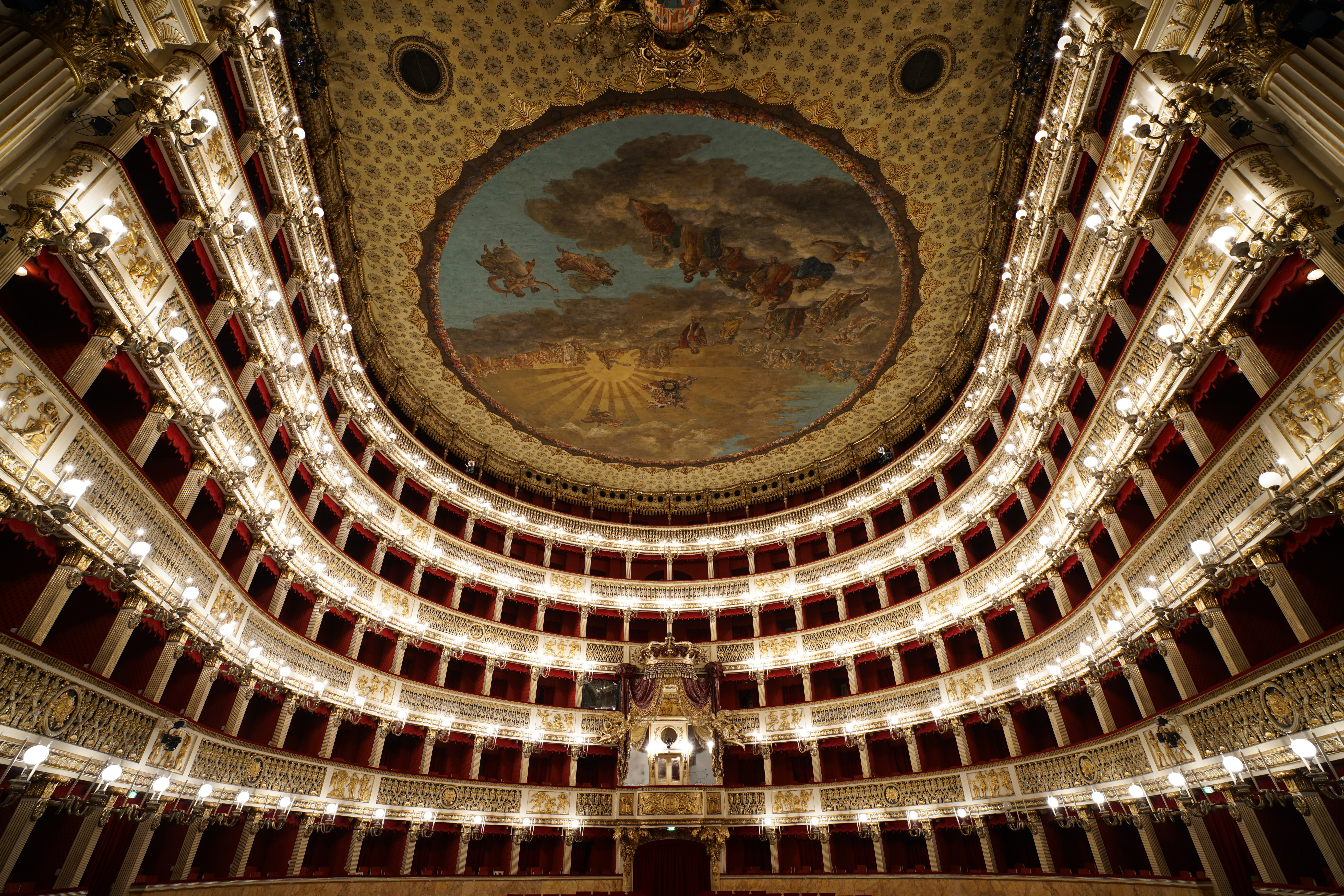
Teatro San Carlo
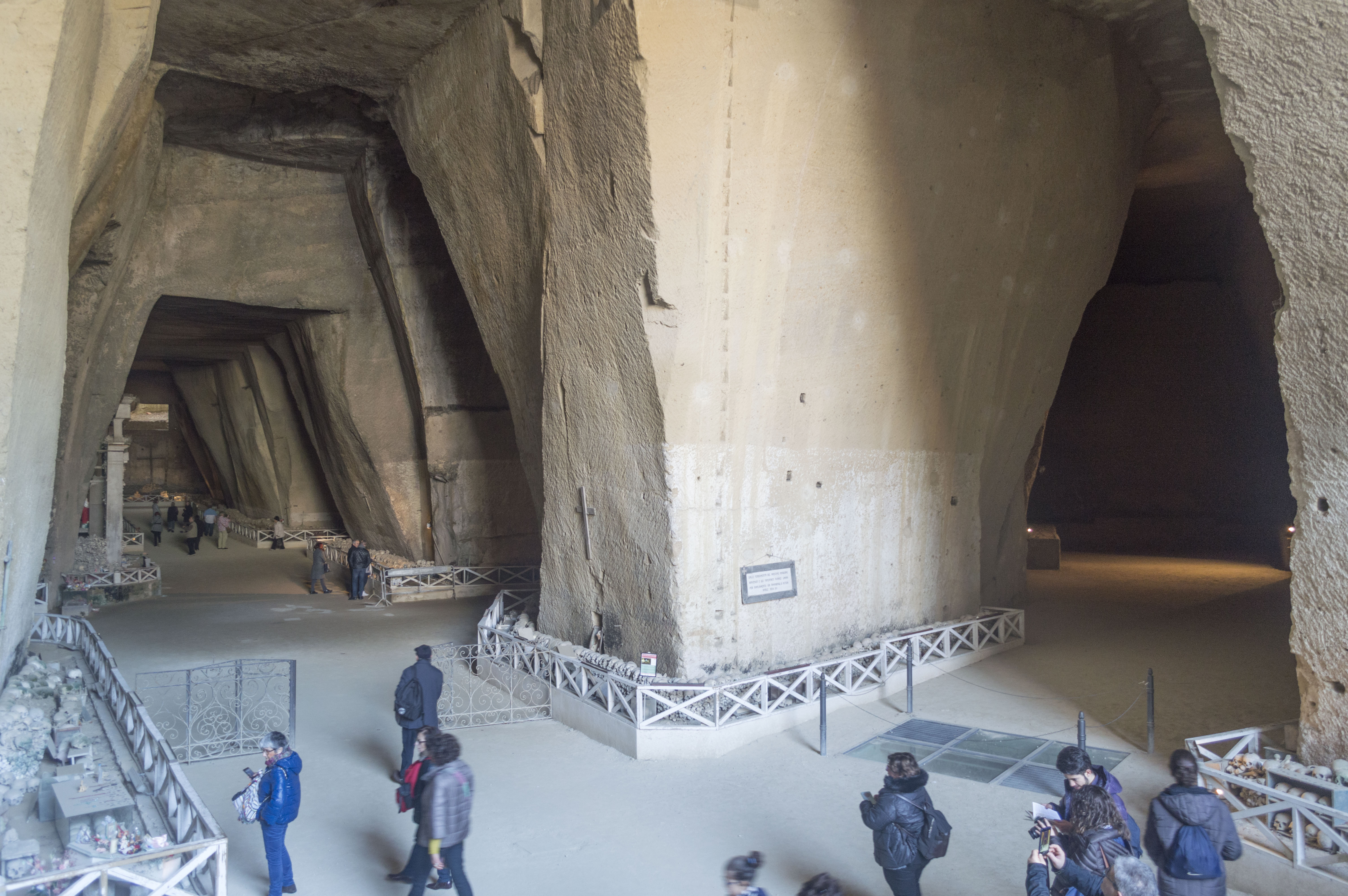
Der Eingang zum Cimitero delle Fontanelle

### Parks
Eine Publikation aus dem Jahr 2010 listet für Neapel 46 Parks auf, von denen viele allerdings weniger als einen Hektar groß sind. Die beiden mit Abstand größten Parks mit ausgedehnten Wald- und Wiesenflächen sind der Parco di Capodimonte, der im Kern 1734 angelegt wurde und eine Fläche von 134 Hektar umfasst, und der Parco dei Camaldoli (137 Hektar). 1807 entstand auf französische Initiative der universitäre Orto botanico. Hinzu kommt der Park rund um die Villa Floridiana auf dem Hügel Vomero (6 Hektar) und vor allem der neben der Insel Nisida gelegene Parco Virgiliano. Er entstand in der ersten Hälfte der 1930er Jahre und umfasst 9,2 Hektar Fläche.

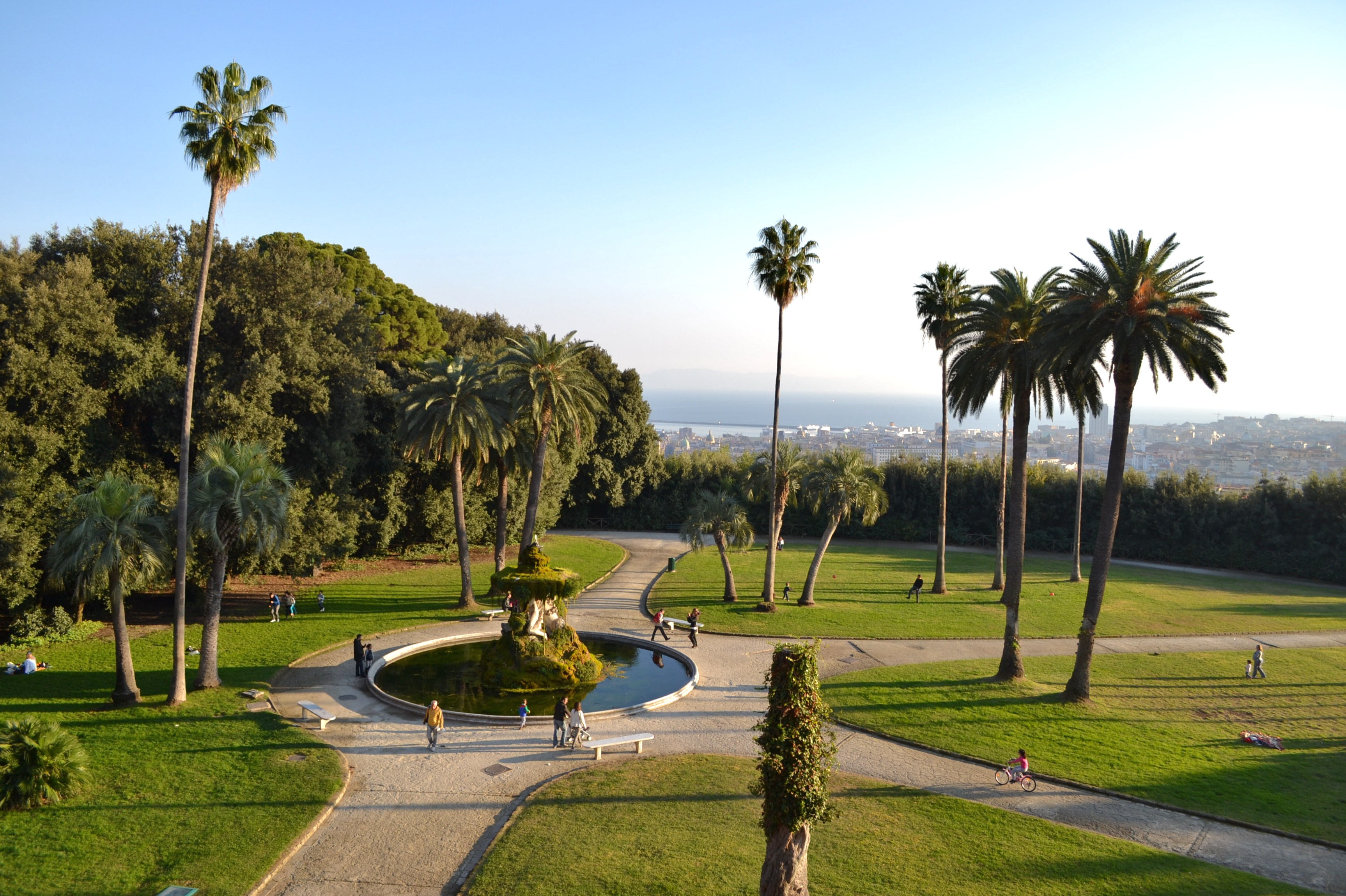
Parco di Capodimonte
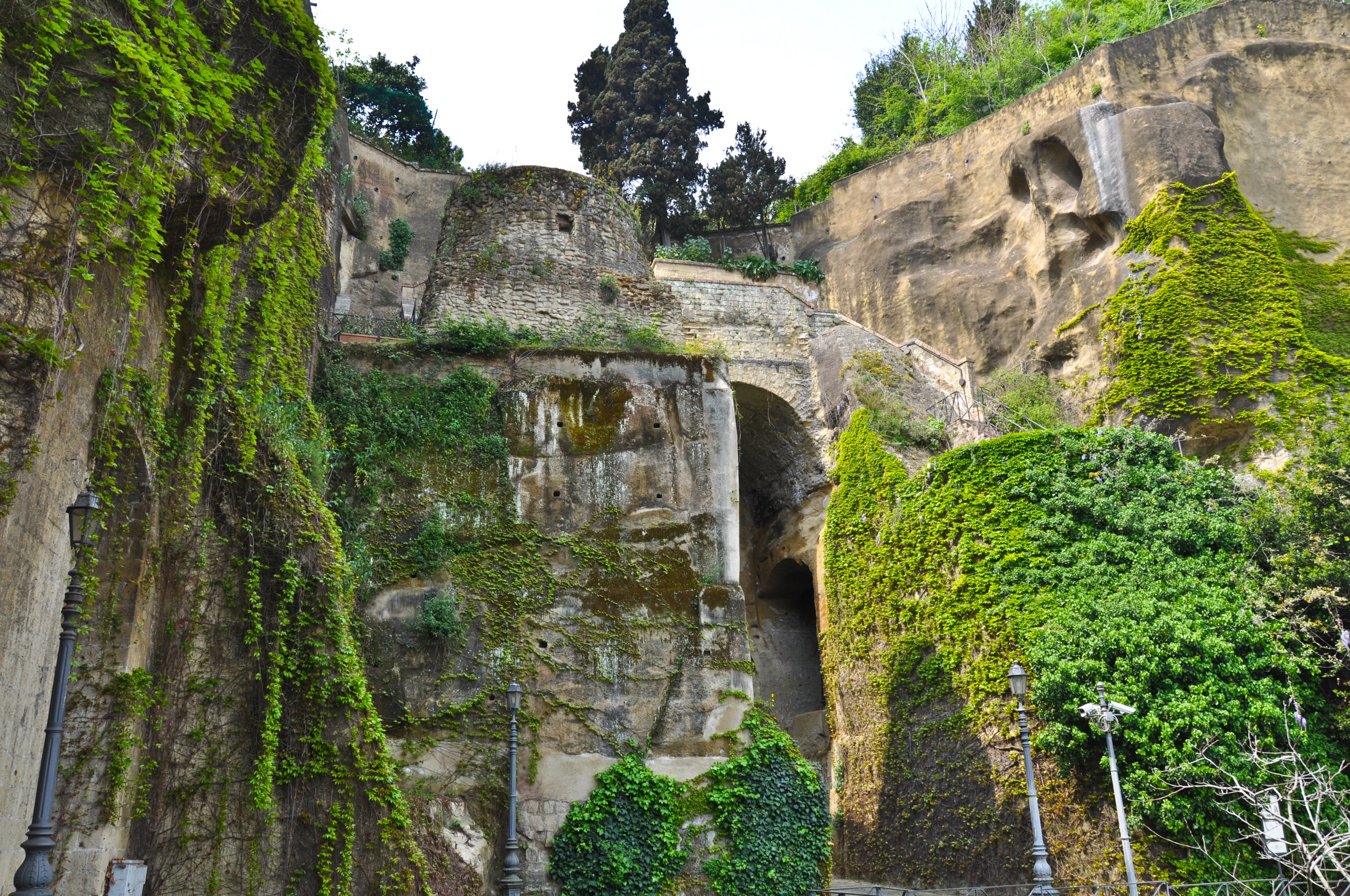
Parco Vergiliano a Piedigrotta

### Musik

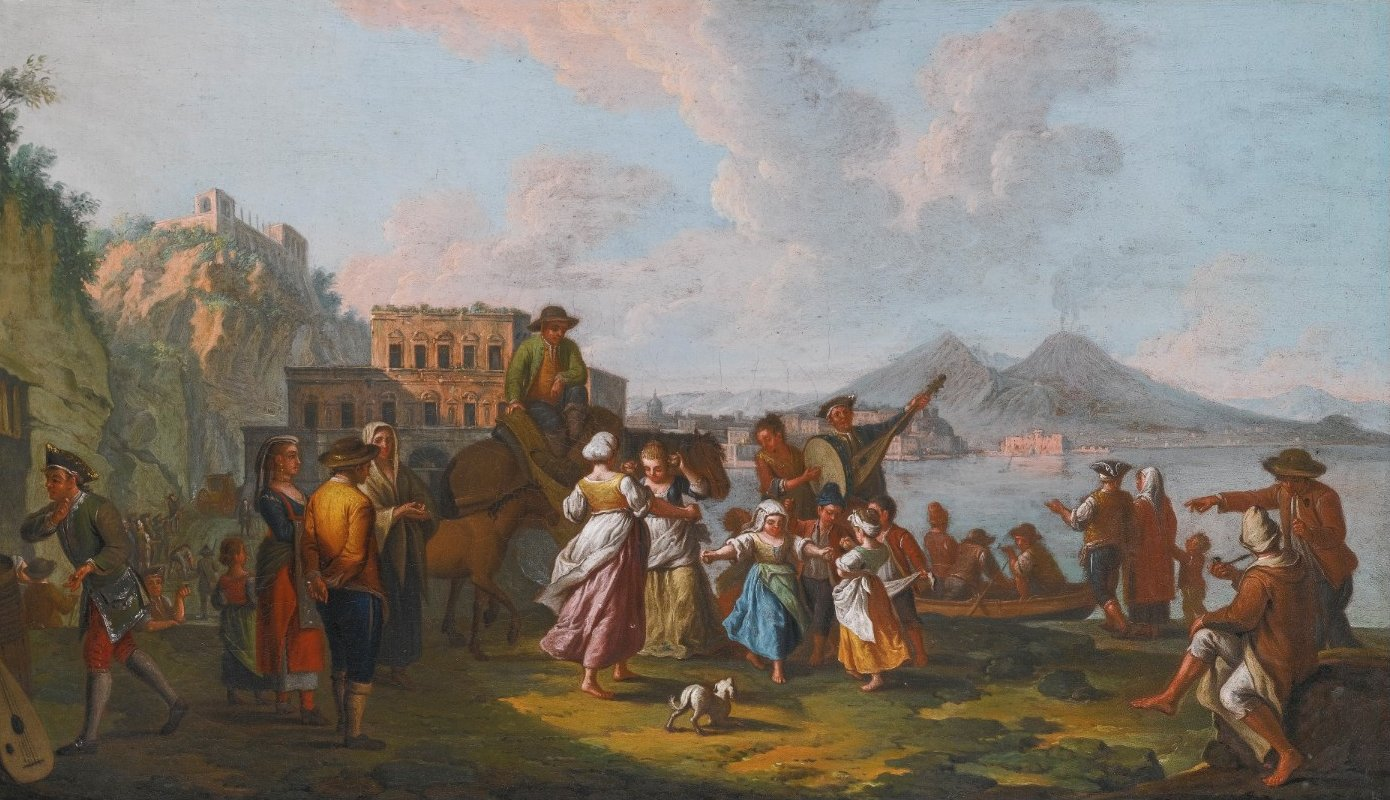
Tarantella am Palazzo Donn'Anna, Gemälde von Pietro Fabris, 18. Jahrhundert

#### 16. und 17. Jahrhundert
Neapel hatte jahrhundertelang einen beinahe mystischen Ruf als Stadt der Musik, wo selbst die einfachsten Leute und Bauern wunderbar und fröhlich singen und tanzen konnten. Mit diesem Mythos spielte ab dem frühen 16. Jahrhundert die in Neapel entstandene Form der Villanella, eines scheinbar (!) rustikalen Gesangs mit komischem, derbem oder ironischem Einschlag, nicht selten im neapolitanischen Dialekt. Villanellen alla napolitana waren neben dem Madrigal die wichtigste weltliche Vokalform Italiens bis ins frühe 17. Jahrhundert, und wurden später auch von Komponisten aus anderen Regionen geschrieben.
Eine erste musikalische Hochblüte erlebte Neapel Ende des 16. und Anfang des 17. Jahrhunderts, insbesondere auf dem Gebiet der Tastenmusik (Orgel und Cembalo), als Komponisten wie Giovanni de Macque, Giovanni Maria Trabaci und Ascanio Mayone am Hof der spanischen Vizekönige wirkten und einen eigenen neapolitanischen Stil frühbarocker Tastenmusik schufen, die insbesondere auch einen starken Einfluss auf Girolamo Frescobaldi hatte. Trabaci und Mayone veröffentlichten 1601 und 1602 außerdem die ersten ausdrücklich für (Barock-)Harfe komponierten Kompositionen. Zur gleichen Zeit wirkte hier auch Fürst Gesualdo da Venosa mit seinen exzentrischen Madrigalen. Auch eine der ersten, und vermutlich die bedeutendste Primadonna des frühen 17. Jahrhunderts (und Harfenistin) Adriana Basile stammte aus Neapel.
Berühmt und beinahe einzigartig waren im 17. Jahrhundert (bis etwa 1760) die vier großen Musikkonservatorien von Neapel, die aus den Waisenhäusern der Stadt hervorgingen: die Poveri di Gesù Christo, das Santa Maria di Loreto, das Sant’Onofrio und das Santa Maria della Pietà dei Turchini. Hier wurden hunderte von Kindern zu Musikern ausgebildet. Von besonderer Bedeutung waren dabei die Abteilungen für die Kastraten, aus der zahlreiche bedeutende Sänger hervorgingen. Erst in der zweiten Hälfte des 18. Jahrhunderts gerieten die neapolitanischen Konservatorien in eine Krise, und die Ausbildung war nicht mehr so gut wie einst.
Die bedeutendsten neapolitanischen Komponisten in der Mitte des 17. Jahrhunderts waren Giovanni Salvatore, Francesco Provenzale, Christofaro Caresana und Giuseppe Cavallo, die vor allem religiöse Werke schufen. Ihre Musik war bis zum Ende des 20. Jahrhunderts fast völlig vergessen und wurde erst durch das verdienstvolle Wirken und die CD-Aufnahmen von Antonio Florio und seiner Cappella della Pietà de’ Turchini einer interessierten Öffentlichkeit wieder bekannt gemacht.

#### Neapolitanische Oper

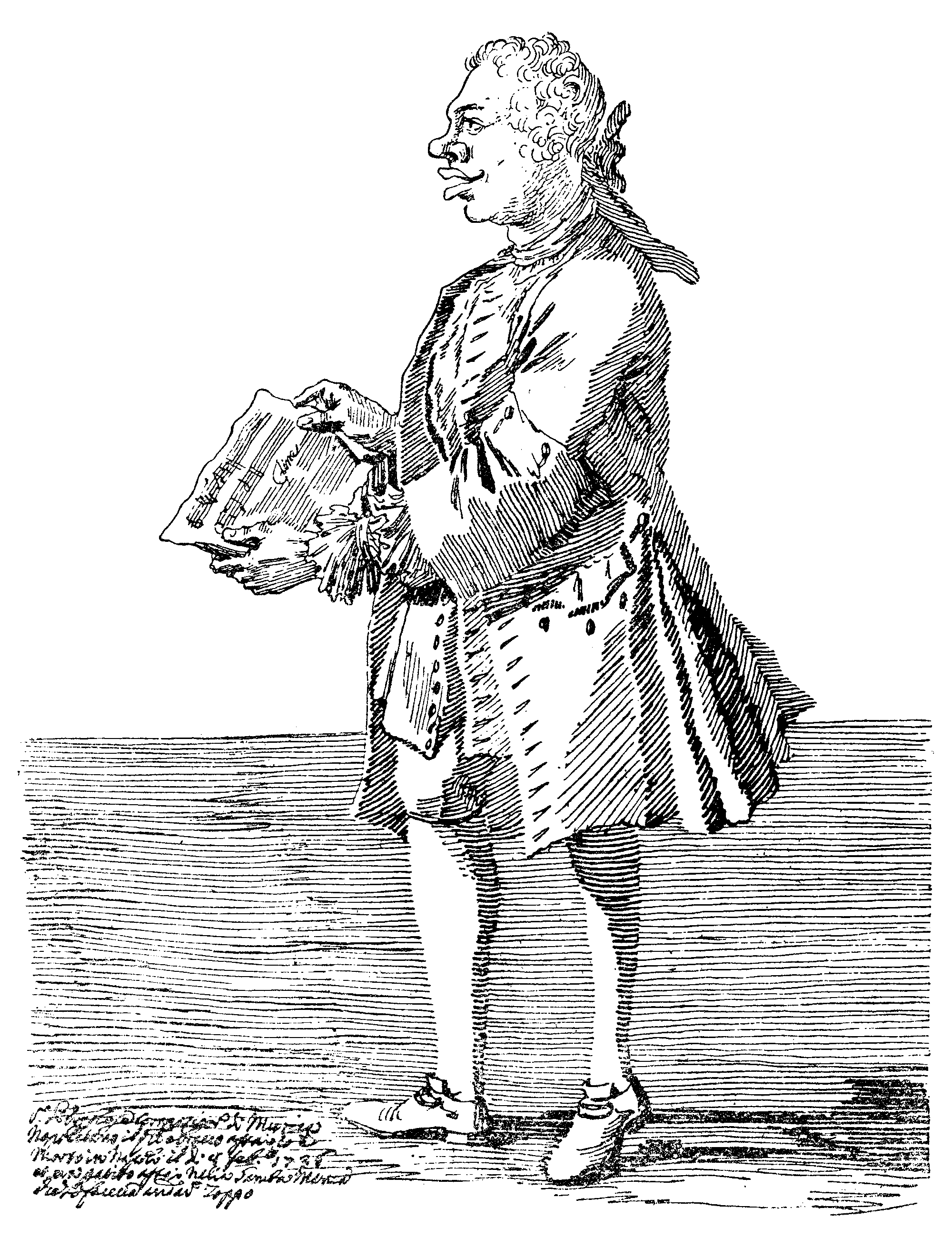
Giovanni Battista Pergolesi, Karikatur von Pier Leone Ghezzi

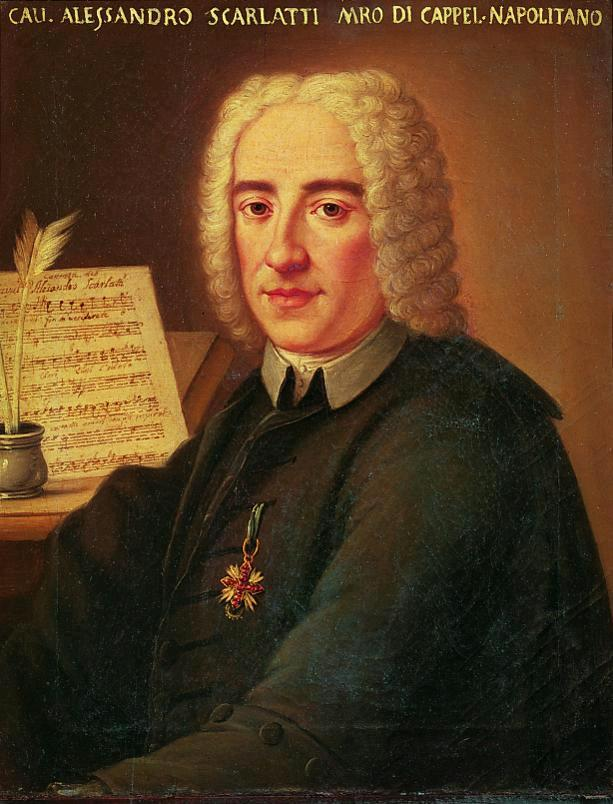
Alessandro Scarlatti

Die Oper gelangte mit einer gewissen Verspätung um 1650 nach Neapel, doch wurden in den ersten Jahrzehnten vor allem venezianische Werke aufgeführt. Erst 1680 erschien mit Alessandro Scarlatti der erste bedeutende Opernkomponist in Neapel. Er wirkte auch in Rom, gilt aber oft als Begründer der sogenannten neapolitanischen Schule, die ab den 1720er Jahren einen enormen Erfolg in ganz Europa hatte, und einen leichten, rokokohaften, galanten Stil aufbrachte. Zu ihren wichtigsten Vertretern gehören Leonardo Leo, Leonardo Vinci, Giovanni Battista Pergolesi, Domenico Sarro, Francesco Durante, aber auch Johann Adolph Hasse (ein Schüler A. Scarlattis) u. v. a. Das erste bedeutende Opernhaus Neapels war das San Bartolomeo, das 1737 durch den Bau des riesigen Opernhauses von San Carlo abgelöst wurde. Dadurch stieg Neapel endgültig in den Rang einer Musikhauptstadt auf.
Neben der spätbarocken Opera seria wurden in Neapel auch verschiedene Varianten der komischen Oper gepflegt, deren berühmtestes frühes Beispiel La serva padrona (1733) von Pergolesi stammt. In Neapel selber gab es zudem bis ins 19. Jahrhundert eine Tradition der commedia per musica im neapolitanischen Dialekt, für die es eigene kleine Theater gab, die besonders beim einfachen Volk beliebt waren: das Teatro dei Fiorentini, das Teatro Nuovo und das Teatro della Pace. In der zweiten Hälfte des 18. Jahrhunderts wirkte eine zweite Generation der neapolitanischen Schule mit Niccolò Jommelli, Domenico Cimarosa, Tommaso Traetta und Giovanni Paisiello. Ihre Werke wurden in ganz Europa gespielt und beeinflussten auch die Opern von Wolfgang Amadeus Mozart.

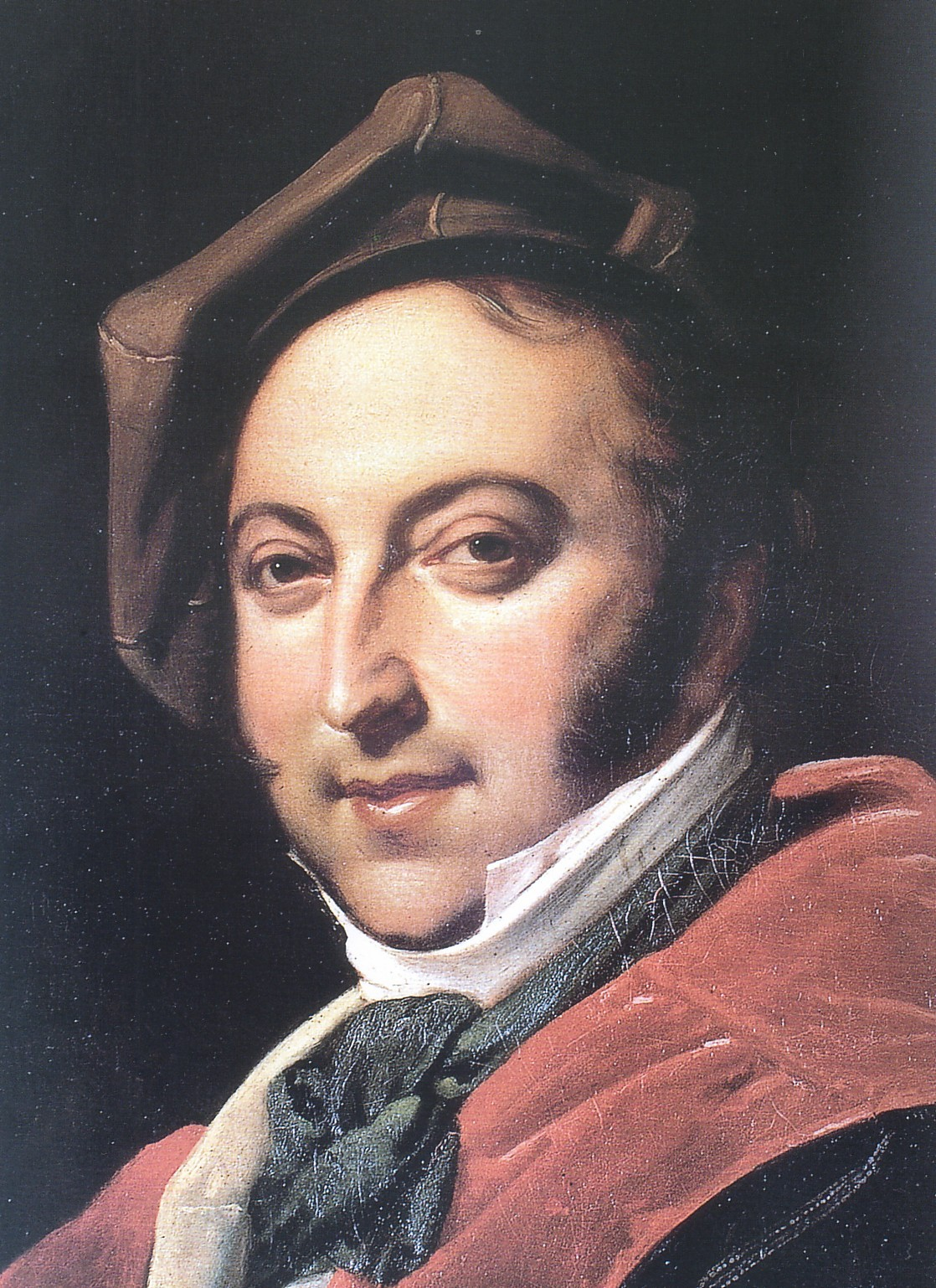
Gioachino Rossini, um 1820

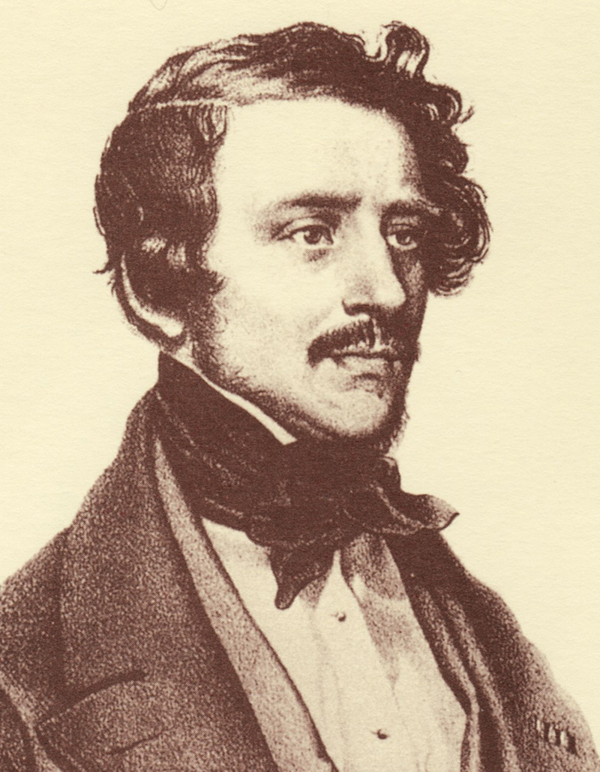
Gaetano Donizetti

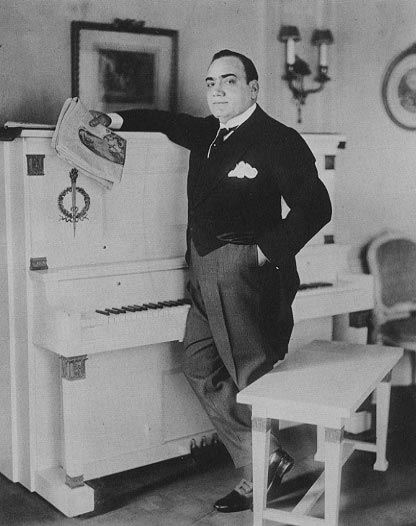
Enrico Caruso

Trotz der Krise der Konservatorien von Neapel Ende des 18. Jahrhunderts, und obwohl die Zeit der eigentlichen neapolitanischen Schule um 1800 vorbeiging, blieb die Stadt bis zur Mitte des 19. Jahrhunderts im Bereich der Oper neben Venedig und Mailand tonangebend. In die Annalen der Oper ging insbesondere das Wirken Gioachino Rossinis als musikalischer Leiter des Teatro San Carlo und des Teatro del Fondo (neben dem Impresario Barbaja) zwischen 1815 und 1822 ein. Rossini stand zu dieser Zeit in Neapel eines der besten Opernorchester Europas sowie ein Ensemble von führenden Sängervirtuosen wie Isabella Colbran, Giovanni David, Manuel García, Andrea Nozzari und Giovanni Battista Rubini zur Verfügung, für die er Otello, Armida und weitere sieben Opern schrieb. Von 1822 bis 1838 war Gaetano Donizetti musikalischer Leiter der königlichen Theater. In Neapel wurden 19 seiner Opern uraufgeführt, darunter Maria Stuarda (1834) und Lucia di Lammermoor (1835). Donizetti wirkte in den 1830er Jahren auch als Lehrer des Conservatorio San Pietro a Majella, an dem auch seine Zeitgenossen Vincenzo Bellini und Saverio Mercadante studiert hatten. Letzterer wurde später auch Direktor dieser Institution und brachte ebenfalls zahlreiche Opern auf neapolitanischen Bühnen zur Uraufführung (bis in die 1860er Jahre).
Seit der Jahrhundertmitte nahm die Bedeutung des Opernhauses San Carlo im Vergleich zur Mailänder Scala etwas ab, so dass nur relativ wenige von Giuseppe Verdis Opern (nur Frühwerke) und keine einzige von Giacomo Puccinis Opern ihre Uraufführung in Neapel erlebten. Heute ist das Teatro San Carlo eines der bedeutendsten Opernhäuser Italiens. Seit 2008 gibt es ein großes jährliches Theaterfestival, das Napoli Teatro Festival Italia.
Der berühmteste Tenor des frühen 20. Jahrhunderts, Enrico Caruso, stammte aus Neapel.

#### Volksmusik
Einen hohen Stellenwert nimmt die traditionelle Tarantella ein, deren Wurzeln bis mindestens ins 17. Jahrhundert zurückreichen, und die im 19. Jahrhundert auch in Kunstmusik und Ballett einging und internationale Beliebtheit erreicht; in dieser Form wurde sie auch von Ballerinen wie Fanny Elssler getanzt.
Wird heutzutage von neapolitanischer Musik gesprochen, ist zumeist die Rede von der Canzone Napoletana, der neapolitanischen Volksmusik. Sie nahm im 19. Jahrhundert ihren Anfang und übt bis heute einen maßgeblichen Einfluss auf die italienische Populärmusik aus. Die Canzone Napoletana entstand aus der Verschmelzung früherer, teilweise bis ins Mittelalter zurückreichender, regionaler Folkloretraditionen mit klassischen Elementen, insbesondere der italienischen Oper des 19. Jahrhunderts. Dominierende Instrumente der sehr ausdrucksvollen Musik sind Gitarre und Mandoline, der Gesang erfolgt zumeist in neapolitanischem Dialekt.
Weit über die Stadtgrenzen hinaus bekannt wurden unter anderem die Stücke ’O sole mio und Funiculì, Funiculà. Zu den bedeutenden Protagonisten der Musica Napoletana gehörten auch berühmte Operntenöre wie Enrico Caruso und Tito Schipa, später Sänger wie Roberto Murolo (1912–2003), Edoardo Bennato (* 1949) und Pino Daniele (1955–2015). Eine der bekanntesten neapolitanischen Gruppen, die seit 1967 traditionelle Musikstile wiederbelebt, ist die Nuova Compagnia di Canto Popolare. Die Band Almamegretta verschmilzt die neapolitanische Volksmusik mit Reggae sowie arabischen Klängen. Der anonyme Sänger Liberato verbindet Merkmale traditioneller neapolitanischer Musik mit Elementen aus Tanz und elektronischer Musik.
Auf dem Festival della Canzone Napoletana, das erstmals von 1952 bis 1970 stattfand und dann 1998 wiederbelebt wurde, werden alljährlich die besten Interpreten neapolitanischer Musik prämiert.

### Besonderheiten

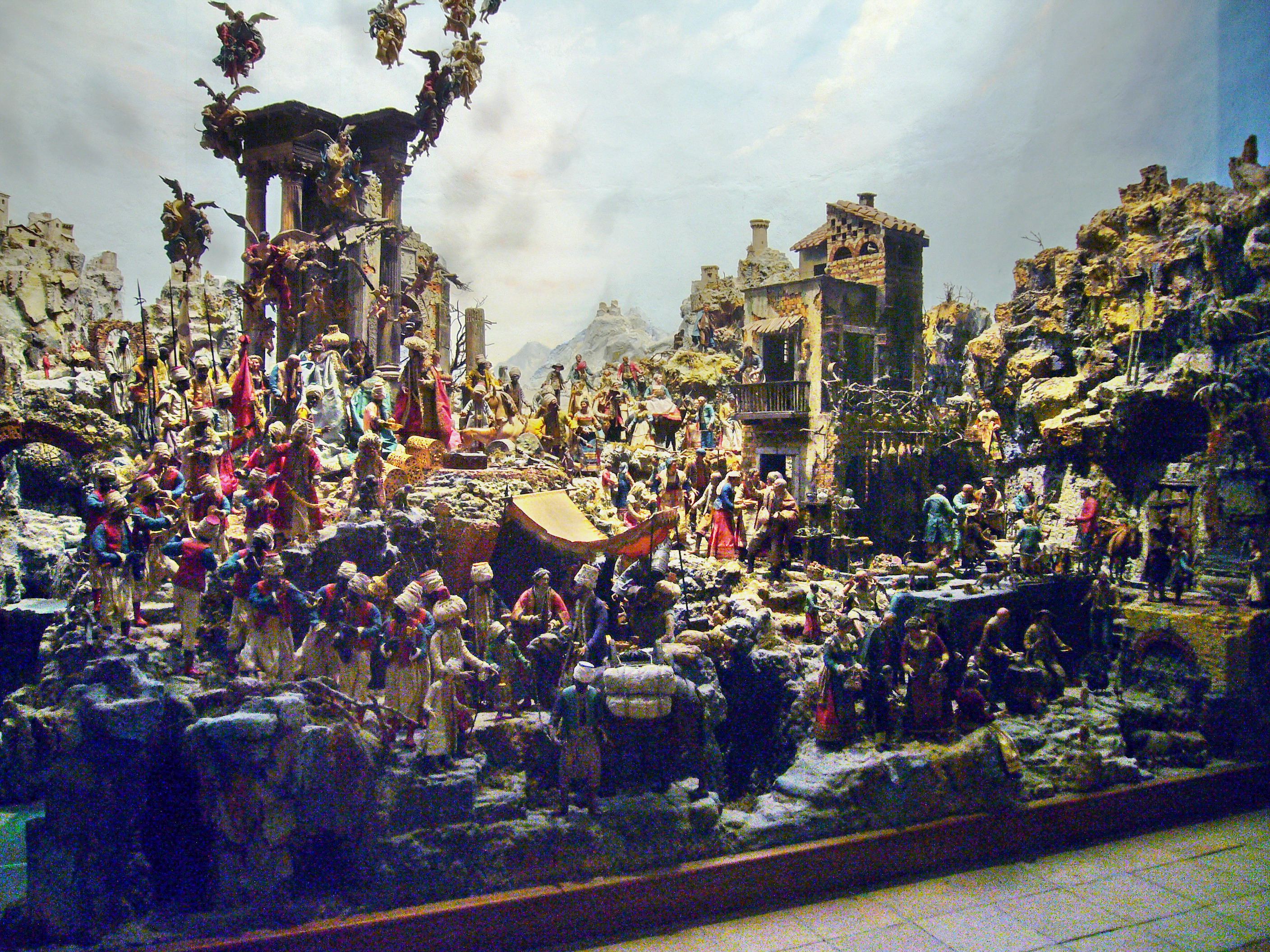
Neapolitanische Krippe

Seit Jahrhunderten ist die Stadt berühmt für die individuell gestalteten neapolitanischen Weihnachtskrippen, deren Herstellung und Vertrieb traditionell in den Werkstätten und Läden einer eigenen Altstadtgasse (Via San Gregorio Armeno) erfolgt. Die meisten Familien haben ihre eigenen, ständig wachsenden Krippen, in den Kirchen findet man oft riesige Krippenlandschaften mit den verschiedensten Figuren, detailliert dargestellten Alltagsszenen und bekannten neapolitanischen Gebäuden. Vom nordamerikanisch-mitteleuropäischen Typus unterscheiden sich die neapolitanischen Krippen durch ihren Realismus und Detailreichtum. Oft finden sich auch Darstellungen bekannter zeitgenössischer Personen wie etwa prominente Fußballer, Angela Merkel oder Silvio Berlusconi.
Eigentümlich sind auch die Feuerwerke, die zum Jahresende ihren traditionellen Höhepunkt erreichen und die gesamte Stadt in Lärm und Licht hüllen. Alljährlich am ersten Maiwochenende, am 19. September und am 16. Dezember wird im Dom San Gennaro das „Wunder“ der Blutverflüssigung zelebriert. Hierbei geht eine als Reliquie in einer Phiole aufbewahrte Substanz, die angeblich aus dem getrockneten Blut des Heiligen Januarius bestehen soll, in den flüssigen Aggregatzustand über. Bleibt das „Wunder“ aus, bedeutet dies Unglück für die Stadt. Chemiker sind sich ziemlich sicher, dass es sich um eine thixotrope Substanz handelt, die durchaus schon von den Alchemisten des Mittelalters hätte hergestellt werden können. Die Gläubigen lässt diese naturwissenschaftliche Erklärung allerdings unbeeindruckt. Nach dem Ausbleiben der Blutverflüssigung 1980 kam es zu einem schweren Erdbeben, und 1988 verfehlte der SSC Neapel knapp die italienische Meisterschaft.

### Esskultur

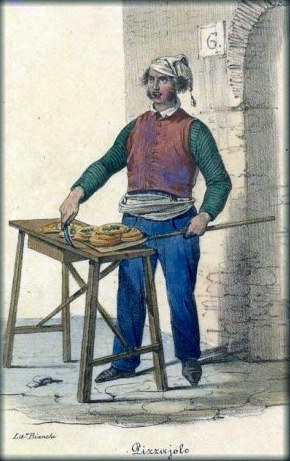
Neapolitanischer Pizzaiolo, 1830

„Eines Tages werde ich nach Neapel zurückkehren, weil es meine Heimat ist, die ich liebe. Aber nicht, um zu singen, sondern um Pizza zu essen.“

Die Pizza soll in Neapel erfunden worden sein und die typisch neapolitanische Pizza unterscheidet sich deutlich insbesondere von der römischen Pizza, unter anderem durch den wesentlich dickeren, etwas aufgeworfenen Rand. Sie ist noch heute zusammen mit der Pasta das wichtigste Gericht der Stadt. In Neapel wurde auch die industrielle Nudelfertigung mittels Nudelmaschine erfunden. Unter den Pizzen sind die Pizza Margherita und die pizza fritta am weitesten verbreitet. Zusammen mit der Pasta bilden sie die cucina povera, die Küche der kleinen Leute. Bekannt ist Neapel aber auch für Speisen mit Fisch und Meeresfrüchten.
Eine Gebäckspezialität Neapels sind die Sfogliatelle, Blätterteigtaschen mit Ricottafüllung. Berühmt ist Neapel auch für seinen Espresso, dem nicht nur ein spezieller Geschmack nachgesagt wird, sondern der durch seinen häufigen Genuss das ganze Stadtbild prägt.

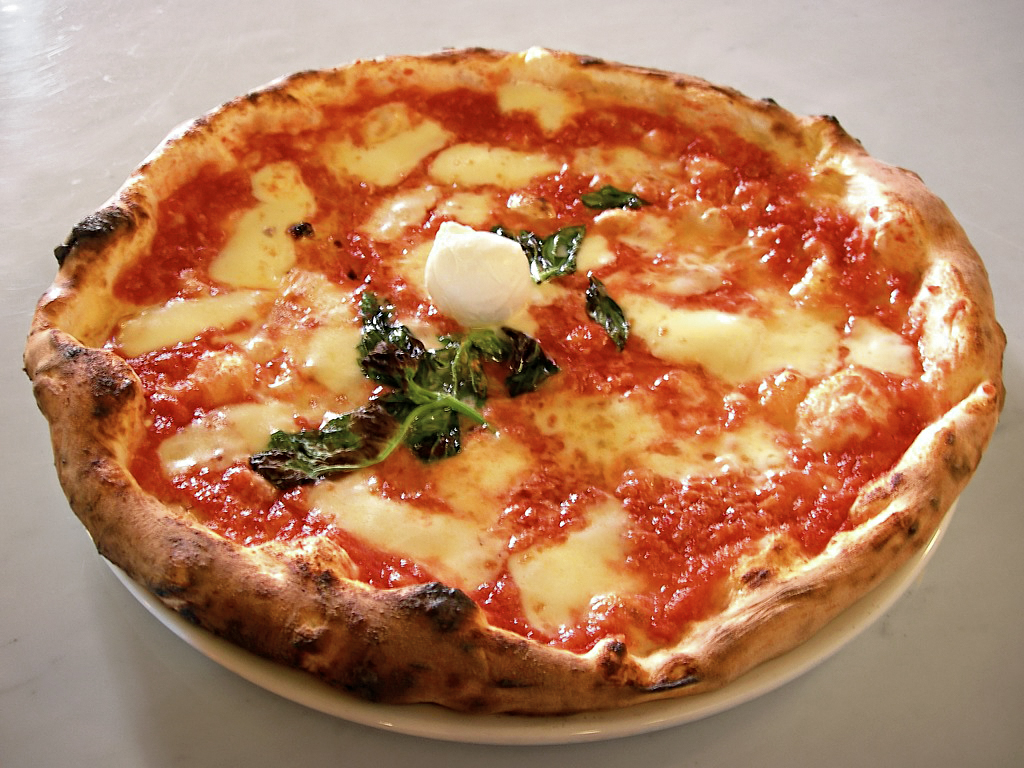
Pizza Margherita
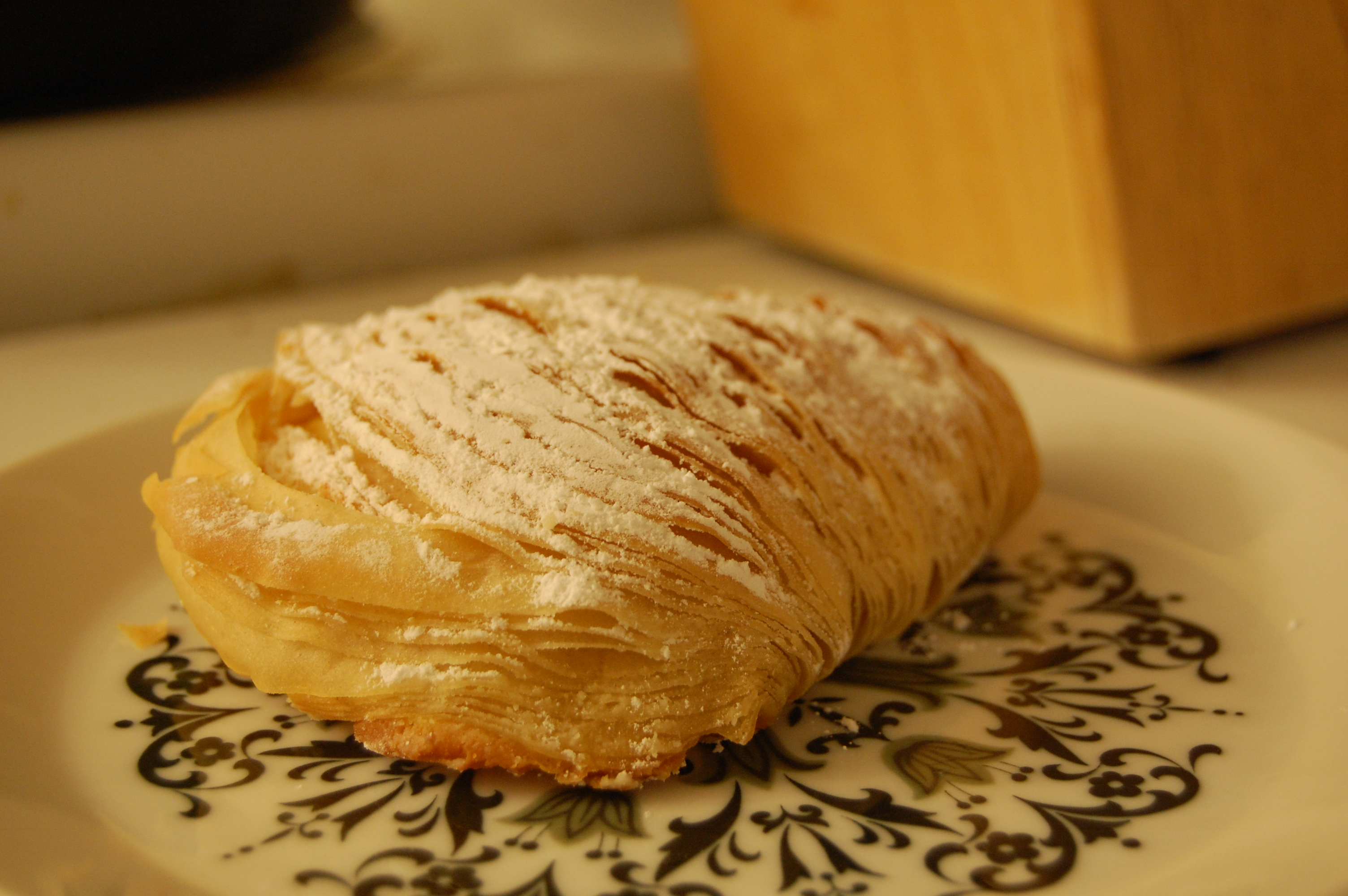
Sfogliatella

### Sport

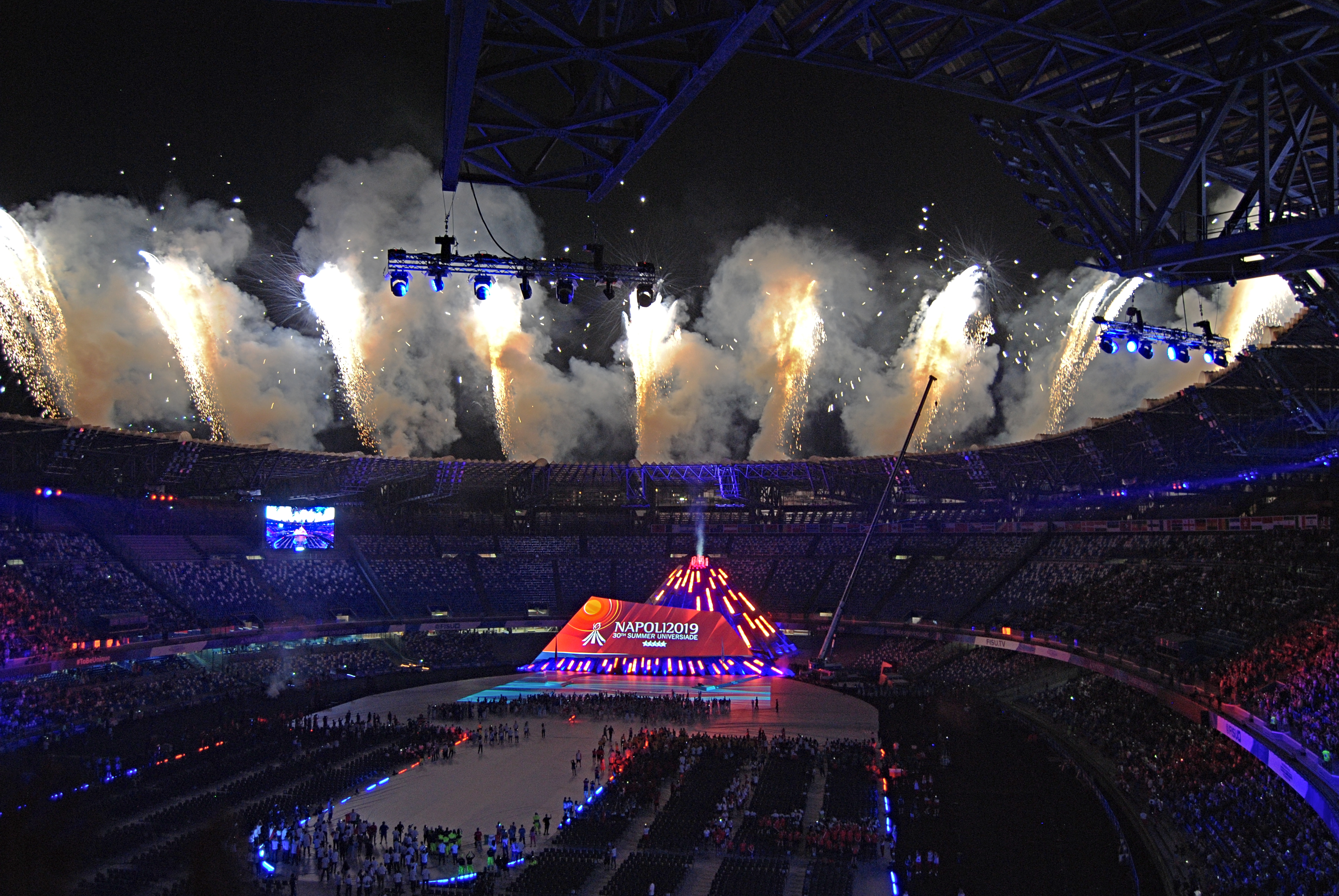
Eröffnungsfeier der Sommer-Universiade 2019

Neapel ist die Heimat des Traditionsfußballvereins SSC Neapel, der in der Stadt tief verwurzelt ist und von den Neapolitanern leidenschaftlich und bedingungslos unterstützt wird. Die „Hellblauen“ (Azzurri) tragen ihre Heimspiele im Stadio Diego Armando Maradona (1959–1963 Stadio del Sole, 1963–2020 Stadio San Paolo; heute 55.000 Plätze) im Stadtteil Fuorigrotta aus. Mit Hilfe des heute noch verehrten Diego Maradona feierte der Verein seine größten Erfolge, wurde dreimal italienischer Meister (1987, 1990), gewann den italienischen Pokal (1987), den Superpokal und den UEFA-Cup (1989). 2004 ging der SSC Neapel in Konkurs, 2007 gelang der Wiederaufstieg in die höchste Spielklasse, 2012 gewann er erneut den italienischen Pokal und war unter den 16 besten Teams Europas (Achtelfinale der UEFA Champions League).
Die letzten Erfolge des SSC Neapel sind der italienische Pokal 2013/14, der italienische Superpokal 2014 sowie die italienischen Meistertitel 2022/23 und 2024/25.
Zu den weltweit bekanntesten und derzeit auch erfolgreichsten Wasserballvereinen zählt der Klub CN Posillipo. Die Neapolitaner gewannen 1996, 1997 und 2005 mit der Champions League bzw. der EuroLeague jeweils die höchste Krone im europäischen Vereinswasserball. 2012 fand die Segelregatta America’s Cup direkt vor der Küste Neapels statt. Im Juni 2012 wurde bekanntgegeben, dass der Giro d’Italia 2013 erstmals seit 50 Jahren wieder in Neapel starten wird. Zuletzt hatte das zweitwichtigste Radsportetappenrennen im Jahr 2009 Station in Neapel gemacht. Im 19. Stadtteil Fuorigrotta liegt die 30.000 Zuschauer fassende Pferderennbahn Ippodromo di Agnano. Die Basketballmannschaft Basket Napoli trägt ihre Heimspiele in der Halle PalaBarbuto aus.
Neapel war Austragungsort der Sommer-Universiade 2019.

## Geschichte

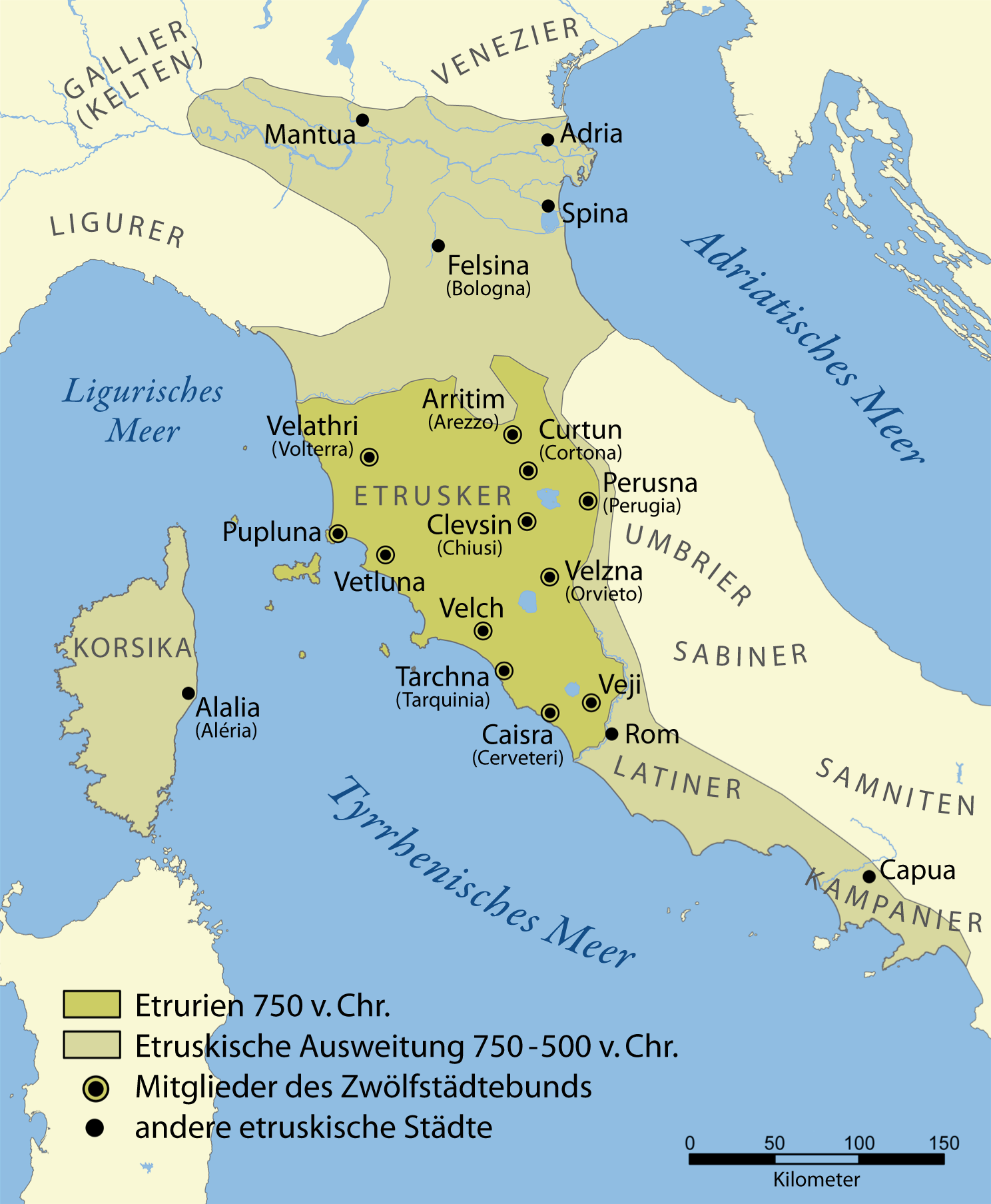
Etrusker, Samniten, Kampanier

Vor der Gründung Neapels durch die Griechen war die Region Kampanien von italischen Völkern besiedelt, den Oskern (auch: Kampaniern), den Samniten und den Etruskern.

### Das griechische und römische Neapolis

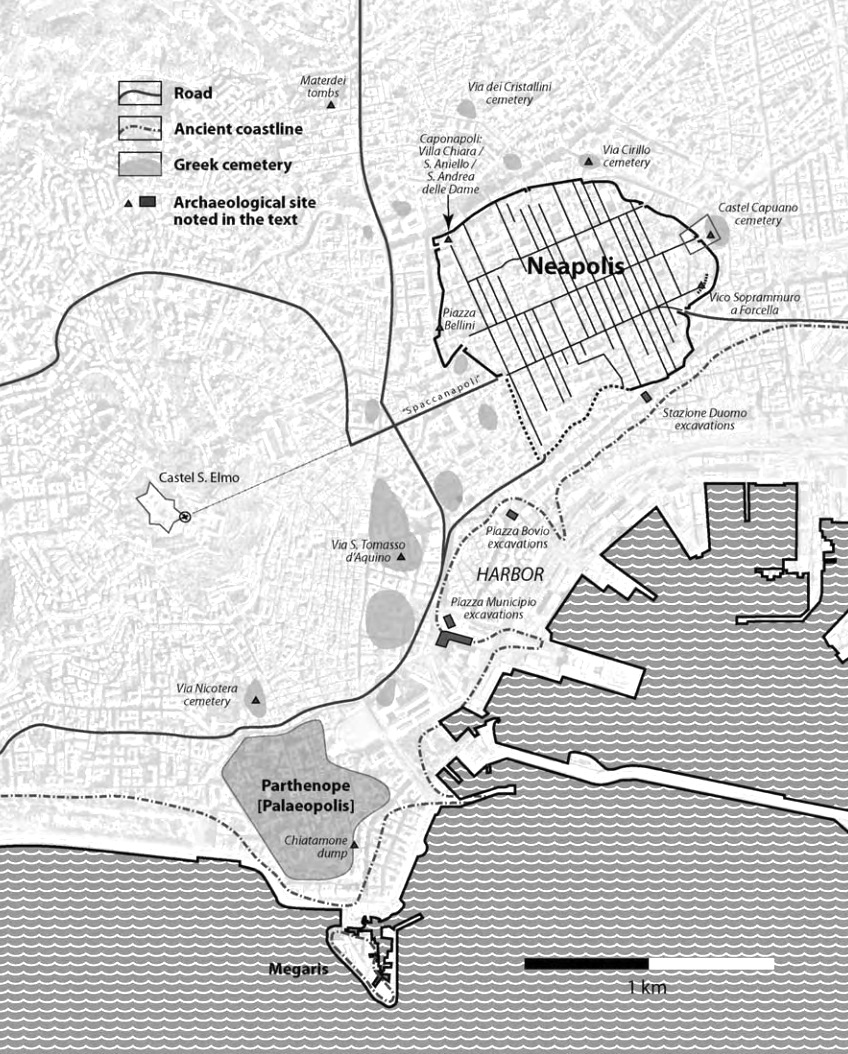
Lage der griechischen Gründungen Parthenope (heute in San Ferdinando) und Neapolis (heute Teil der Altstadt)

Gegen 700 v. Chr. – im Zuge der griechischen Kolonisation – gründeten Griechen aus dem nahe gelegenen Kyme (Cumae) die Siedlung Parthenope im heutigen Stadtgebiet Neapels, benannt nach der Sirene Parthenope. Die Siedlung am Meer lag am Fuße des Hügels Pizzofalcone. Seit etwa 530 v. Chr. entstand im Nordosten des Hafens von Parthenope eine zweite Polis, die Parthenope bereits um 470 überflügelte. Von da an trug Parthenope auch den Namen Palaiopolis (alte Stadt). Die neue Stadt auf dem Gebiet der heutigen Altstadt erhielt den Namen Neapolis (neue Stadt). Das nach dem hippodamischen Schema angelegte und von einer Stadtmauer umgebene Neapolis zählte über Jahrhunderte zu den prosperierendsten Städten Italiens und der Magna Graecia.

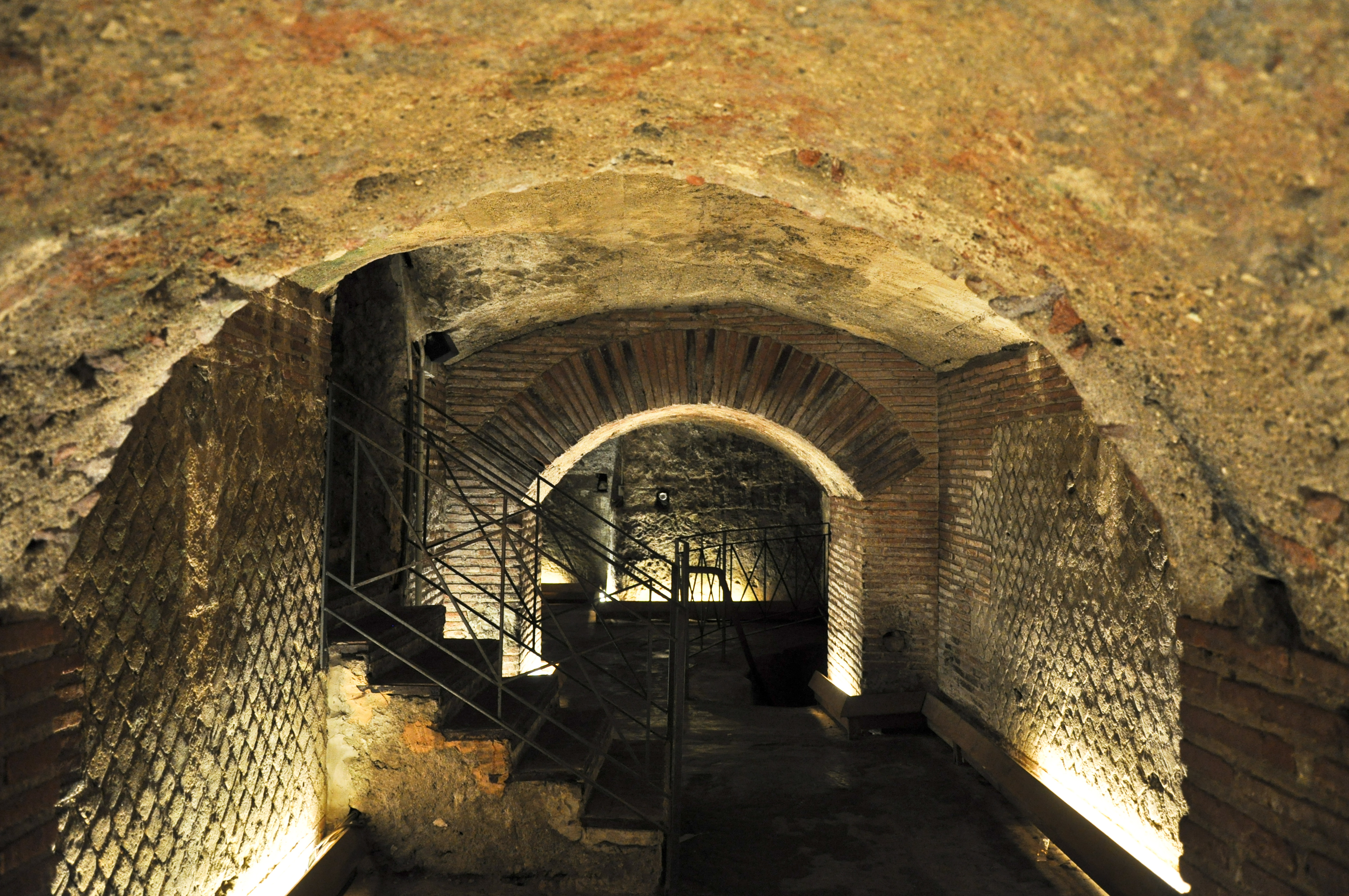
Ein Gang des römischen Theaters

Die Geschichte Kampaniens im 4. Jahrhundert v. Chr. war geprägt von der Expansion des aufstrebenden Römischen Reichs, das 328 eine Art Oberhoheit über Neapolis errichten wollte. Dies lehnte Neapel jedoch ab, so dass Rom eine Armee schickte, um seine Forderungen durchzusetzen. Neapel geriet nun zwischen die Fronten der Römer und Samniten, mit denen man sich zunächst verbündete. Schließlich kam es in der von den Römern belagerten Stadt zu einem Umsturz, anschließend wurde die samnitische Garnison vertrieben, und man öffnete den Belagerern die Tore. Ein daraufhin 326 v. Chr. geschlossener Bündnisvertrag mit Rom (ein foedus aequum) machte Neapel zu einem municipium und sicherte der Stadt formal eine gewisse Unabhängigkeit und innere Autonomie zu. So blieben die Griechen auch bis weit in die römische Zeit hinein eine äußerst einflussreiche Volksgruppe, und ihre Stadt blieb etwa 250 Jahre lang ein formal unabhängiger Stadtstaat (Polis). Erst als Neapel in den Römischen Bürgerkriegen 88–82 v. Chr. auf der falschen Seite stand, wurde es dann unter Sulla als abhängige Provinzstadt auch formal dem römischen Imperium einverleibt. Noch in der frühen Kaiserzeit, als Kaiser Nero die Stadt besuchte, war Neapel allerdings eine deutlich griechisch geprägte Stadt, auch wenn die Romanisierung unaufhaltsam voranschritt. Es wird geschätzt, dass das frühe römische Neapel zwischen 16.000 und 30.000 Einwohner hatte, wobei außerhalb der Stadtmauern gelegene Häuser und Dörfer nicht mitberücksichtigt sind.
Einige Überreste der griechischen wie der römischen Stadt sind noch vorhanden. Einen Teil der griechischen Stadtmauer, die in römischer Zeit verstärkt wurde, sieht man an der Piazza Bellini, Reste der Akropolis am Caponapoli im nordwestlichen Teil der Altstadt, antike Thermen im Museo dell’Opera di Santa Chiara und Reste des Römischen Theaters von Neapel in direkt darauf gebauten Häusern und Höfen des Vico Cinquesanti. Der Hauptplatz (agora bzw. forum) befand sich seit der Gründung Neapels unter der heutigen Piazza San Gaetano, dort kann man noch heute Säulen eines griechischen Tempels und mittlerweile unter der Oberfläche liegende Gebäude des römischen Marktes sehen. Der Straßenverlauf der heutigen Altstadt ist immer noch in etwa identisch mit dem der antiken Stadt. Drei parallele Hauptstraßen, darunter die Via Tribunali, durchziehen die Stadt seit ihrer Gründung von Westen nach Osten (griechisch plateiai, römisch decumani), sie werden durch zahlreiche Quergassen verbunden (stenopoi bzw. cardines). Ebenso erhalten sind die Hypogäen an der Via dei Cristallini sowie die Verkehrstunnel Grotta di Pozzuoli und Grotta di Seiano.
Kampanien galt besonders während der römischen Antike nicht nur als landwirtschaftlich besonders produktive Region (vor allem im Getreide- und Weinbau), wovon der Ausspruch campania felix (glückliches Kampanien) zeugt, sondern auch als Ort des Müßiggangs der aristokratischen Oberschicht. So lagen in der Umgebung Neapels etliche Bade- wie Thermenorte (wie Baiae, Pompeji) und nicht nur am Posillipo zahlreiche Luxusvillen.

### Odoaker, Ostgoten, Ostrom
476 setzte Odoaker den letzten in Italien herrschenden weströmischen Kaiser ab, übernahm faktisch die Regierung und unterstellte sich formal dem in Konstantinopel residierenden oströmischen Kaiser. Er ernannte sich zum Patricius Romanorum und wurde vom Kaiser Zenon einige Zeit als (faktisch unabhängiger) Verwalter Italiens unter oströmischer Oberherrschaft anerkannt. 493 übernahmen dann nach einem vierjährigen Krieg die Ostgoten unter Theoderich dem Großen die Herrschaft, die in Neapel bis 536 andauerte.
536 wurde das noch immer bedeutende Neapel von oströmischen Truppen nach langer Belagerung erobert. Dem Feldherrn Belisar gelang dies, indem er einige hundert Mann durch den unterirdischen Aquädukt Neapels schickte. Von hier aus setzte Belisar seine Eroberung Italiens fort. Doch die Ostgoten leisteten heftigen Widerstand und ihr neuer König Totila gewann die Stadt 543 noch einmal zurück. 553 eroberte Ostrom die Stadt erneut, nachdem die Ostgoten Narses endgültig unterlegen waren. Damit endete in Italien die Spätantike.

### Langobarden und Byzanz, Herzogtum Neapel

Lage des Herzogtums Neapel (Ducato di Napoli) in Kampanien

Doch bereits 568 begannen die Langobarden Italien zu erobern, 581 besetzten sie Benevent. Die verbliebenen oströmisch-byzantinischen Gebiete wurden vom Exarchat Ravenna aus geleitet und verteidigt, dem wiederum Dukate unterstellt waren. Eines dieser Dukate wurde 661 Neapel; von dort versuchte Byzanz zwei Jahre später vergebens, Benevent zu erobern. Byzanz, das sich ab 633 der arabischen Weltmacht und zugleich slawischen Invasoren auf dem Balkan gegenübersah, verlor nach und nach die Kontrolle über das spätestens mit dem Verlust Karthagos (698) nur mehr an der Reichsperipherie liegende Italien. Einer der Herzöge, die versuchten, die Abhängigkeit von Konstantinopel zu lösen, war Stephan II. (755–800), unter dem es zu einer Annäherung an den Papst kam, zumal die Langobarden 751 Ravenna erobert hatten. Er prägte ab 763 erstmals eigene Münzen. Erst nach dem Tod des Antimo (801–818) übernahm Konstantinopel wieder die unmittelbare Kontrolle durch einen Protospatharios. Drei Jahre später übernahm die lokale Elite unter Stephan III. wieder die Macht. 840 wurde der Herzogstitel sogar erblich.
Das Herzogtum Neapel, im späten 8. Jahrhundert praktisch unabhängig, setzte sich gegen die Herzöge von Benevent und die Herzöge von Salerno durch, die versuchten, die Stadt zu erobern. Dazu verbündete es sich 836 sogar kurzzeitig mit den Muslimen, die ab 827 Sizilien eroberten und sich an einigen Stellen auf dem Festland festsetzten. 846 kam es zu einem Angriff auf Rom. Der Emir von Palermo eroberte Ischia und führte seine Armee am Vesuv entlang. 849 schlug eine päpstlich-kampanische Flotte Sarazenen vor Ostia, 871 eroberten Byzanz und Venedig sowie Truppen aus dem Reich, dazu kroatische und dalmatinische Hilfstruppen, Bari zurück. Damit gelang es Byzanz, seine alten Ansprüche auf den gesamten Süden der Halbinsel zu erneuern.
In Auseinandersetzung mit Byzanz baute der langobardische Fürst (princeps) Pandulf Eisenkopf Ende des 10. Jahrhunderts einen Machtbereich auf, der das Fürstentum Capua, das Herzogtum Benevent, das Herzogtum Spoleto und die Markgrafschaft Camerino umfasste. Pandulf huldigte Kaiser Otto I. Durch Pandulfs Tod 981 drohte jedoch der Zerfall des gesamten Machtblocks, denn Byzanz hatte seine Ansprüche auf die Oberhoheit über die langobardischen Fürstentümer keineswegs aufgegeben. Kaiser Otto II. versuchte nach 981, die langobardischen Fürstentümer seiner Herrschaft zu unterwerfen. Er starb jedoch 983.
In den 1020er Jahren war Neapel unabhängig von Byzanz, doch die Stadt begann sich zu verändern. Wie viele Städte Italiens, gab sie sich zunehmend eine Selbstorganisation, die um Unabhängigkeit auch vom Herzogtum rang. Die Quellen dazu sind allerdings dünn, immerhin erfahren wir aus den Annalen von Benevent zum Jahr 1015 von einer „communitas prima“, zum Jahr 1042 von einem „coniuratio secundo“. 1134 sah sich der Herzog gezwungen, sich mit den Neapolitanern zu verständigen. Herzog Sergius VII. schloss ein Pactum mit dem Stadtadel, den „mediani“, und der ganzen Bevölkerung. Der Herzog sagte Unverletzlichkeit der Person und des Eigentums zu, Bewegungsfreiheit für alle Händler; auch sagte er zu, jede Gesetzes- oder Abgabenänderung mit dem Adel abzusprechen und diese Abmachungen nicht zu unterminieren. Krieg und Bündnis sollten ebenfalls nicht mehr vom Herzog allein, sondern in Absprache mit der Stadtführung beschlossen werden. Als Sergius VII. 1137 starb, errichtete die Stadtgemeinde zusammen mit dem Bischof eine Adelsrepublik.
Doch diese bestand nur bis zur Eroberung durch die Normannen im Jahr 1140, wenn es auch den Neapolitanern gelang, ihre privilegierte Stellung noch lange zu wahren.

### Normannen

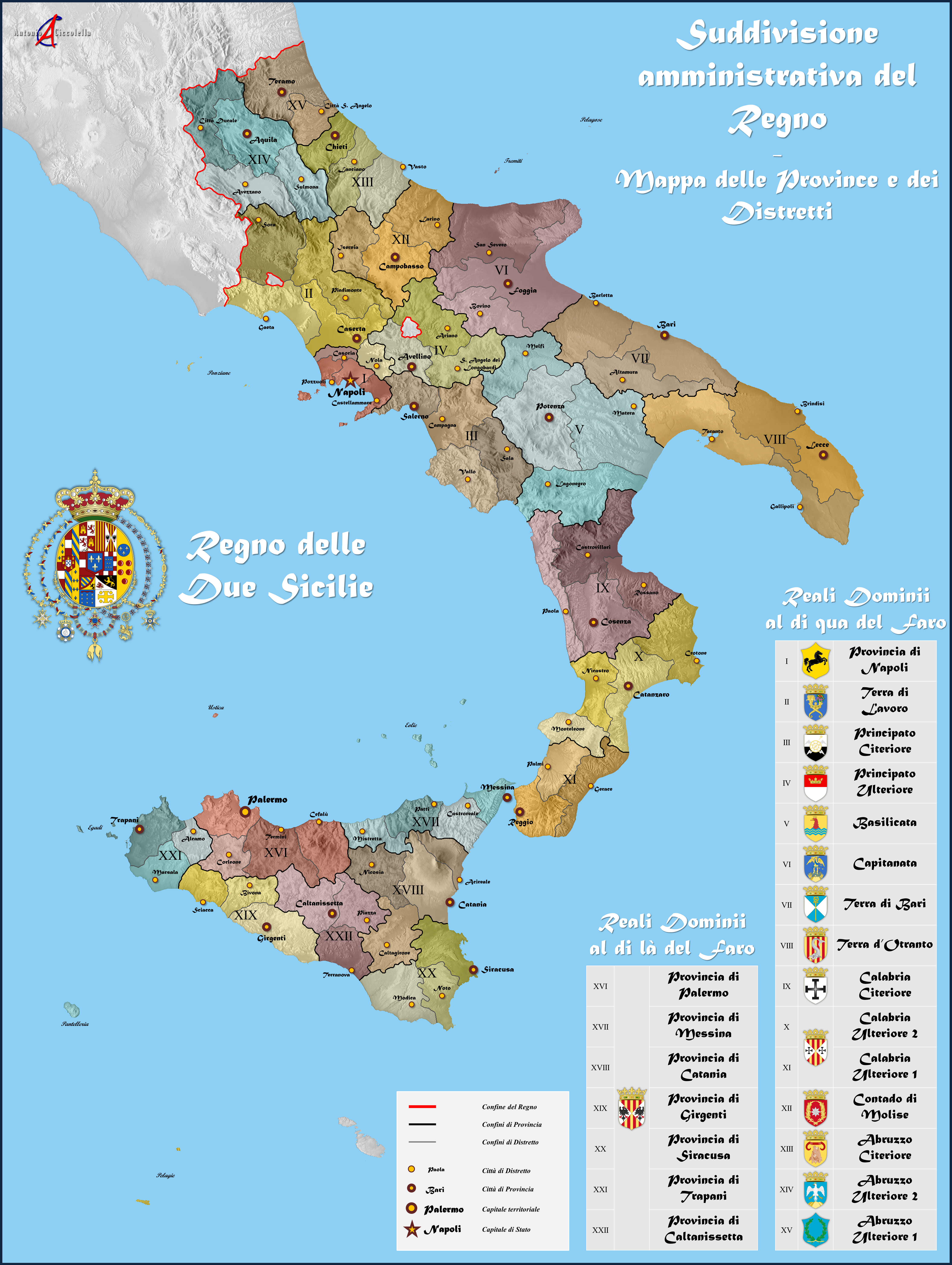
Das Königreich beider Sizilien

Die Normannen hatten unter Rainulf Drengot seit 1027 mit der Grafschaft Aversa erstmals ein eigenes Territorium, das nördlich von Neapel lag, gewonnen. 1047 war Kaiser Heinrich III. in Begleitung von Papst Clemens II. zur Klärung der politischen Lage in den lombardischen Fürstentümern nach Süden vorgestoßen. Er entzog Waimar IV., der nach der Hegemonie in diesem Gebiet strebte, das Fürstentum Capua. Doch schon wenig später erschien Waimar erneut als Lehnsherr der Normannen.
Die Normannen machten sich nicht nur von ihrem Lehnsherrn unabhängig, sie eroberten ganz Süditalien (bis 1071) einschließlich Sizilien (bis 1091). Das Herzogtum Neapel wurde von etwa 1134 bis 1136 unter Roger II. belagert, schließlich besiegt und 1140 dem normannischen Königreich beider Sizilien einverleibt. Neapel hatte zu dieser Zeit bereits etwa 30.000 Einwohner. Die wichtigste kampanische Stadt war zu dieser Zeit Salerno. Sowohl der ursprüngliche Bau der Festung Castel dell’Ovo wie der des Castel Capuano geht auf die Normannen zurück. Im Vergleich zu anderen Städten konnte Neapel einen hohen Grad an Autonomie und wirtschaftlicher Selbständigkeit erringen, was auf lange Sicht seiner Stellung im expandierenden Normannenreich zugutekam, während Amalfi und Gaeta ihre wirtschaftliche Vormachtstellung verloren. Grundlage und Höhepunkt war das königliche Privileg von 1190, das Neapel unmittelbar dem König unterstellte. Die Stadtgemeinde organisierte sich unter Konsuln, denen der vom König ernannte compalazzo vorstand.

### Staufer
Doch 1194 traten die Staufer, die sich in einem kurzen Feldzug ganz Süditaliens bemächtigt hatten (Neapel fiel im August 1194) unter Heinrich VI. an ihre Stelle. Sie entzogen Neapel seine Privilegien. Heinrichs Sohn und Nachfolger Friedrich II. gründete 1224 mit der Universität Neapel, die heute seinen Namen trägt, die erste staatliche Hochschule Europas. Er führte ein von den zeitgenössischen Vorstellungen des Lehnswesens stark abweichende, zentralistische Verwaltung durch befehlsgebundene Beamte ein. Städtische Autonomie hatte dabei nur solange Platz, wie sie seinen politischen und ökonomischen Zielen diente.

### Anjou

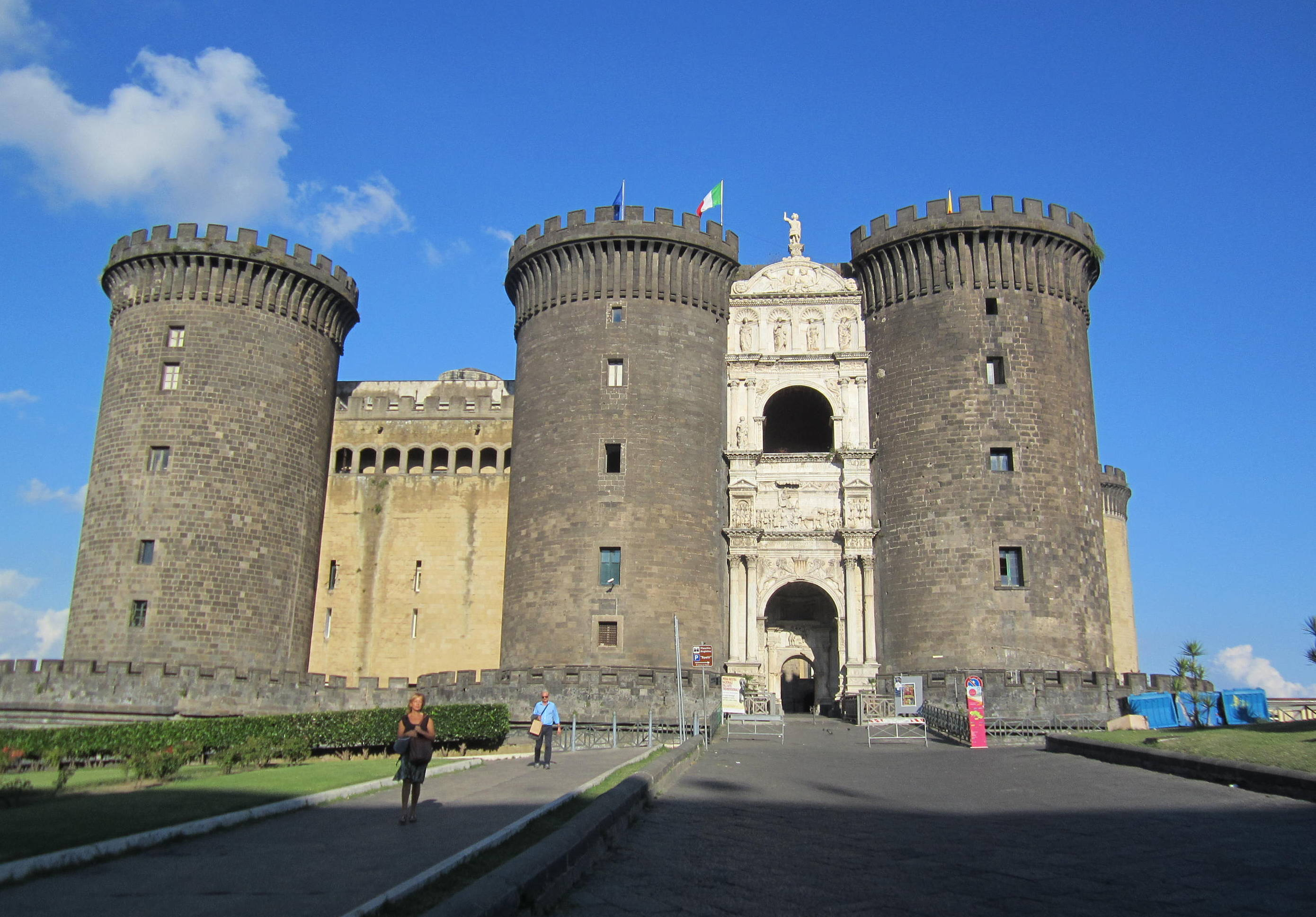
Das von den Anjou erbaute Castel Nuovo

Die staufische Herrschaft in Neapel überdauerte Friedrichs Tod im Jahr 1250 nicht lange. Das französische Haus Anjou etablierte eine neue Herrschaft, als Karl I. von Anjou das Königreich beider Sizilien eroberte und es ab 1266 als Lehensnehmer des Papstes innehatte. Nach erbitterten Auseinandersetzungen mit den staufischen Erben konnte Karl I. die Staufer 1266 und 1268 besiegen. Konradin, der letzte männliche Staufer, wurde 1268 in Neapel auf der Piazza del Mercato enthauptet.
Unter den Anjou gelangte Neapel wieder zu erheblicher Bedeutung, als diese es zur Hauptstadt des Königreichs Sizilien machten. Seit 1270 entstanden neue Stadtmauern, neue Stadtgebiete und ein Hafen in der Nähe der im Osten gelegenen Märkte sowie zahlreiche Kirchen. Die Anjou ließen auch die Festungen Castello del Carmine und Castel Sant’Elmo sowie seit 1279 das sowohl zur Verteidigung des Hafens wie als königliche Residenz dienende Castel Nuovo erbauen.
Um 1300 hatte Neapel bereits 50.000 Einwohner. Der Luxusbedarf des Hofes stimulierte den Handel, dem vor allem Florentiner, aber auch Genuesen, Venezianer, Katalanen sowie Marseiller beherrschten. Ab 1278 wurde mit dem Gigliato eine eigene Silbermünze geprägt, die bis ins 15. Jahrhundert von großer Bedeutung blieb. Das bereits von Wilhelm I. errichtete Kronarchiv im Castel Capuano wurde fortgeführt.
Auch wenn ihre bis 1442 andauernde Herrschaft innenpolitisch von brutaler Unterdrückung geprägt war, sorgten sie für eine wirtschaftliche und kulturelle Blütezeit der Stadt und ergriffen grundlegende städtebauliche Maßnahmen zu ihrer Modernisierung.

### Aragon, Habsburger
1442 besiegten Spanier, nämlich die Krone Aragonien unter Alfons, den letzten Herrscher der französischen Anjou, wobei große Teile der Stadt und des bereits von Vorstädten einverleibten Festungsgürtels zerstört wurden. Unter den Aragonesen wurden die ökonomischen Verbindungen Neapels zur iberischen Halbinsel intensiviert, die Wirtschaft insgesamt gefördert und die Stadt zu einem Zentrum der Renaissance und des Humanismus. Die Stadtmauer wurde dort, wo Vorstädte entstanden waren, mit Stadttoren versehen, Stadtmauer und -befestigung generalsaniert und ausgedehnt.

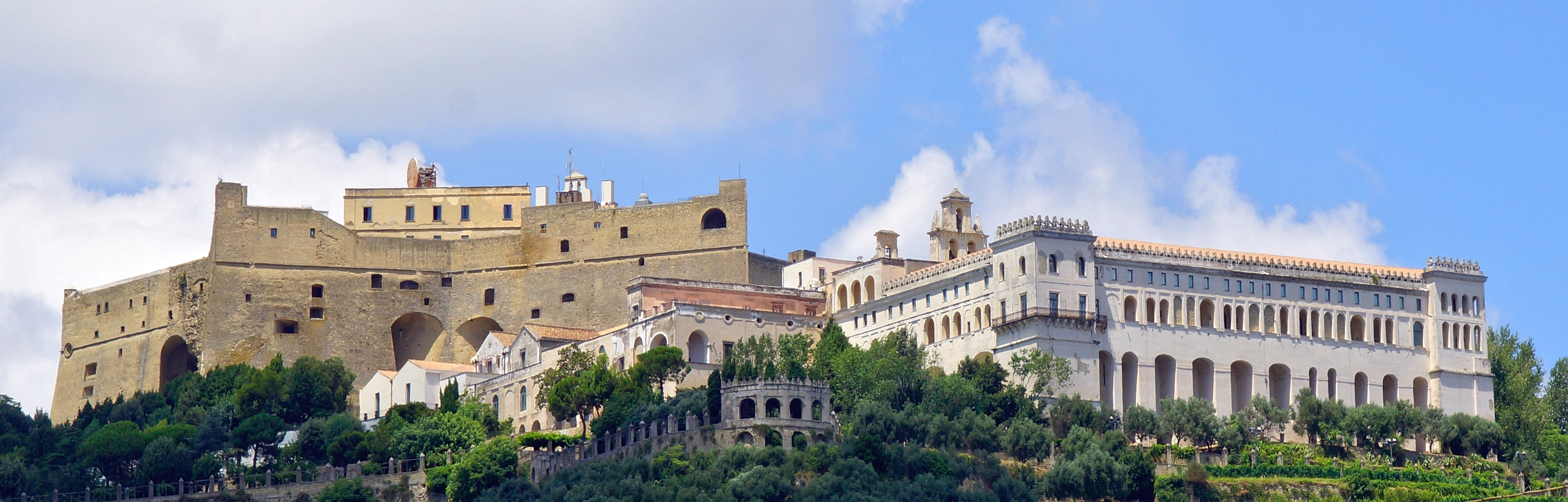
Das von 1537 bis 1547 in seiner heutigen Gestalt erbaute Castel Sant’Elmo

Neapel blieb auch nach der Verdrängung der Aragonesen unter spanischer Herrschaft. Diese wurden 1503 von den Habsburgern abgelöst (bis 1707) und das bis dahin selbständige Königreich Neapel als tributpflichtige Provinz dem spanisch-habsburgischen Weltreich angegliedert. Die nicht nur ökonomisch, sondern auch militärisch überlegenen Spanier stationierten 5000 Soldaten in Neapel, errichteten entlang der Küste Wehranlagen und bauten die auf einer Anhöhe über der Stadt gelegene Festung Castel Sant’Elmo neu auf. Unter den spanischen Vizekönigen von Neapel wurde aber auch damit begonnen, weitreichende städtebauliche Maßnahmen zu setzen. Die Altstadt wurde saniert und aufgestockt, die Legislative zentralisiert und ins Castel Capuano verlegt. Im Dreieck zwischen Pizzofalcone, Castel Sant’Elmo und Castel Nuovo sind neue, vorwiegend von den Spaniern selbst bewohnte Stadtviertel errichtet (darunter das rasterförmige Soldatenviertel der Quartieri Spagnoli) und durch die anstelle der alten Stadtmauer neu errichtete Via Toledo von der Stadt der Neapolitaner abgegrenzt worden. Die neu erbauten Stadtmauern und Festungen im spanischen Bereich galten nicht nur der Befestigung gegen äußere Feinde, sondern auch als Symbol der Überwachung und Unterwerfung. Der Regierungssitz wurde vom Castel Nuovo in den neugebauten Palazzo Reale in dem von Spaniern bewohnten Bereich der Stadt verlegt. Im Laufe der folgenden zwei Jahrhunderte begann die neapolitanische Adelsschicht aus der Altstadt in Richtung der spanischen Stadtteile zu ziehen.

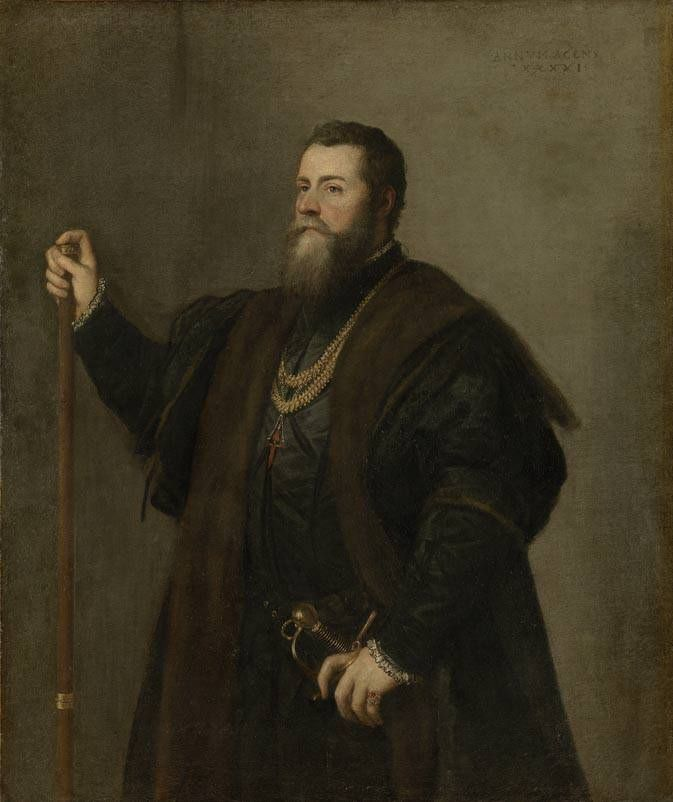
Pedro Álvarez de Toledo

Für ihre Beherrschbarkeit wurde die Stadtbevölkerung mit niedrigen Steuern und Brotpreisen belohnt, als Regierungssitz der Vizekönige, Universitätsstadt und dank seinem internationalen Hafen florierte die Stadt. Durch massenhaften Zuzug armer Landbevölkerung, aber auch des Landadels, stieg die Einwohnerzahl rasch auf 300.000 im Jahr 1700 und machte Neapel zu einer der größten Städte Europas. Die negativen Folgen waren Überbevölkerung, unkontrollierter Wildwuchs der Vorstädte, mangelnde Hygiene und Obdachlosigkeit unterer Schichten. Gleichzeitig entfaltete sich privater Wohnluxus der Oberschichten (Adel und Kaufmannsklasse), so entstanden zahlreiche bis heute das Stadtbild prägende Paläste und Klosterbauten. Geprägt hat diese Zeit vor allem der Vizekönig Pedro Álvarez de Toledo (1532–1553). Einerseits forcierte der ambitionierte Herrscher Verwaltungsreformen und die Stadtsanierung, andererseits setzte er auf Repression wie die Einführung der Inquisition in Neapel, die allerdings durch einen Volksaufstand 1547 verhindert wurde.

### Aufstände, Republik Neapel, österreichische Habsburger

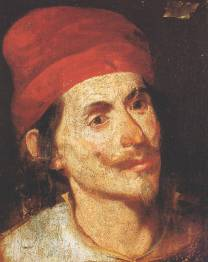
Masaniello, um 1647 von Onofrio Palumbo

Die Herrschaft der spanischen Habsburger, die bis 1707 dauerte, wurde monatelang durch Aufstände und die Ausrufung der Republik Neapel unterbrochen; diese Ereignisse gelten als Teil der „Krise des 17. Jahrhunderts“. Im Juli 1647 entluden sich die sozialen Spannungen in einem Aufstand, der von einer Abgabenerhöhung auf Frischgemüse ausgelöst wurde. Der 27-jährige Fischer und Obsthändler Masaniello, der die anti-spanische Revolte anführte und nach ihrem Sieg für zehn Tage die Macht in der Stadt übernahm, genießt bis heute große Popularität in Neapel. Hinter dem Fischer stand Giulio Genoino, der wegen seiner Demokratisierungsforderungen 18 Jahre im Gefängnis verbracht hatte. Die Revolte endete, als der spanische Vizekönig ihren Anführer Masaniello gegen den Widerstand des Kardinals Ascanio Filomarino im Kloster von Santa Maria del Carmine ermorden ließ.
Nicht viel später, im Oktober 1647, wurde die Republik Neapel ausgerufen, in der Hoffnung, Frankreich würde die weite Teile Süditaliens erfassende Republik unterstützen. Stattdessen beschoss eine spanische Flotte Neapel, die Führer der Republik mussten am 6. April 1648 aufgeben. Die alten Machtverhältnisse waren wiederhergestellt und nach einer weiteren kleineren Rebellion 1649 ergaben sich die Neapolitaner in ihr Schicksal. Zu alledem wurde die Stadt 1656 auch noch von einer verheerenden Pest heimgesucht, der tausende Einwohner zum Opfer fielen, im Juni sollen es 400 pro Tag, im Juli bereits 1.500 pro Tag gewesen sein. Aufgrund der Massen an Toten begann man damit, sie in die Tuffsteinhöhlen der Stadt zu transportieren. Die Bevölkerung legte wenig Wert auf wissenschaftliche Ratschläge, sie setzte ihre Hoffnung einmal mehr in Prozessionen und Gebete; wer konnte, floh aufs Land.
Im Spanischen Erbfolgekrieg erhob sich Neapel am 7. Juli 1707 erneut, im August übernahm Österreich die Stadt.

### Bourbonen

Ferdinand IV. in einem Porträt von Vincenzo Camuccini, um 1818

Im Jahr 1734 übernahm ein Zweig der Bourbonen im Polnischen Thronfolgekrieg Neapel von den Österreichern. Die Bourbonen hatten infolge des spanischen Erbfolgekrieges 1712 den vorher habsburgischen spanischen Thron erworben. Wien übergab die Stadt an einen anderen Zweig der Bourbonen, unter der Bedingung, dass Neapel niemals mit Spanien vereint würde. Nun trat eine deutliche Verbesserung der Verhältnisse ein. Unter Karl VII., der das neu formierte Königreich beider Sizilien von 1735 bis 1759 regierte und anschließend in Spanien herrschte, wurde eine energische Reformpolitik eingeleitet. Karl VII., ein Vertreter der Aufklärung, ging gegen Korruption vor, brach die Macht der kirchlichen Würdenträger, nahm bauliche Veränderungen im Stadtbild vor und förderte das kulturelle Leben und die Wissenschaften; so begannen 1738 die Ausgrabungen von Herculaneum. Giambattista Vico wurde Hofhistoriker. Pietro Giannone, der sich zu freimütig über Kirche und Staat äußerte, wurde nach Wien verbannt. Antonio Genovesi von der Universität Neapel wurde der erste Professor für politische Ökonomie und Ferdinando Galiani hielt als Sekretär der Botschaft in Paris Kontakt zu den bedeutendsten zeitgenössischen Philosophen. Die Administration wurde modernisiert und sie unterstützte den Handel. Dabei ließ sie sich von toskanischen und spanischen Beratern unterstützen wie dem Marquis von Salas Montealegre oder Bernardo Tanucci, einem Professor der Universität Pisa. 1759 entsagte Karl dem Thron, um König von Spanien zu werden.
Sein minderjähriger Sohn Ferdinand IV. folgte ihm als Herrscher nach, daher führte Tanucci die Staatsgeschäfte. Doch die Hungerkatastrophe von 1764, gepaart mit einer gewaltigen Epidemie, tötete 40.000 Neapolitaner, vielleicht 200.000 im gesamten Reich. Sie warf die Reformen zurück. Königin Maria Carolina nutzte die Gelegenheit, um zusammen mit kirchlichen Kräften und konservativen Adligen den Reformkurs auszuhebeln. Die Tochter der österreichischen Kaiserin Maria Theresia zwang 1776 Tanucci zum Rücktritt.
Neapel mit seiner hohen Bevölkerungsdichte und weiterhin zuziehender Landbevölkerung barg auch unter Ferdinand IV. ein großes Potential für Unruhen. Ein vorbeugendes politisches Mittel waren genügend Brot und Spiele wie das regelmäßig vom König spendierte Cuccagna-Spektakel (paese di cuccagna bedeutet Schlaraffenland). Ferdinand wird als Re Lazzarone (ungefähr: ‚König der Bettler‘) bezeichnet, der geistige Betätigung geringschätzte und die Ziele der Aufklärer und Reformpolitiker nicht teilte, aber ein gutes Verhältnis zu den unteren Schichten hatte. Deren indifferente Wesensart beschreibt Goethe in seinem Buch Italienische Reise, als er im Frühjahr 1787 von einem Ausflug auf den damals gerade ausgebrochenen Vesuv in die Stadt zurückkehrte: „Der herrlichste Sonnenuntergang, ein himmlischer Abend erquickten mich auf meiner Rückkehr; doch konnte ich empfinden, wie sinneverwirrend ein ungeheurer Gegensatz sich erweise. Das Schreckliche zum Schönen, das Schöne zum Schrecklichen, beides hebt einander auf und bringt eine gleichgültige Empfindung hervor. Gewiß wäre der Neapolitaner ein anderer Mensch, wenn er sich nicht zwischen Gott und Satan eingeklemmt fühlte.“

### Parthenopäische Republik, Napoleoniden

Flagge der Parthenopäischen Republik

Angesichts der Erfolge Napoleons in seinem Italienfeldzug floh die königliche Familie 1798 nach Palermo. Im Januar 1799 zogen französische Revolutionstruppen unter General Jean-Étienne Championnet in Neapel ein. Eine Gruppe von elitären Republikanern (bürgerliche und adelige Intellektuelle, Juristen, Mediziner, in den Militärakademien erzogener Adelsnachwuchs und unfreiwillige von ihren Familien dazu bestimmte Kleriker), von denen allerdings der Großteil aus den Provinzen kam, proklamierte daraufhin für 144 Tage die Parthenopäische Republik. Deren politische Konzepte, Ideen und Denkmodelle klangen wohl für den überwiegenden Teil der Bevölkerung fremd und unverständlich, jedenfalls stieß die Republik auf wenig Gegenliebe.
Bereits seit Februar zog von Kalabrien aus der Kardinal Fabrizio Ruffo mit seinem „Christlichen Heer des Heiligen Glaubens“ (die „Sanfedisten“) der Revolution und Aufklärung entgegen. Als er am 13. Juni in Neapel einmarschierte, waren die Franzosen bereits abgezogen. Direkt darauf folgende Ausschreitungen und Hinrichtungen durch die Armee und die Unterschicht Neapels kosteten rund 100 Angehörige der intellektuellen Elite – genauer des entstehenden Bürgertums und des reformwilligen Teils der Aristokratie, darunter fast alle Mitglieder der Provisorischen Regierung – das Leben. Die Bourbonen kehrten in die Stadt zurück.
Im Winter 1805/06 wurden die Bourbonen und damit die Spanier neuerlich entmachtet, diesmal von den napoleonischen Franzosen. Diese installierten in Süditalien erstmals eine konstitutionelle Monarchie mit politischer Beteiligung der Untertanen. Trotz wirtschaftlicher und militärischer Abhängigkeit von Frankreich (Satellitenstaat) besaß der Regno di Napoli weitgehende Souveränität. Die Franzosen säkularisierten den Staat und führten eine auf Rationalität gegründete gesellschaftspolitische Ordnung ein. Im August 1806 wurde der Feudalismus abgeschafft, wie die Armenfürsorge und das Schulwesen wurde im Februar 1807 der klösterliche Grundbesitz verstaatlicht. Eine staatliche Zentralverwaltung wurde aufgebaut und wissenschaftliche wie kulturelle Institutionen gegründet (Observatorium Capodimonte, Botanischer Garten, Zoologisches Museum) bzw. der Öffentlichkeit übergeben (Teatro San Carlo, Bibliotheken, Museen). Die folgenreichste Maßnahme war aber die Einführung des code civil im Jahr 1809. Hatte Joseph Bonaparte (1806–1808) Schlüsselpositionen noch vorwiegend mit Franzosen besetzt, vergab sein Nachfolger Joachim Murat (1808–1815) Posten an Kreise bürgerlicher und aufgeklärter Neapolitaner. Die Lebensverhältnisse der unteren Schichten blieben aber, auch aufgrund der Verstaatlichung der bis dahin von Kirche und Oberschicht übernommenen Armen- und Krankenfürsorge, weiterhin dieselben. So spricht ein Bericht des Consiglio provinciale napoletano im Jahr 1808 von Armut, Elend und der Situation der Straßenkinder. Trotzdem wurde in das bereits damals vom Adel und Reichen bewohnte Viertel Chiaia investiert, wo Boutiquen und Cafés entstanden und die Strandpromenade erneuert wurde.

### Restauration, Königreich beider Sizilien, Garibaldi

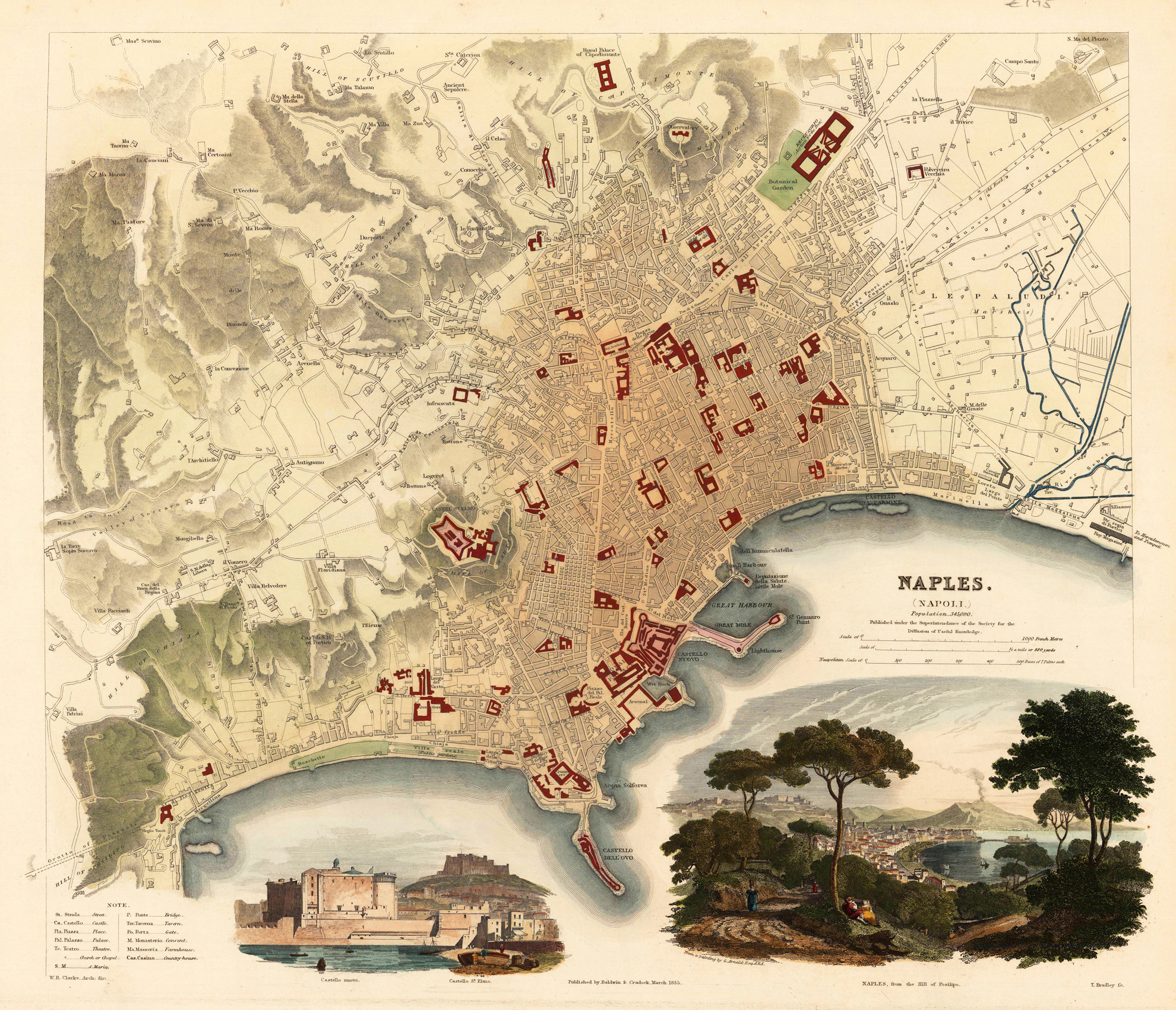
Neapel im Jahr 1835

Mit Napoléons Untergang kam auch das Ende des napoleonischen Königreichs Neapel; Ferdinand kehrte am 17. Juni 1815 nach Neapel zurück. Ferdinand zog eine rücksichtslose Restaurationspolitik durch, die auch die letzten Spuren französischer Reformbemühungen beseitigte. 1820 kam es dementsprechend zu einem ersten Aufstand der Carbonari, Soldaten rebellierten in Nola und Avellino. Unter General Guglielmo Pepe erreichte die Bewegung Neapel, der König unterzeichnete zwar eine Erklärung, doch gedachte er nicht nachzugeben. 1821 besetzte die österreichische Armee die Stadt und erstickte die Revolte. 1848 kam es erneut, wie in ganz Europa, zu einer Revolution. Ferdinand musste eine Verfassung akzeptieren, eine Versammlung beriet im Kloster San Lorenzo. Mit Hilfe von Schweizer Söldnern beseitigte Ferdinand die Regierung. Einer der Führer der Revolution, Luigi Settembrini, konnte aus dem Gefängnis fliehen. Er kehrte erst zurück, nachdem Garibaldi im Mai 1860 auf Sizilien gelandet war und am 7. September Neapel betreten hatte.

### Königreich Italien, Zweiteilung des Landes

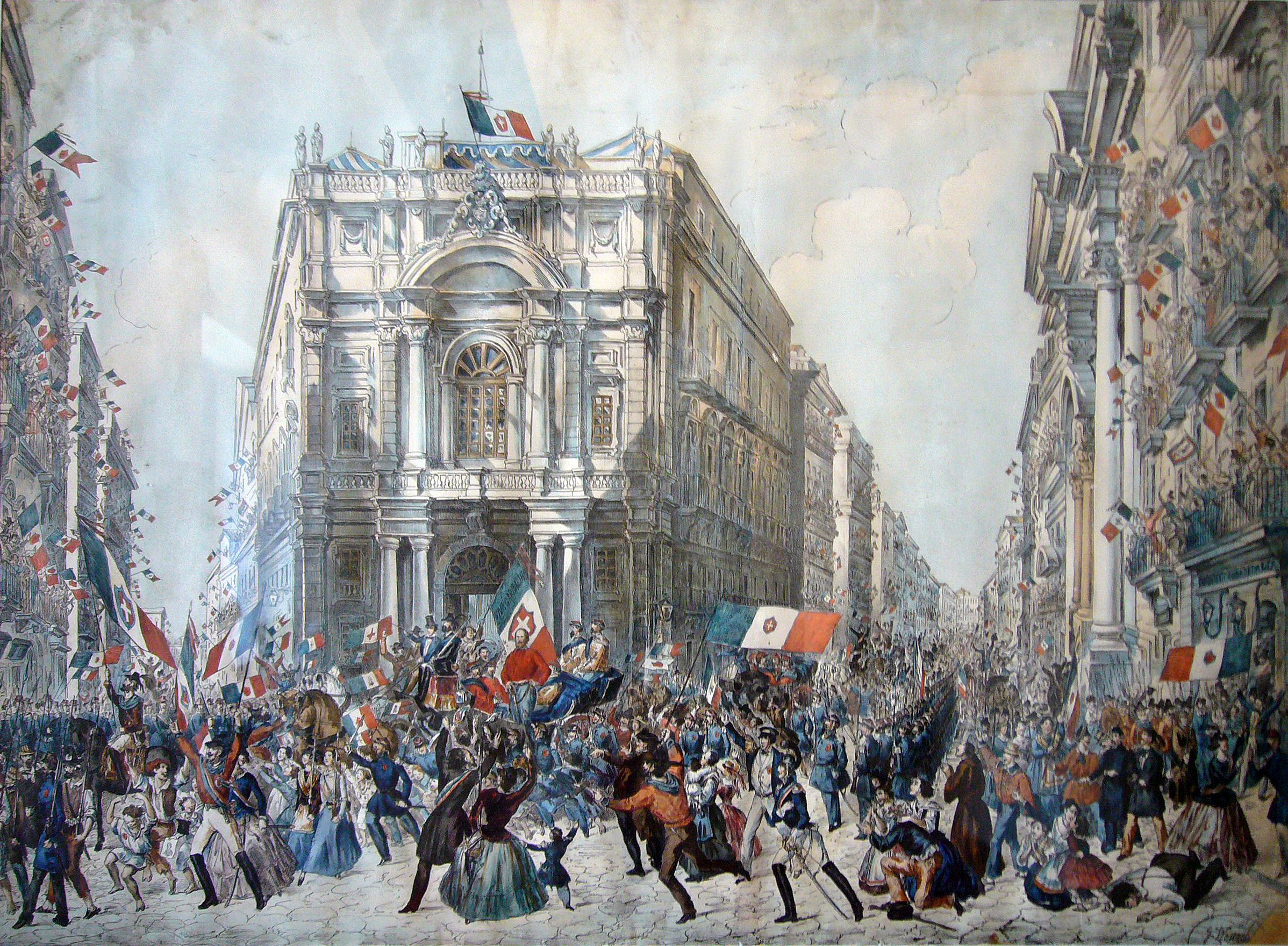
Die Truppen des Giuseppe Garibaldi beim feierlichen Einzug in Neapel 1860

Stadtplan aus der Zeit um 1900

Plan der Umgebung der Stadt aus der Zeit um 1900

Seit 1860 ist die Geschichte Neapels eng mit der nun beginnenden Geschichte des Königreichs Italien verschmolzen. Am 7. September 1860 zog Giuseppe Garibaldi nach der Eroberung Süditaliens in Neapel ein. Am 21. Oktober 1860 stimmten die Neapolitaner in einem Plebiszit mit überwältigender Mehrheit für den Anschluss an das Königreich Italien, das von 1861 bis 1946 bestehen blieb. Franz II., der letzte Bourbonenherrscher, war aus der Stadt in die Festung Gaeta geflüchtet. Er gab am 13. Februar 1861 seine Kapitulation bekannt und wurde für abgesetzt erklärt.
Allerdings identifizierten sich viele Neapolitaner nur in sehr geringem Umfang mit dem neuen italienischen Staat, dessen Ausgangspunkt und Machtzentrum im Piemont, im fremden Norditalien lag. So kamen auch viele Entwicklungsprojekte und Förderungsmaßnahmen der neuen Zentralregierung überwiegend dem Norden des Landes zugute, während der Süden vernachlässigt und durch eine ungerechte und harte Steuerpolitik wirtschaftlich stark belastet wurde. Notwendige Reformen, um die während der Bourbonenherrschaft entstandenen Probleme zu beseitigen (z. B. eine Landreform), unterblieben – auch auf Intervention der Großgrundbesitzer des Südens. Die Regierung scheiterte an der Aufgabe, das Land auch innerlich zu einigen. Der Norden prosperierte in den ersten Jahrzehnten nach Gründung des Königreichs wirtschaftlich zunehmend und fand bald Anschluss an die führenden europäischen Industrienationen, während der Süden in Armut und Agonie verharrte. Auch Neapel behielt alle Merkmale einer typischen Großstadt des Mezzogiorno. Armut, Kriminalität, Schattenwirtschaft und mafiöse Strukturen, die bis in die höchsten politischen und wirtschaftlichen Machtzentren reichten, prägten die Stadt.
1884 wurde Neapel infolge schlechter infrastruktureller und hygienischer Verhältnisse Opfer einer besonders in den überbevölkerten ärmeren Vierteln verheerenden Choleraepidemie. In deren Folge wurde 1885 ein Gesetz (Legge per il Risanamento delle città di Napoli) beschlossen, das die Sanierung der Stadt, ein neues, hygienischeres Trink- und Abwassersystem sowie neugebaute Wohnviertel vorsah. Außerdem wurde eine Schneise durch die Altstadt gezogen, um die breite Straße Corso Umberto I. anzulegen. Eine zu Beginn des 20. Jahrhunderts mit quasi planwirtschaftlichen Methoden begonnene Industrialisierung war wegen Fehlplanung, fehlender Infrastruktur und in dunklen Quellen versickernden Geldern zum Scheitern verurteilt und führte zu keiner Verbesserung der ökonomischen Situation. So kam es zur ersten großen Auswanderungswelle nach Norditalien, Argentinien und vor allem in die USA.

### Faschismus

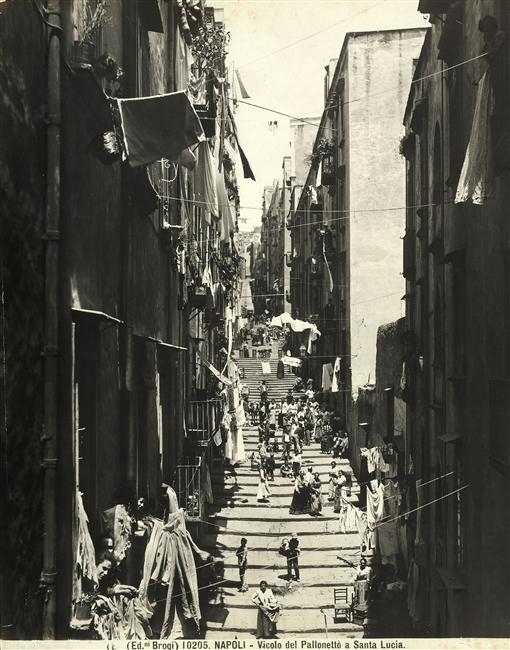
Der Vicolo del Pallonetto in Santa Lucia, vor 1925, Carlo Brogi

In dieser Situation fand der Faschismus in Süditalien deutlich mehr Anhänger als im Norden des Landes. 1922, kurz vor dem Marsch auf Rom, fand in Neapel ein großer Faschistenkongress statt. Nach der Machtergreifung Mussolinis wurden die süditalienischen Probleme erst einmal durch die imperialen Bestrebungen der Faschisten und später durch den Zweiten Weltkrieg überlagert, kaschiert und in den Hintergrund gedrängt. 1938 war Adolf Hitler in Neapel auf Staatsbesuch bei Mussolini.

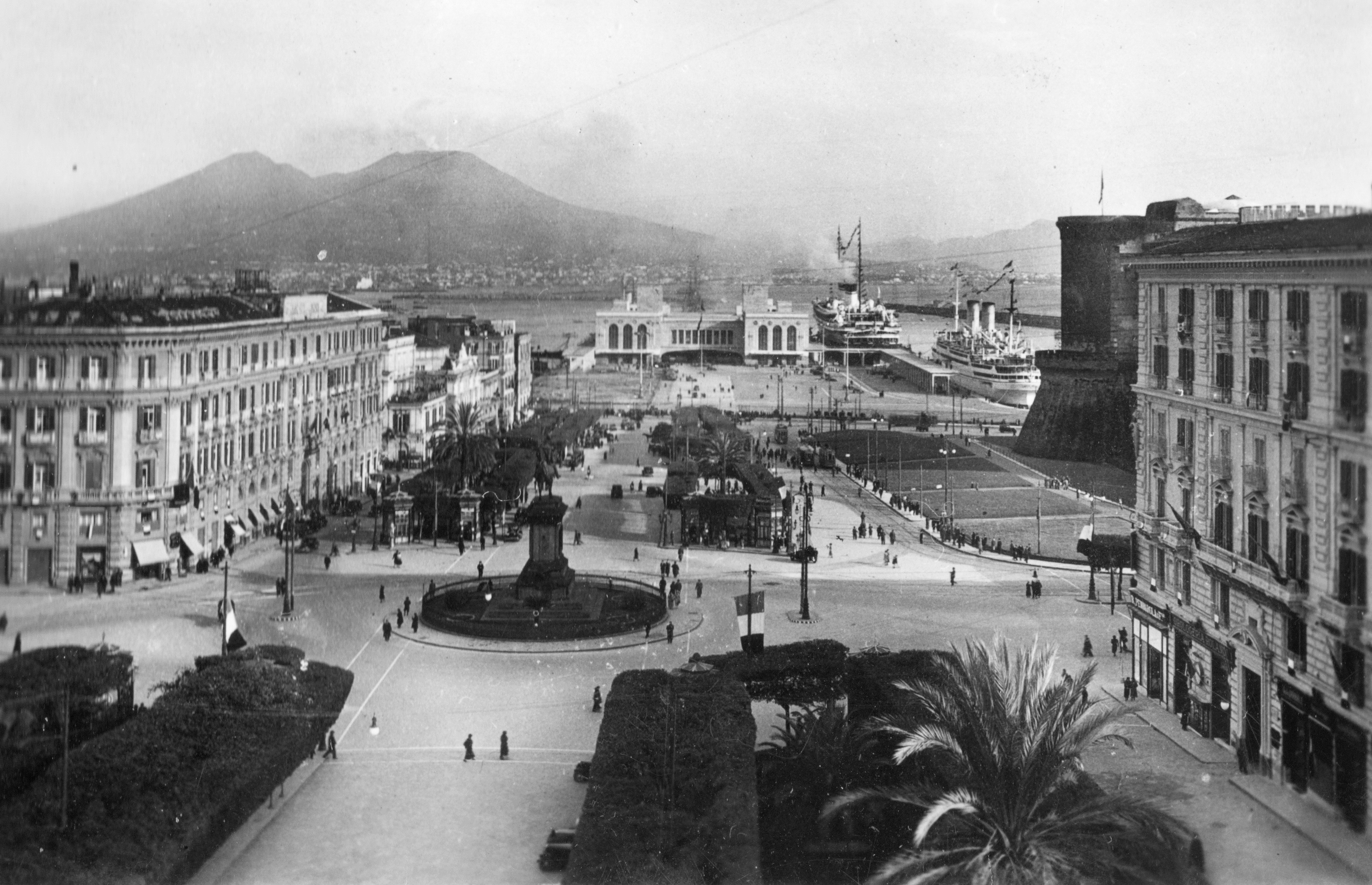
Piazza Municipio mit Blick auf die Stazione Marittima di Napoli im Hintergrund

Die Architektur der faschistischen Zeit prägte Teile des Stadtbilds. So wurden die Stazione Marittima di Napoli und das Gelände der Mostra d’Oltremare erbaut. Im Zentrum entstand die Piazza Matteotti, an der fünf große Gebäude errichtet wurden, so der Palazzo delle Poste und die Casa del Mutilato.
Während des Zweiten Weltkriegs wurde die Stadt vom 4. Dezember 1942 bis ins Jahr 1943 von amerikanischen Flugzeugen bombardiert. Bei zahlreichen Luftangriffen wurden etwa 1900 Personen getötet. Zahlreiche Industrieanlagen, der Bahnhof und der Hafen waren Hauptziele der Attacken, aber auch viele Häuser und eine Reihe von Kirchen wurden zerstört. Nach der Absetzung und Verhaftung Mussolinis 1943 wurde Neapel im September von Wehrmachtstruppen besetzt. Die Neapolitaner waren für kurze Zeit dem deutschen Terrorregime ausgesetzt. In den am 27. September beginnenden Barrikaden- und Häuserkämpfen (den vier Tagen von Neapel) gelang es den Einwohnern der Stadt, sich aus eigener Kraft noch vor dem Eintreffen der Alliierten am 1. Oktober 1943 zu befreien und die Besatzer aus der Stadt zu vertreiben. Doch hatten die deutschen Truppen viele Häuser vermint und die Wasserfilteranlagen zerstört. Im Jahr 1944 kam es zu erneuten Luftangriffen, diesmal durch die deutsche Luftwaffe.

### Nach dem Zweiten Weltkrieg

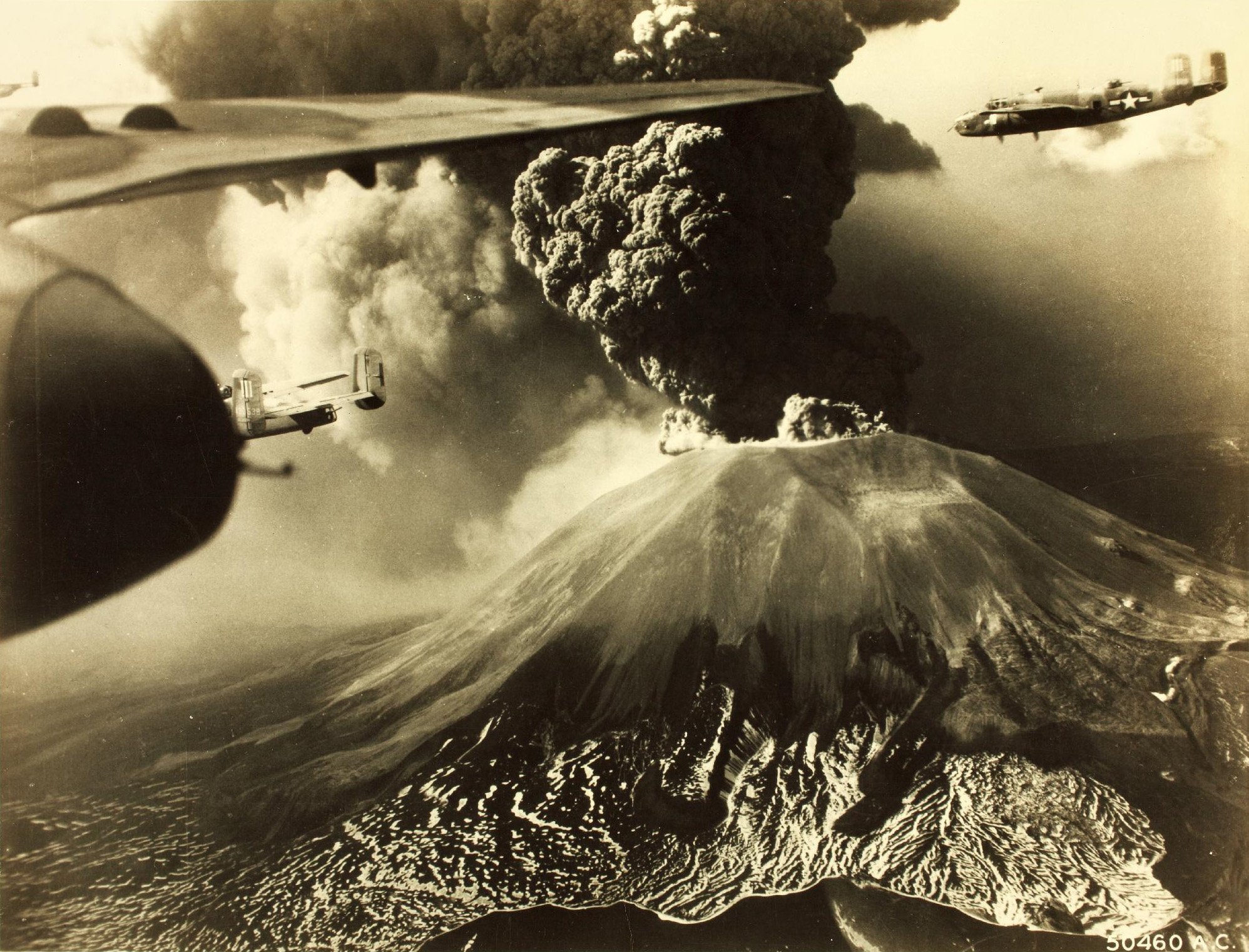
Bomber der US Air Force passieren den Vesuv während seines letzten Ausbruchs im März 1944

Die anschließende amerikanische Besatzung fand zunächst ein Chaos vor. Der US-Militärverwalter Charles Poletti, der seit Juni 1944 im Amt war, säuberte Polizei und Verwaltung mit besonders großer Härte von faschistischen Elementen. In der Konsequenz musste er sich bei der Reorganisation des städtischen Lebens daher der Mithilfe des 1937 aus den USA nach Italien geflohenen Mafiabosses Vito Genovese und der örtlichen Camorra bedienen, die sich ihm als Ordnungsfaktor anstelle der aufgelösten faschistischen Polizei andiente und dadurch dauerhaft erstarkte. Die Bedürfnisse der GIs und der günstige Wechselkurs des Dollars waren der ideale Nährboden für die florierende Schattenwirtschaft in Neapel, zu der etwa 40.000 Prostituierte gehörten.
Beim Volksentscheid von 1946 über die künftige Staatsform stimmten die Einwohner Neapels (und Süditaliens) im Gegensatz zur Mehrheit des Landes für die Beibehaltung der Monarchie. Bei der folgenden Konstituierung der Italienischen Republik wurde mit Enrico De Nicola ein Neapolitaner zu deren erstem Präsidenten gewählt. In den ersten Jahrzehnten der jungen Republik änderte sich für die Neapolitaner nichts Wesentliches an den prekären Verhältnissen in der Stadt.
Dies führte zu einer weiteren großen Auswanderungswelle, wieder waren Norditalien und die USA, zusätzlich aber auch die Bundesrepublik Deutschland als aufblühendes Wirtschaftswunderland die bevorzugten Ziele der Emigranten. Die Regierung in Rom leitete zwar über die zum Aufbau des Südens gegründete Cassa per il Mezzogiorno („Kasse für den Süden“) Milliarden an Subventionen nach Süditalien, diese verschwanden aber teilweise, ohne dass die geplanten Projekte jemals erbaut wurden oder sie wurden fehlinvestiert.
Neapel erlebte eine für das Europa der zweiten Hälfte des 20. Jahrhunderts beispiellose Verquickung von Wirtschaft, Politik und Camorra, und der Name der Stadt wurde zum Synonym für Korruption, Bauspekulation und illegale Bereicherung. Protagonist dieser Politik war in Neapel insbesondere der der monarchistischen Rechten nahestehende Bürgermeister Achille Lauro (1952–1958 und 1961). Durch zweifelhafte Methoden in den Besitz eines Flotten- und Finanzimperiums gelangt, nutzte er die Bürgermeisterposition vorrangig zum weiteren Ausbau seiner wirtschaftlichen und politischen Macht. Gleichwohl war er als typischer Populist, der eine ausgeprägte Panem-et-circenses-Politik betrieb, bei der Bevölkerung beliebt. Lauros Zwangsabsetzung per Dekret der römischen Zentralregierung änderte nichts Grundlegendes an den Zuständen. Fast alle seiner Nachfolger kopierten diese Politik, ob es sich nun um Christdemokraten oder Sozialisten handelte.
1980 ereigneten sich in Kampanien schwere Erdbeben, die 2914 Todesopfer zur Folge hatten. Neapel blieb daraufhin über lange Zeit mit großen Zahlen obdachloser Zuwanderer konfrontiert.

### Gegenwart: Erneuerung, wechselnde Regierungsbündnisse, Wirtschaftskrise
Erst im Rahmen des gesamtitalienischen Erneuerungsprozesses ab 1992 änderten sich auch die Verhältnisse in Neapel. Die Ära der korrupten Kommunalpolitiker wurde beendet. 1993 wurde Antonio Bassolino vom Mitte-links-Bündnis L’Ulivo gegen Alessandra Mussolini (Alternativa Sociale) zum Bürgermeister gewählt. In seiner bis zum Jahr 2001 währenden Amtszeit erlebte die Stadt einen schnellen und nie für möglich gehaltenen Aufschwung. Die Korruption wurde systematisch bekämpft, der Einfluss der Camorra zumindest eingedämmt. Restaurierungsarbeiten am Stadtbild und Sanierungsmaßnahmen wurden eingeleitet. 1994 war Neapel Tagungsort des G7-Gipfels, 1995 wurde das centro storico (Altstadt) von der UNESCO zum Weltkulturerbe erklärt. Bei seiner Wiederwahl 1997 erhielt Bassolino 73 % der Stimmen, im Jahr 2000 wurde er Präsident der Region Kampanien. 2008 wurde gegen ihn ein Prozess wegen Amtsmissbrauch und Korruption in seiner Amtszeit als Sonderbeauftragter für den Müllnotstand (2000–2004) eröffnet.
In den Jahren 2007 und 2008 spitzte sich das seit 1994 bestehende Müllproblem Neapels zu und wurde zu einem nationalen Politikum. Auf hunderten von illegalen Mülldeponien im Umland wurde vor allem von der Camorra Müll aus ganz Italien, darunter hochgiftiger Industriemüll, abgelagert.
Von 2001 bis 2011 war Rosa Russo Iervolino vom Partito Democratico Bürgermeisterin. Bei ihrer ersten Kandidatur mit 52,1 % der abgegebenen Stimmen gewählt, wurde sie 2006 mit 57 % der gültigen Stimmen im Amt bestätigt. 2011 gewann Luigi de Magistris überraschend die Wahl zum Bürgermeister und wurde 2016 wiedergewählt. Damit regierte weiterhin ein Politiker aus einer Partei des Mitte-links-Bündnisses. 2021 wurde der unabhängige Mitte-links-Kandidat Gaetano Manfredi, den die Partito Democratico und die Fünf-Sterne-Bewegung gemeinsam unterstützten, bereits im ersten Wahlgang mit 63 % der Stimmen zum Bürgermeister gewählt.

## Persönlichkeiten

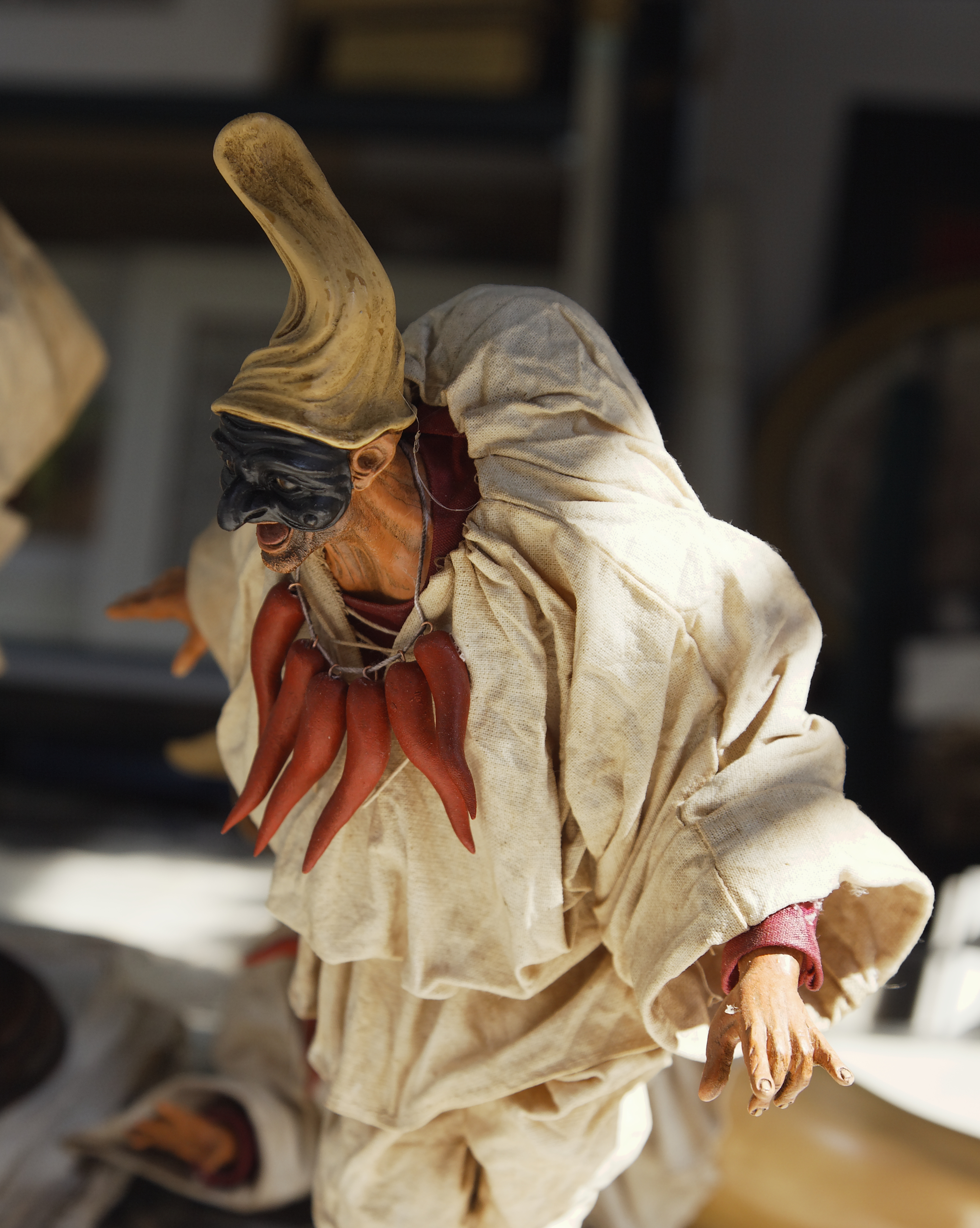
Neapolitanische Pulcinella-Statuette

In der Stadt genießen die Spieler des SSC Napoli große Popularität. Ebenfalls populär sind die Schauspielerin Sophia Loren, der Revolutionär Masaniello und die Figur des Pulcinella.
International bekannte Persönlichkeiten finden sich in fast sämtlichen Gebieten des kulturellen Lebens. Das Multitalent Bud Spencer war genauso Neapolitaner wie es die Schauspieler Totò und Eduardo De Filippo waren. Bedeutende Philosophen waren Giordano Bruno, Giambattista Vico und Benedetto Croce, von den zahllosen Literaten seien Salvatore Di Giacomo, Matilde Serao und Luciano De Crescenzo erwähnt.
Im Bereich der klassischen Musik sind Domenico Scarlatti, Domenico Cimarosa, Enrico Caruso und Riccardo Muti bekannt. Bekannte neapolitanische Volksmusiker sind Renato Carosone, Nino D’Angelo und Pino Daniele. Auch der langjährige Staatspräsident Giorgio Napolitano stammt aus Neapel.

### Monografien
- Andreas Beyer: Parthenope: Neapel und der Süden der Renaissance. (= Kunstwissenschaftliche Studien. Bd. 84). Deutscher Kunstverlag, München/Berlin 2000, ISBN 3-422-06291-2.
- Vincenzo Delle Donne: Mein Neapel – Intime Biographie einer verschmähten Stadt. Epubli, Berlin 2016, ISBN 978-3-7418-7224-2.
  - Aktualisierte Ausgabe von Vincenzo Delle Donne: Der Golf von Neapel. APA Guides 1993, ISBN 3-575-21051-9.
- Christoph Höcker: Golf von Neapel und Kampanien. DuMont, Köln 1999, ISBN 3-7701-3990-9 (erweiterte und aktualisierte Auflagen: 2000; 2004; 2006; völlig überarbeitete Neuauflage 2008; 2011).
- Michael Machatschek: Golf von Neapel. Fünfte Auflage. Michael Müller, Erlangen 2011, ISBN 978-3-89953-613-3.
- Ronald G. Musto (Hrsg.): A Documentary History of Naples. Italica Press, New York.

  - Medieval Naples, 400–1400: Historical texts (von Ronald G. Musto), 2011.
  - Medieval Naples: An architectural & urban history, 400–1400 (von Caroline Bruzelius, William Tronzo), 2012
  - Baroque Naples, 1600–1800 (von Jeanne Chenault Porter), 2000, ISBN 0-934977-52-6.
  - Modern Naples, 1799–1999 (von John Santore), 2001, ISBN 0-934977-53-4.
- Salvatore Pisani, Katharina Siebenmorgen (Hrsg.): Neapel: Sechs Jahrhunderte Kulturgeschichte. Reimer, Berlin 2009, ISBN 978-3-496-01401-0.
- Dieter Richter: Neapel. Biographie einer Stadt. Wagenbach, Berlin 2005, ISBN 3-8031-2509-X.
- Horst-Günter Wagner: Golf von Neapel. Landschaftswandel durch Verstädterung. Wiss. Buchgesellschaft Akademik, Darmstadt 2022. ISBN 978-3-534-40635-7, sowie: Open-Access-Publikation. Univ. Bibliothek Würzburg OPUS.
- Horst-Günter Wagner: Verstädterung am Golf von Neapel. Langzeitdokumentation zu Flächennutzungskonkurrenzen. Würzburg 2024, 161 S. ISSN 0931-8623 Würzburger Geographische Manuskripte Heft 90.

### Reiseberichte

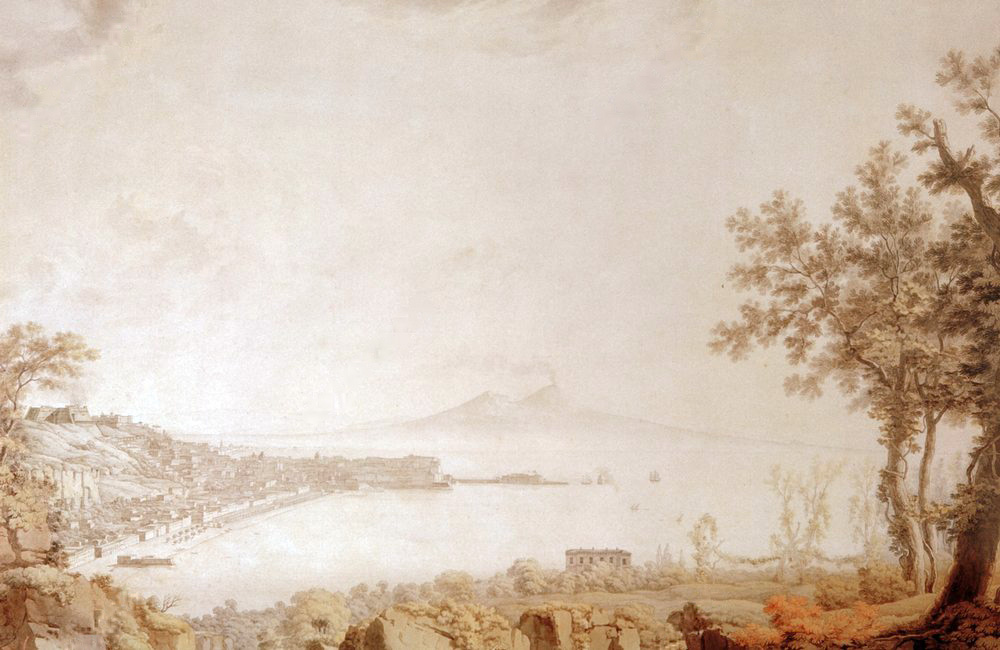
Die Bucht von Neapel mit Blick auf den Vesuv, Aquarell über Federzeichnung von Christoph Heinrich Kniep, Begleiter Goethes auf der italienischen Reise, 1787

- Johann Wolfgang Goethe: Italienische Reise. 1816/1817 (online: Band 1, Band 2).
- Karl August Mayer: Neapel und die Neapolitaner. Oldenburg 1840.

### Neapel in der Literatur
- Stefan Andres: Ritter der Gerechtigkeit. Piper, München 1948.
- Luciano De Crescenzo: Also sprach Bellavista. Neapel, Liebe und Freiheit. Diogenes, Zürich 1988.
- Elena Ferrante: Meine geniale Freundin. Suhrkamp, Berlin 2016.
  - Die Geschichte eines neuen Namens. Suhrkamp, Berlin 2017.
  - Die Geschichte der getrennten Wege. Suhrkamp, Berlin 2017.
  - Die Geschichte des verlorenen Kindes. Suhrkamp, Berlin 2018.
  - Das lügenhafte Leben der Erwachsenen Suhrkamp, Berlin 2020
- Barbara Krohn: Die Toten von Santa Lucia. Goldmann, München 2006, ISBN 3-442-46177-4.
  - Was im Dunkeln bleibt. Goldmann, München 2007, ISBN 978-3-442-46453-1.
  - Die achte Todsünde. Goldmann, München 2008, ISBN 978-3-442-46464-7.
- Curzio Malaparte: Die Haut. Fischer, Frankfurt am Main 1991.
- Christoff Neumeister: Der Golf von Neapel in der Antike. Ein literarischer Reiseführer. München 2005.
- Susan Sontag: The Vulcano Lover. Farrar, Straus & Giroux, New York 1989.
  - Deutsche Ausgabe: Der Liebhaber des Vulkans. Aus dem amerikanischen Englisch übersetzt von Isabell Lorenz. Hanser, München 1993, ISBN 3-446-16017-5.
- Franco Supino: Spurlos in Neapel, Rotpunktverlag 2022
- Franz Werfel: Die Geschwister von Neapel. 1931.
- Morris West: Children of the Shadows. William Heinemann, London / Melbourne / Toronto 1957.
  - Deutsche Ausgabe: Kinder des Schattens. Hölle und Himmel von Neapel. Aus dem Englischen übersetzt von Paul Baudisch. Kurt Desch, München / Wien / Basel 1964.

## Filmproduktionen

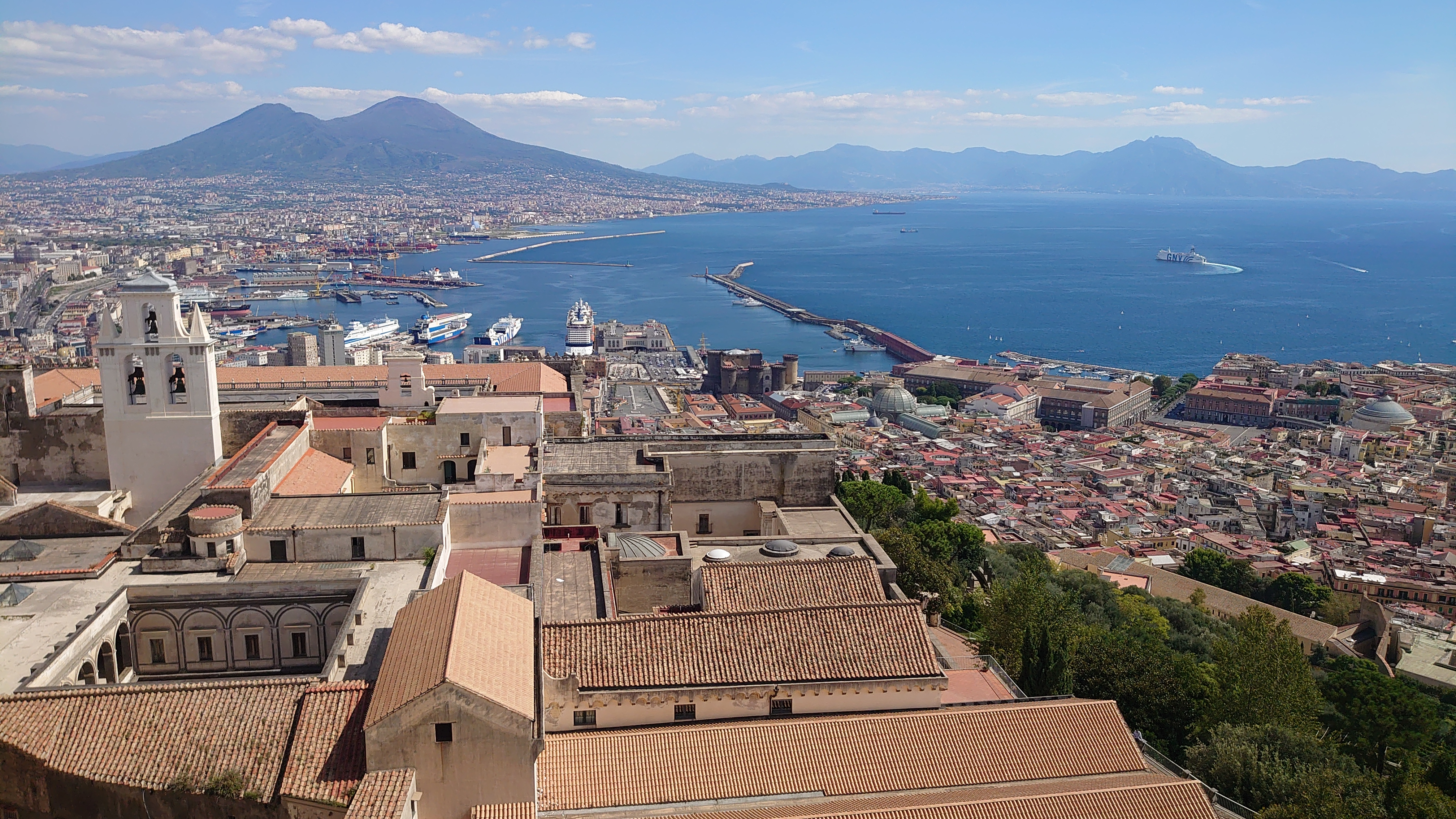
Neapel am Fuße des Vesuv

Die folgende Liste zeigt eine Auswahl von komplett oder teilweise in Neapel gedrehten Filmen und Serien:
- Paisà (Regie: Roberto Rossellini), 1946
- Liebesrausch auf Capri (September Affair; Regie: William Dieterle; mit Joan Fontaine und Joseph Cotten), 1950
- Liebe ist stärker (Viaggio in Italia; Regie: Roberto Rossellini; mit Ingrid Bergman), 1954
- Das Gold von Neapel (L’oro di Napoli; Regie: Vittorio De Sica; mit Sophia Loren), 1954
- Es begann in Neapel (mit Sophia Loren), 1960
- Die vier Tage von Neapel (Le quattro giornate di Napoli; Regie: Nanni Loy; Spielfilm über den erfolgreichen Aufstand gegen die deutschen Besatzungstruppen), 1962
- Hände über der Stadt (Le mani sulla città; Regie: Francesco Rosi), 1963
- Gestern, heute und morgen (Ieri, oggi e domani; Regie: Vittorio De Sica; mit Sophia Loren und Marcello Mastroianni), 1963
- Hochzeit auf italienisch (Matrimonio all'italiana; Regie: Vittorio De Sica; mit Sophia Loren), 1964
- Decameron (Il Decameron; Regie: Pier Paolo Pasolini), 1970
- Lucky Luciano (Regie: Francesco Rosi), 1973
- Sie nannten ihn Plattfuß (Piedone lo sbirro; Regie: Stefano „Steno“ Vanzina; mit Bud Spencer), 1973
- Die Haut (La pelle, Verfilmung des Romans von Curzio Malaparte, mit Burt Lancaster, Marcello Mastroianni, Claudia Cardinale), 1981
- Camorra (Un complicato intrigo di donne, vicoli e delitti; Regie: Lina Wertmüller), 1986
- Der Postmann (Il postino; Regie: Michael Radford), 1994
- Gomorrha – Reise in das Reich der Camorra (Gomorra; Verfilmung des Romans von Roberto Saviano), 2008
- Gomorrha (Gomorra; Fernsehserie nach dem Roman von Roberto Saviano), 2014–2021
- Das Geheimnis von Neapel (Napoli velata; Regie: Ferzan Özpetek), 2017
- Meine geniale Freundin (L'amica geniale; Fernsehserie), 2018–
- The Hand of God (È stata la mano di Dio; Regie: Paolo Sorrentino), 2021
- Nostalgia, Regie: Mario Martone, 2022
- Mixed by Erry, Regie: Sydney Sibilia, 2023
- Parthenope, Regie: Paolo Sorrentino, 2024

## Dokumentation
- Neapel – Stadt der Künste. Regie: Stefanie Appel. HR, Italien, Deutschland, 53 Minuten, 2023